# 26. August
Der 26. August ist der 238. Tag des gregorianischen Kalenders (der 239. in Schaltjahren); somit bleiben 127 Tage bis zum Jahresende.

## Ereignisse

### Politik und Weltgeschehen
- 55 v. Chr.: Gaius Iulius Caesar führt seinen ersten Feldzug in Britannien.
- 1071: In der Schlacht bei Manzikert unterliegen die Byzantiner den Seldschuken unter Alp Arslan. Kaiser Romanos IV. wird gefangen genommen und verliert in der Folge den byzantinischen Thron.
- 1278: Der römisch-deutsche König Rudolf I. von Habsburg besiegt in der Schlacht auf dem Marchfeld bei Dürnkrut den böhmischen König Ottokar II. Přemysl, der in der Schlacht getötet wird.

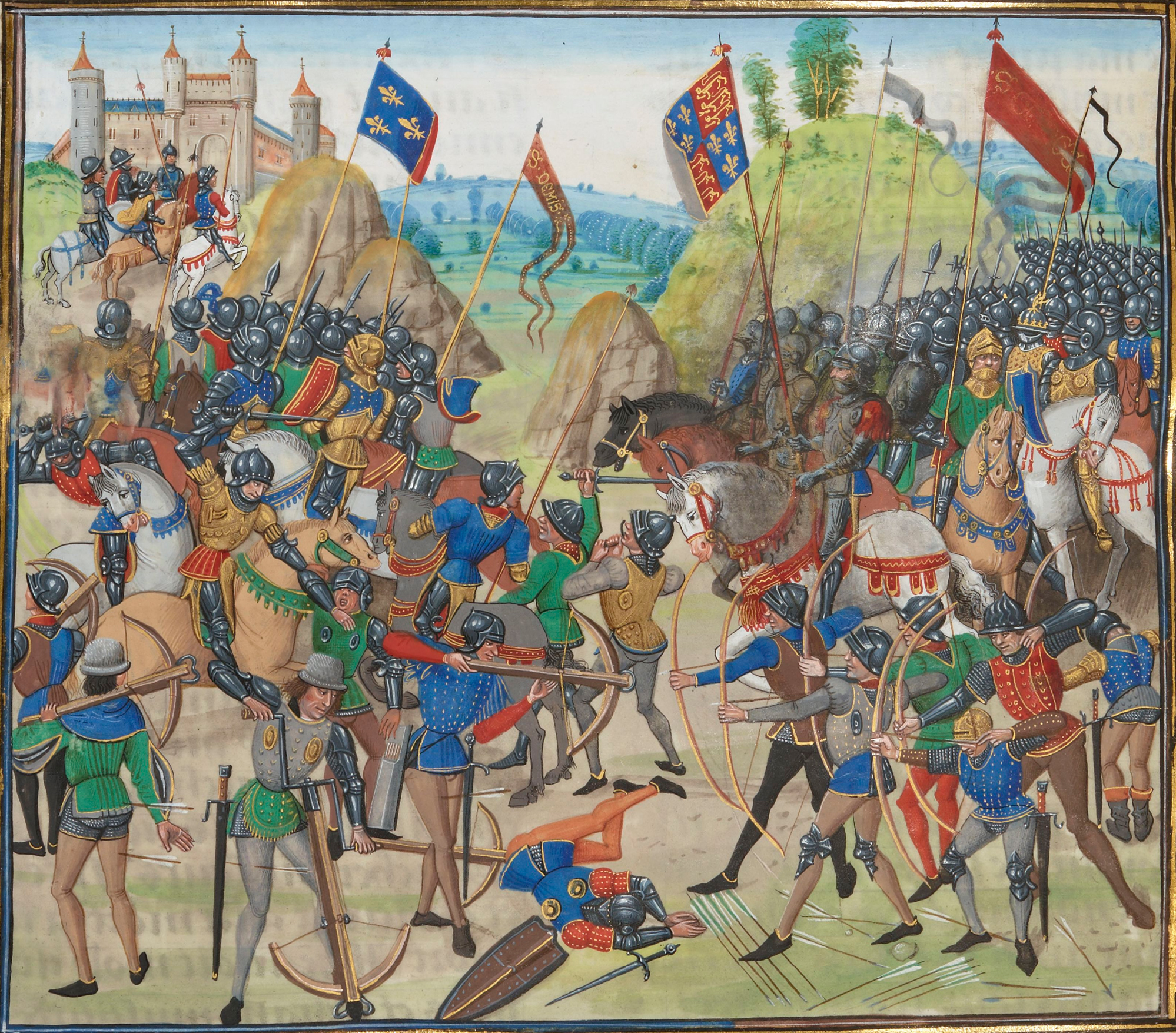
1346: Schlacht von Crécy

- 1346: Hundertjähriger Krieg: In der Schlacht von Crécy besiegen die Engländer unter Eduard III. die Franzosen unter Philipp VI.
- 1444: Im Alten Zürichkrieg kommt es zur Schlacht bei St. Jakob an der Birs, bei der die Armagnacs unter dem französischen Dauphin eine Vorhut der Acht Alten Orte vernichten, aber auf Grund ihrer eigenen schweren Verluste nicht weiter Richtung Zürich vordringen.
- 1486: Durch den Tod seines Vaters Ernst wird Friedrich III. neuer Kurfürst von Sachsen.
- 1542: Der spanische Konquistador Francisco de Orellana, der mit seinen Leuten als erster Europäer den Strom von West nach Ost befahren hat, erreicht die Mündung des Amazonas.
- 1619: Die böhmischen Stände wählen den Kurfürsten Friedrich von der Pfalz zu ihrem König. Seine Regentschaft zur Zeit des Dreißigjährigen Krieges währt nur wenige Monate.
- 1652: Im Ersten Englisch-Niederländischen Seekrieg siegen die Niederländer unter Admiral Michiel de Ruyter in der Seeschlacht bei Plymouth über eine englische Flotte unter dem Befehl von George Ayscue, dem anschließend das Kommando genommen wird.
- 1652: Im habsburgischen Teil Ungarns besiegen kaiserliche Truppen in der Schlacht von Vezekény eine osmanische Streitmacht auf Plünderungszug.
- 1696: Im Großen Türkenkrieg trennen sich Reichstruppen unter dem Befehl des Kurfürsten Friedrich August von Sachsen und ein zum Entsatz von Temeschwar herangeführtes osmanisches Heer unter Sultan Mustafa II. in der Schlacht von Olasch nach verlustreichen Kämpfen unentschieden.

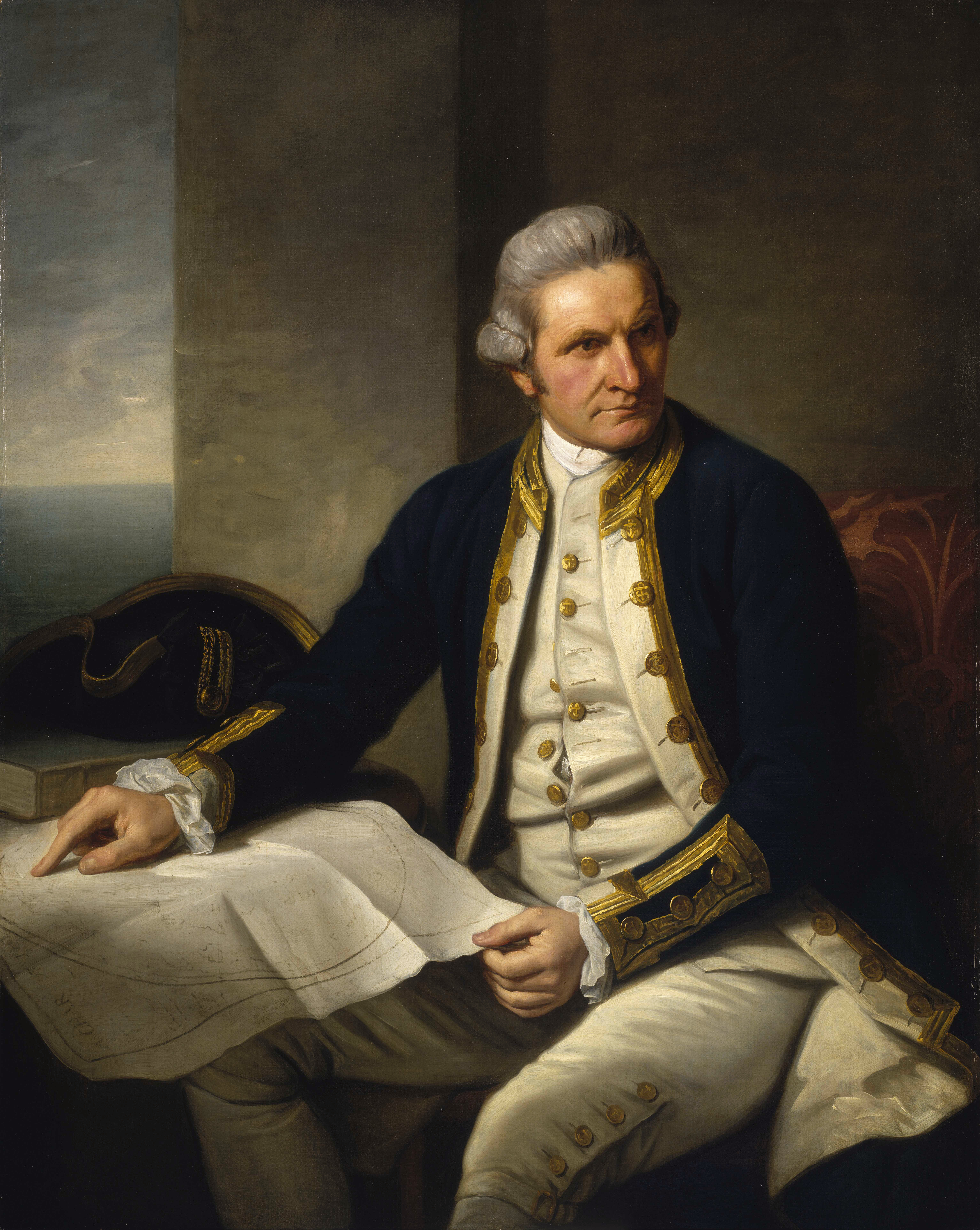
1768: James Cook

- 1768: Der Brite James Cook bricht an Bord der Endeavour zu seiner ersten Südseereise auf.
- 1789: Im Zuge der Französischen Revolution verabschiedet die Nationalversammlung ihre Erklärung der Menschen- und Bürgerrechte.
- 1806: In Braunau am Inn wird der Nürnberger Buchhändler Johann Philipp Palm wegen der Verbreitung einer anti-napoleonischen Schrift hingerichtet.
- 1807: Das Königreich Bayern führt als weltweit erstes Land die Pflichtimpfung gegen Pocken ein.
- 1813: Während der Befreiungskriege beginnen sowohl die Schlacht an der Katzbach als auch die Schlacht um Dresden zwischen napoleonischen Truppen und der sechsten Koalition aus Österreich, Preußen und Russland.

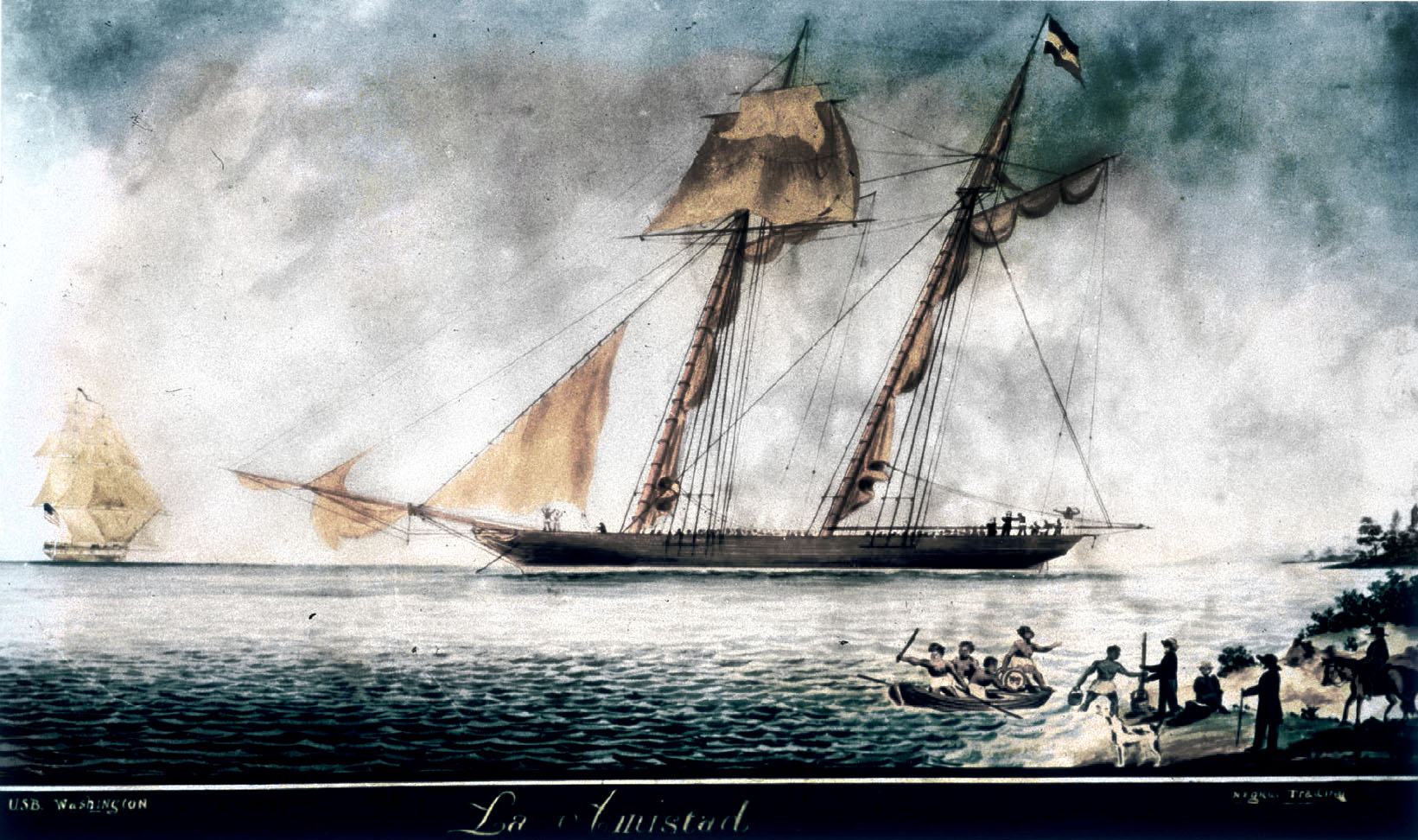
1839: La Amistad

- 1839: Vor Long Island wird das angebliche Piratenschiff La Amistad von der USS Washington aufgebracht. Die nachfolgenden Amistad-Prozesse tragen zur Abschaffung der Sklaverei in den USA bei.
- 1848: Die ungelöste Schleswig-Holstein-Frage und die Schleswig-Holsteinische Erhebung führen zum dreijährigen Krieg zwischen Dänemark und Preußen. Der Vertrag von Malmö bringt einen Waffenstillstand.
- 1849: Faustin Soulouque lässt sich in Port-au-Prince als Faustin I. zum Kaiser von Haiti ausrufen.
- 1861: Im Gefecht bei Kessler’s Cross Lanes im Amerikanischen Bürgerkrieg besiegen die Konföderierten die Unionstruppen im westlichen Virginia.
- 1878: Im westsibirischen Eismeer wird die Insel Ensomheden („Einsamkeit“) entdeckt.
- 1896: Armenische Separatisten besetzen die Ottomanische Bank in Istanbul. In der Folge werden schätzungsweise 50.000 Armenier getötet.
- 1913: Arabische Stämme massakrieren die gesamte italienische Garnison in der Oase Adiri und beginnen anschließend mit der Rückeroberung des Fessans.
- 1914: Erster Weltkrieg:
  - An der deutschen Ostfront beginnt südlich von Allenstein die Schlacht bei Tannenberg gegen russische Truppen.
  - Nach der Schlacht von Le Cateau ziehen sich die Truppen der Triple Entente vor den Deutschen zurück.
- 1919: Die Schwarze Reichswehr schlägt den am 16. August in Oberschlesien ausgebrochenen Aufstand nieder. Oberschlesien bleibt damit Teil des Deutschen Reichs.

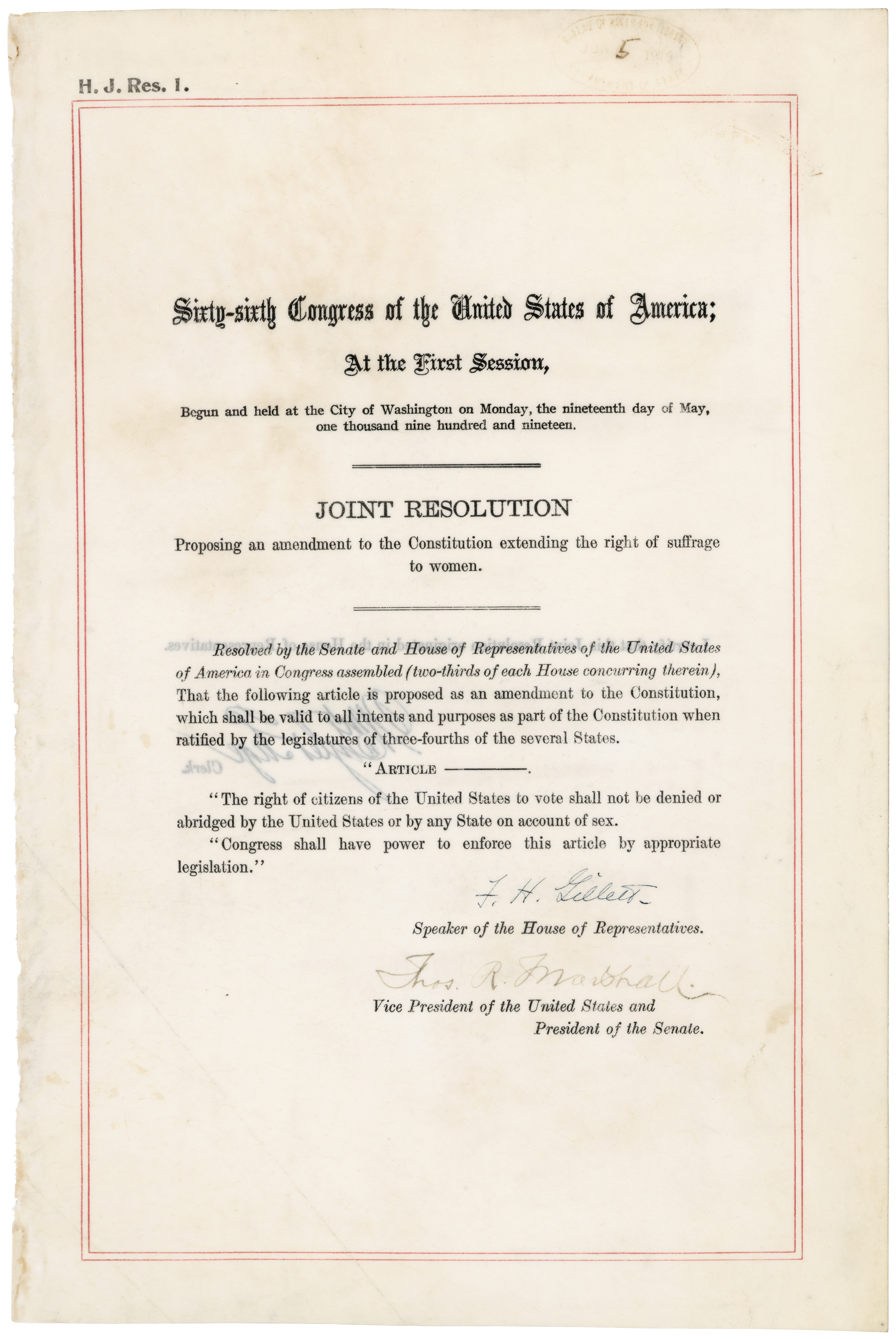
1920: Der 19. Verfassungszusatz

- 1920: In den USA tritt der das allgemeine Frauenwahlrecht einführende 19. Zusatzartikel zur Verfassung der Vereinigten Staaten in Kraft.
- 1921: Der Reichsfinanzminister Matthias Erzberger wird bei Bad Griesbach im Schwarzwald Opfer eines der politisch motivierten Fememorde in der Weimarer Republik.
- 1922: Mit der Schlacht von Dumlupınar beginnt die letzte Schlacht im Griechisch-Türkischen-Krieg.
- 1929: Die Reichspost der Weimarer Republik eröffnet in Zeesen den ersten Auslandssender in der deutschen Geschichte: den Weltrundfunksender.
- 1936: Großbritannien sichert sich in einem Bündnisvertrag mit dem Königreich Ägypten die Kontrolle über die Suezkanalzone und verzichtet auf bisher vorbehaltene Interventionsrechte.
- 1939: Sporazum (Übereinkunft) zwischen der jugoslawischen Regierung und der kroatischen Opposition, mit dem die Banschaft Kroatien geschaffen wird, die innerhalb Jugoslawiens weitreichende Autonomierechte genießen soll.
- 1940: Félix Éboué, Gouverneur der französischen Kolonie Tschad, erklärt seine Unterstützung der Forces françaises libres von Charles de Gaulle im Zweiten Weltkrieg.
- 1944: Ministerpräsident Iwan Bagrjanow erklärt die Neutralität Bulgariens und lehnt eine Allianz mit den Deutschen ab.
- 1944: In der Nacht vom 26. zum 27. August fliegt die No. 5 Bomber Group der Royal Air Force den ersten von zwei massiven Bombenangriffen auf Königsberg, bei denen ein großer Teil der historischen Stadt zerstört wird.
- 1959: Truppen der chinesischen Volksbefreiungsarmee dringen in ein zwischen China und Indien umstrittenes Gebiet an der McMahon-Linie ein und nehmen Wachen eines indischen Außenpostens gefangen.
- 1961: Birma erhebt durch eine Verfassungsänderung als weltweit erster Staat den Buddhismus zur Staatsreligion.
- 1966: Nachdem die Vereinten Nationen Südafrika das völkerrechtliche Mandat zur treuhänderischen Verwaltung Namibias entzogen haben, nimmt die South West African Peoples Organization (SWAPO) unter Samuel Shafishuna Nujoma den bewaffneten Kampf gegen die Besatzungsmacht auf.
- 1976: Prinz Bernhard der Niederlande legt wegen seiner Verstrickung in den Lockheed-Skandal alle seine öffentlichen Ämter nieder.
- 1977: Der westafrikanische Staat Benin, zu jener Zeit eine Volksrepublik, erhält eine marxistisch-leninistische Verfassung, die ein politisches Einkammersystem vorsieht.

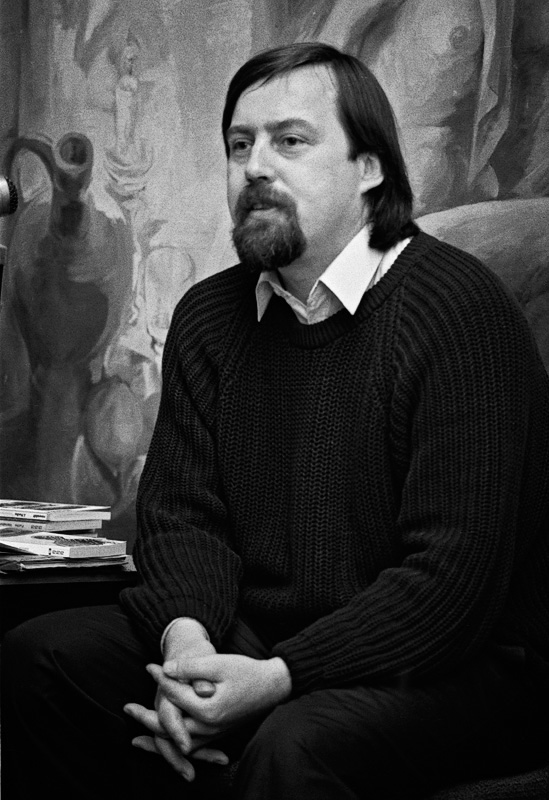
1977: Jürgen Fuchs

- 1977: Die DDR schiebt Jürgen Fuchs, Christian Kunert und Gerulf Pannach, im November 1976 im Zusammenhang mit den Protesten gegen die Biermann-Ausbürgerung verhaftet, nach West-Berlin ab.
- 1979: In Assam schließen sich mehrere Organisationen zu einer gemeinsamen Aktionsfront zusammen. Dies markiert den äußeren Beginn der Assam-Bewegung, die bis 1985 anhält.
- 1987: Die deutsche Bundesregierung beschließt, das Begrüßungsgeld für Besucher aus der DDR von zweimal 30 DM auf einmal 100 DM pro Person pro Jahr anzuheben. Eine Kürzung des gestatteten Höchstbetrages beim DM-Kauf durch die DDR soll damit ausgeglichen werden.

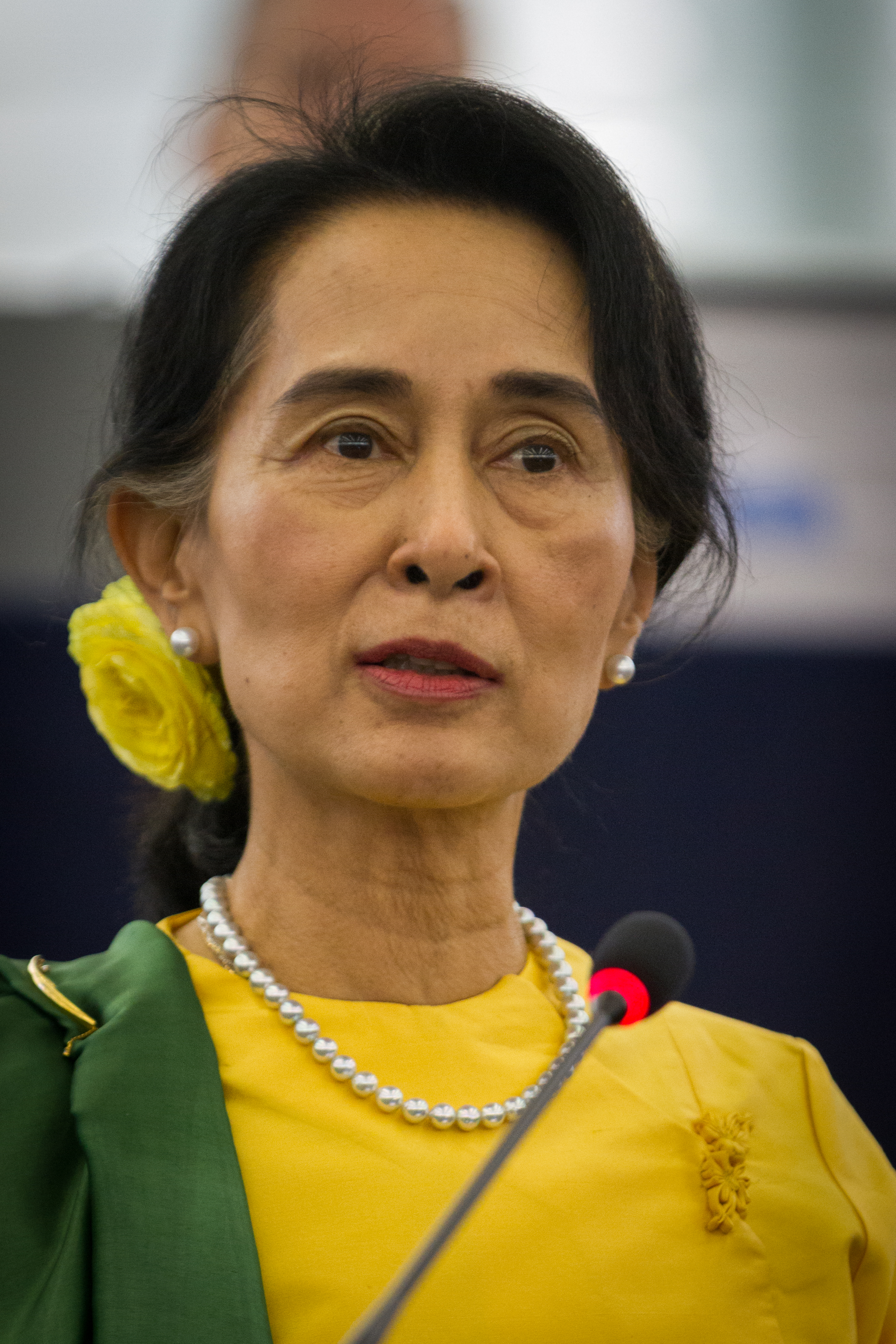
1988: Aung San Suu Kyi

- 1988: Vor der Shwedagon-Pagode in Rangun setzt sich in ihrer ersten Rede Aung San Suu Kyi für eine demokratische Entwicklung Birmas ein, das die von Studenten ausgehende Rebellion 8888 Uprising erlebt.
- 1992: Der nigerianische Militärherrscher Babangida wird von seinem Stabschef Sani Abacha abgesetzt. Sani Abacha übernimmt selbst die Macht und beginnt eine Schreckensherrschaft.
- 1999: Mit ersten Luftangriffen durch russische Luftstreitkräfte beginnt der Zweite Tschetschenienkrieg.
- 2002: Im südafrikanischen Johannesburg beginnt der Weltgipfel für nachhaltige Entwicklung.
- 2005: Der Oberste Gerichtshof der Fidschi-Inseln erklärt das Verbot der Homosexualität für verfassungswidrig.
- 2008: Die Republiken Südossetien und Abchasien werden von Russland als unabhängige Staaten anerkannt.
- 2016: Bei einem Terroranschlag in der südosttürkischen Stadt Cizre werden mindestens elf Menschen getötet und zahlreiche weitere verletzt. Zu dem Autobombenanschlag bekannte sich die PKK.
- 2021: Bei zwei Bombenanschlägen am Flughafen in Kabul, werden mindestens 95 Menschen getötet und 200 weitere teils schwer verletzt. Unter den Todesopfern befinden sich 13 US-Soldaten.

### Wirtschaft

1884: Linotype-Setzmaschine

- 1884: Ottmar Mergenthalers Linotype-Setzmaschine wird patentiert.
- 1938: Auf Einladung des Philosophen Louis Rougier beginnt das Colloque Walter Lippmann als Treffen von 25 freiheitlichen Denkern in Paris. Ziel ist es, in Abgrenzung zum Manchesterliberalismus liberalen Ideen angesichts der zunehmenden Einflussnahme des Staates und totalitärer Entwicklungen neue Geltung zu verschaffen. Das hier gemeinsam formulierte Gedankengut wird ab der Nachkriegszeit als sogenannter Neoliberalismus wirksam.
- 1998: An der Frankfurter Börse kommt es durch den Kurssturz des Rubels zu einem Druck auf die Aktienkurse, da Deutschland einer der größten Gläubiger Russlands ist.

### Wissenschaft und Technik

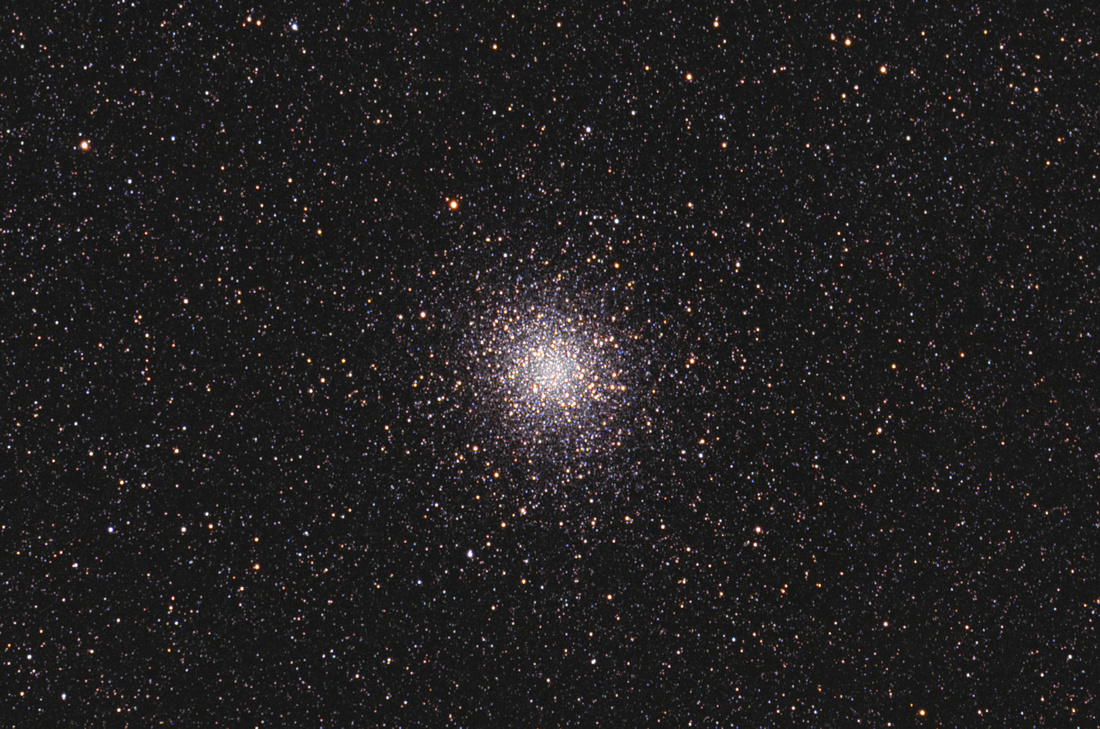
1665: Kugelsternhaufen M22

- 1665: Der Leipziger Amateurastronom Johann Abraham Ihle beobachtet als Erster durch sein Fernrohr einen Kugelsternhaufen, den im Sternbild Schütze gelegenen M22.
- 1837: Zwischen Paris und Saint-Germain-en-Laye wird die erste ausschließlich mit Dampfmaschinen betriebene Eisenbahnlinie Frankreichs eröffnet.
- 1854: Der französische Erfinder Charles Bourseul beschreibt in der Zeitschrift L'illustration das Telefon. Er wird jedoch nicht ernst genommen und verfolgt seine Idee nicht weiter.
- 1857: Der deutsche Entdeckungsreisende Adolf Schlagintweit wird im innerasiatischen Kaschgar ohne Prozess als angeblicher chinesischer Spion enthauptet.
- 1859: Die Novara-Expedition, eine österreichische Forschungsreise, geht mit der Rückkehr der Fregatte Novara nach Triest zu Ende.

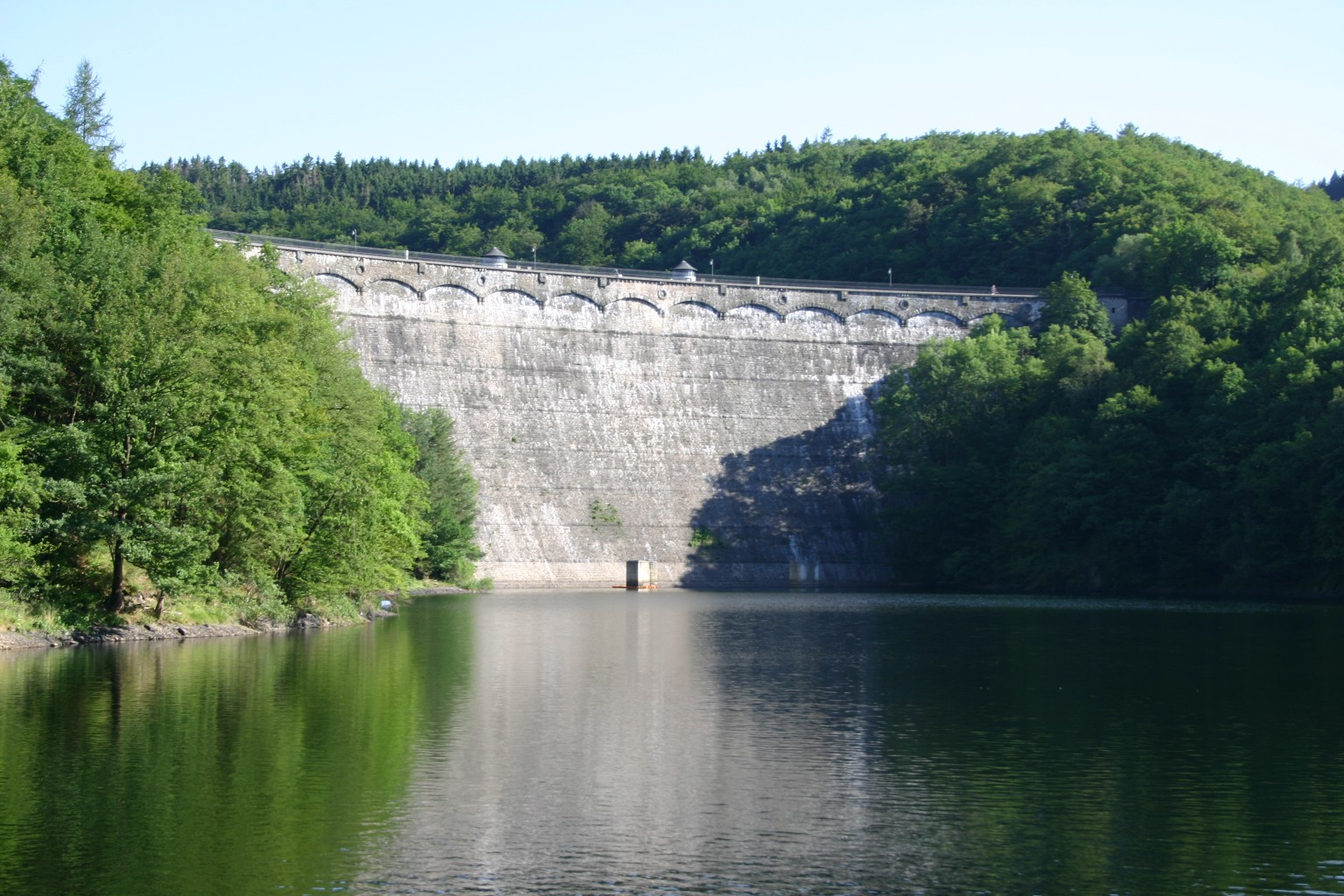
1905: Die Urfttalsperre

- 1905: Die Urfttalsperre, damals die größte Talsperre Europas, wird eingeweiht.
- 1953: Das Cinemascope-Verfahren wird zum ersten Mal in Deutschland von der US-amerikanischen Filmgesellschaft 20th Century Fox vorgestellt.
- 1954: O. B. I. Wester erreicht mit seinem Hubschrauber Sikorsky XH-39 den Geschwindigkeitsweltrekord von 251,7 km/h.
- 1965: Der Erstflug eines Prototyps der Cessna 401/402 findet statt.
- 1978: Der NVA-Offizier Sigmund Jähn startet als erster Deutscher in Sojus 31 in den Weltraum.
- 1981: Die US-amerikanische Raumsonde Voyager 2 fliegt am Saturn vorbei und liefert viele Fotos des Planeten, seiner Ringe und Monde.

### Kultur
- 1794: Die Uraufführung der musikalischen Komödie Le astuzie femminili (Die weiblichen Listen) von Domenico Cimarosa findet am Teatro dei Fiorentini in Neapel statt.

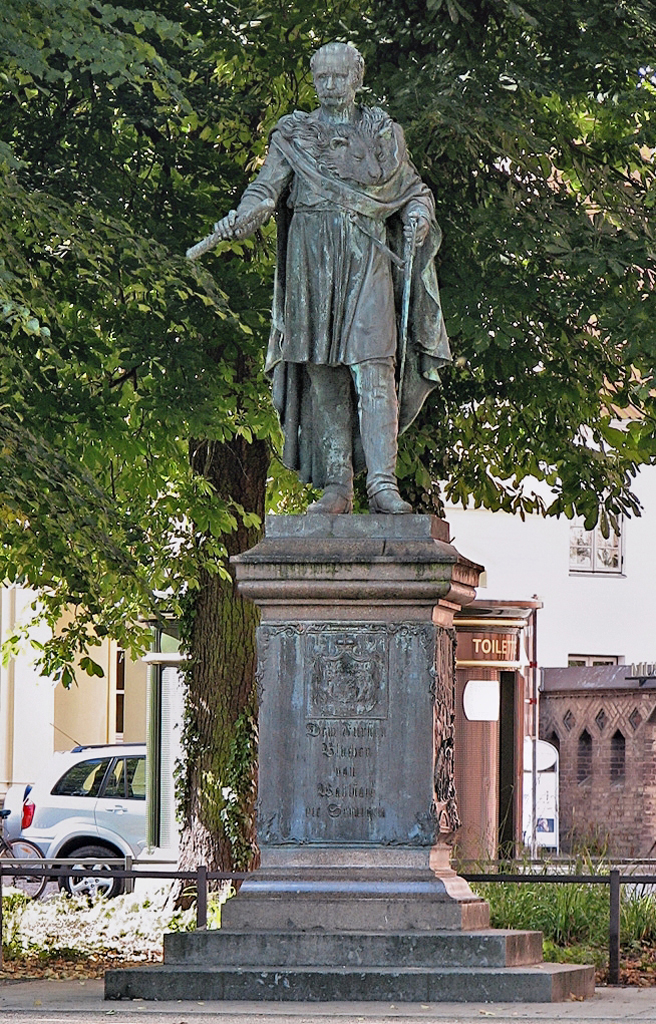
1819: Blücherdenkmal

- 1819: Das erste Denkmal des Generalfeldmarschalls Gebhard Leberecht von Blücher wird in seiner Geburtsstadt Rostock enthüllt.
- 1841: August Heinrich Hoffmann von Fallersleben vollendet sein Lied der Deutschen, dessen dritte Strophe der Text der heutigen deutschen Nationalhymne ist.
- 1846: In Stuttgart findet die Uraufführung der Oper Lichtenstein von Peter Joseph von Lindpaintner statt.
- 1846: Das Oratorium Elias von Felix Mendelssohn Bartholdy wird in seiner Urfassung in Birmingham uraufgeführt.
- 1865: Die britische Königin Victoria weiht in Coburg das Prinz-Albert-Denkmal ein.
- 1951: Der Musicalfilm Ein Amerikaner in Paris hat in London Premiere.
- 1956: Mit Marilyn Monroe und Richard Widmark auf dem Titelblatt erscheint die erste Ausgabe des Jugendmagazins Bravo.
- 2010: In Aşgabat beginnt mit der Entfernung der goldenen Statue Saparmyrat Nyýazows die Demontage des Neutralitätsbogen, der später in einem Vorort der turkmenischen Hauptstadt wieder aufgebaut wird.

### Gesellschaft
- 2006: 18 Jahre nach ihrem Verschwinden wird Jaycee Lee Dugard aus der Gewalt ihrer Entführer befreit.

### Religion

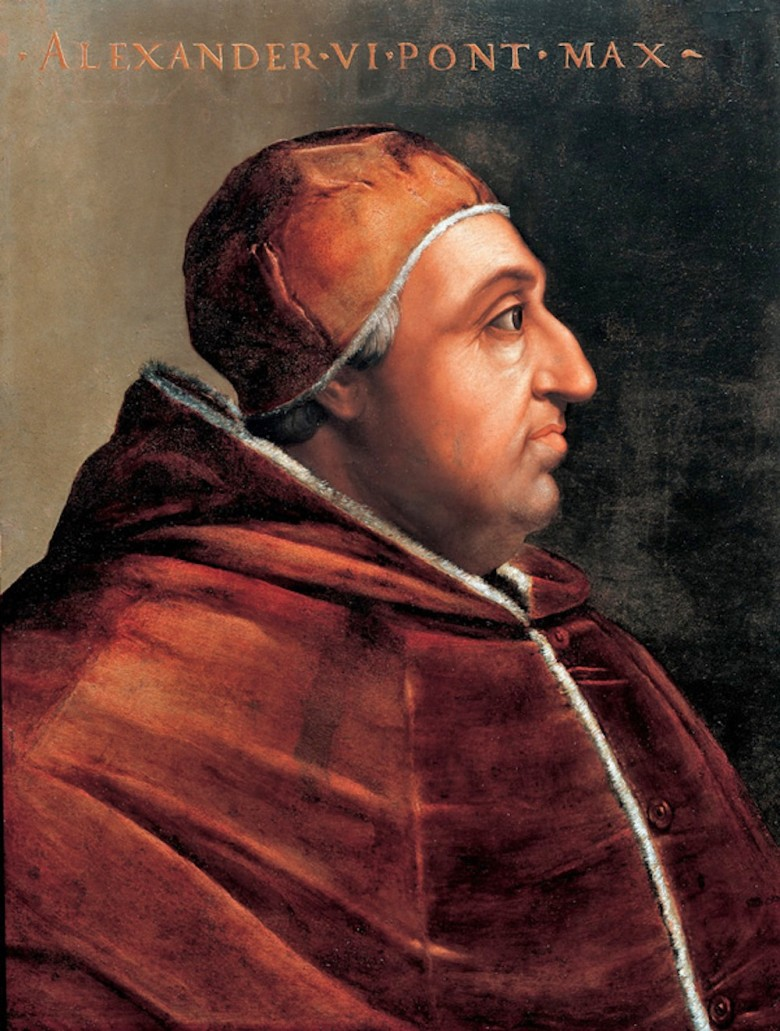
1492: Alexander VI.

- 1492: Rodrigo Lanzol de Borja Borgia wird nach 23-tägiger Sedisvakanz als Papst Alexander VI. inthronisiert.
- 1726: In Dresden erfolgt die Grundsteinlegung für die Frauenkirche.
- 1748: Mit dem Ministerium von Pennsylvanien wird von mehreren Pastoren in Philadelphia die erste evangelisch-lutherische kirchliche Körperschaft in Nordamerika gegründet.
- 1978: Albino Luciani wird vom Konklave in Rom nach nur eintägiger Wahldauer zum Papst gewählt. Als Johannes Paul I. wird er nach einer Amtszeit von nur 33 Tagen sterben.

### Katastrophen
- 1787: Ein Großbrand vernichtet die Stadt Neuruppin.

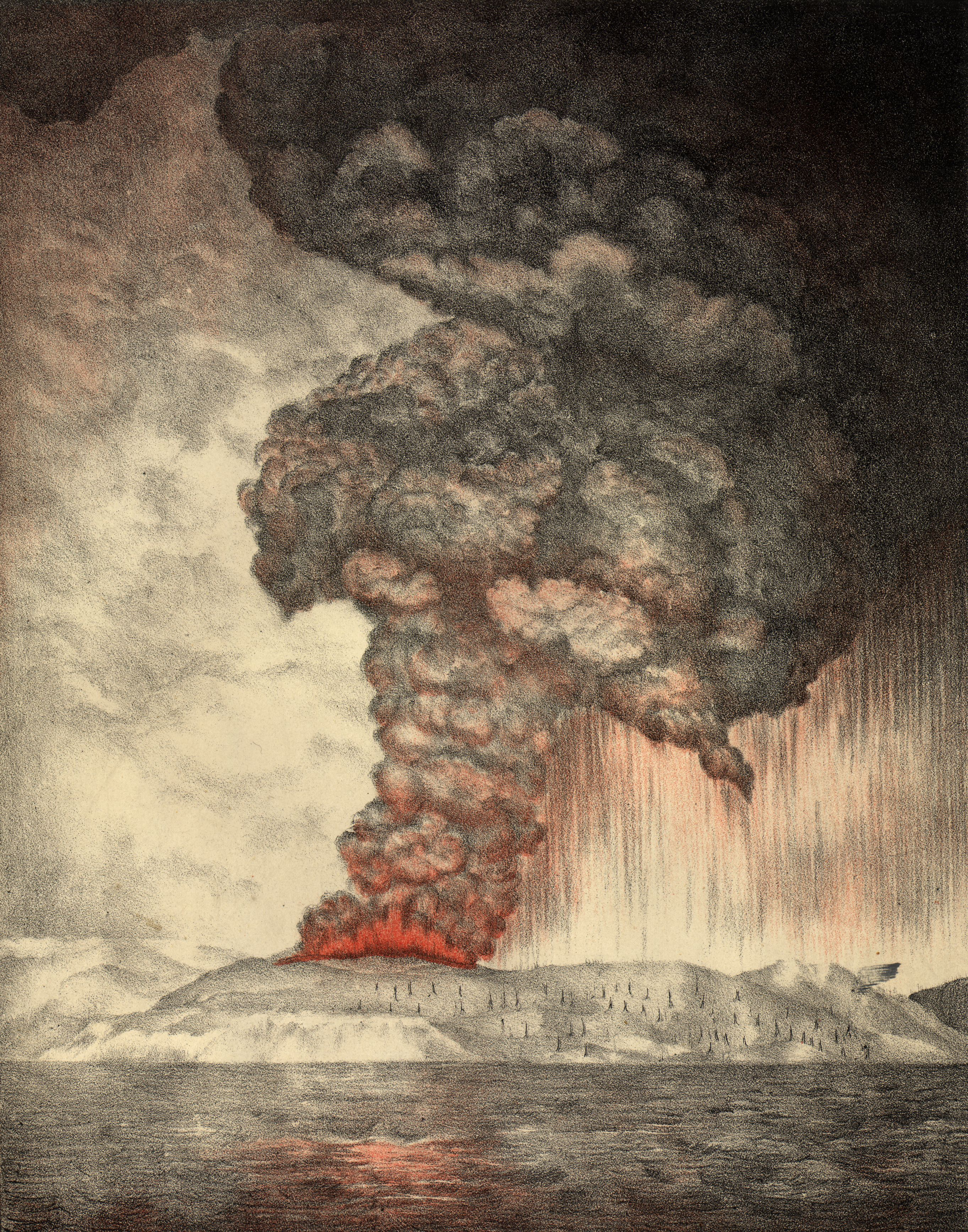
1883: Vulkanausbruch des Krakataus

- 1883: Ausbruch des Vulkans Krakatau, der am folgenden Tag in sich zusammenstürzen wird. Die Katastrophe verursacht eine Reihe gigantischer Flutwellen (Tsunamis) an den Küsten von Java und Sumatra. Tausende Menschen ertrinken in den Fluten.
- 1922: Untergang des japanischen Leichten Kreuzers Niitaka im Sturm vor der Westküste von Kamtschatka. Die gesamte Besatzung (ca. 400 Mann) findet den Tod.
- 2004: Von der Wiehltalbrücke stürzt ein mit 32.000 Liter Kraftstoff beladener Tanklastwagen. Durch die Hitze des dabei ausgelösten Brandes wird die Brücke schwer beschädigt und muss vorübergehend vollständig gesperrt werden. Mit einem angegebenen Sachschaden von rund 30 Millionen Euro handelt es sich um den bis dahin teuersten Verkehrsunfall in Deutschland.

Kleinere Unglücksfälle sind in den Unterartikeln von Katastrophe und in der Liste von Katastrophen aufgeführt.

### Sport

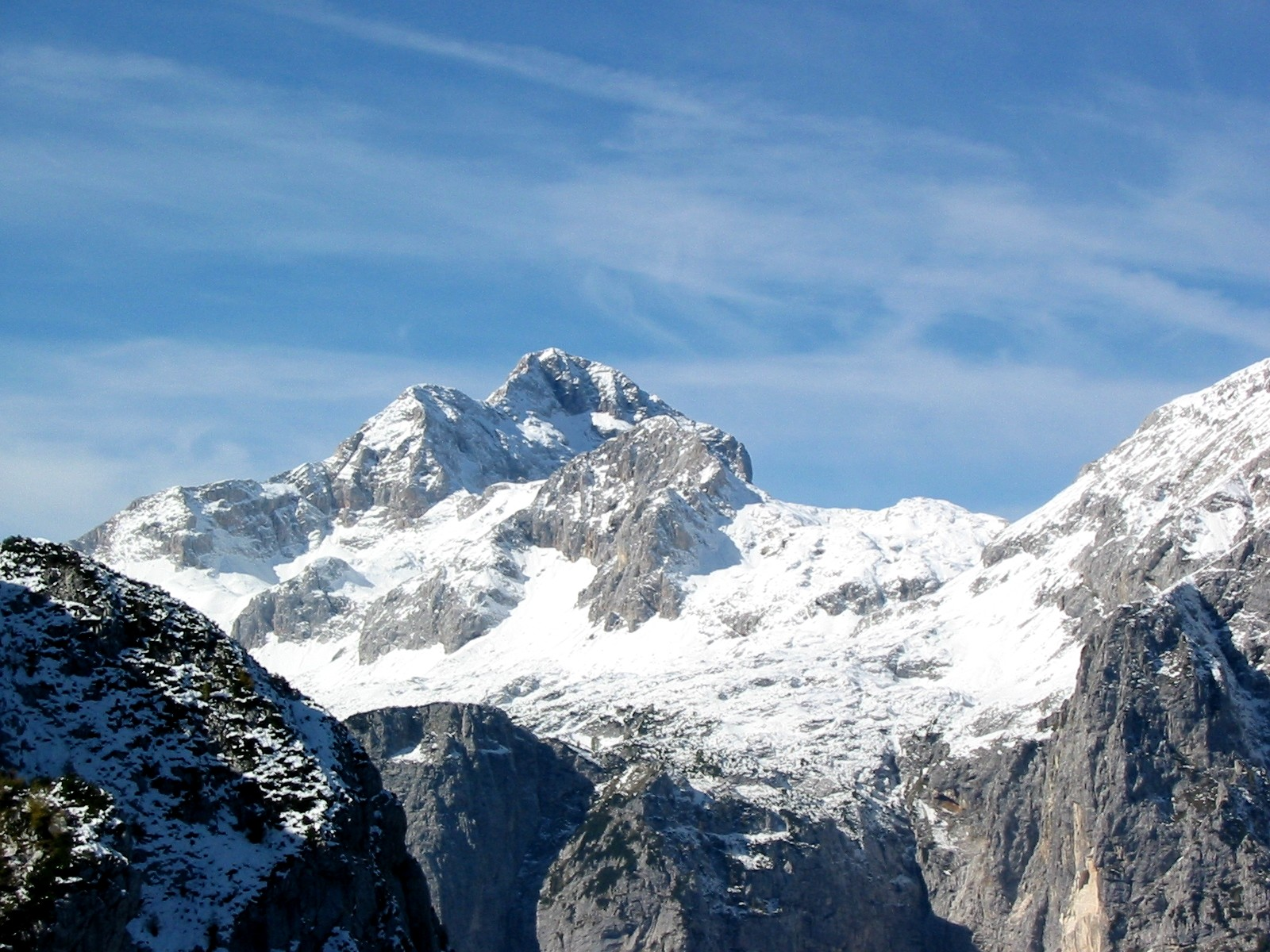
1778: Der Triglav

- 1778: Der Triglav, höchster Berg der Julischen Alpen und des heutigen Sloweniens, wird durch Lovrenc Willomitzer erstmals bestiegen.
- 1926: Die AC Florenz wird gegründet.
- 1972: In München werden die XX. Olympische Sommerspiele durch Bundespräsident Gustav Heinemann eröffnet.
- 2017: Neuseeland gewinnt das Finale der Frauen-Rugby-Union-Weltmeisterschaft in Belfast 41:32 gegen England.

Einträge von Leichtathletik-Weltrekorden befinden sich unter der jeweiligen Disziplin unter Leichtathletik.

## Geboren

### Vor dem 18. Jahrhundert

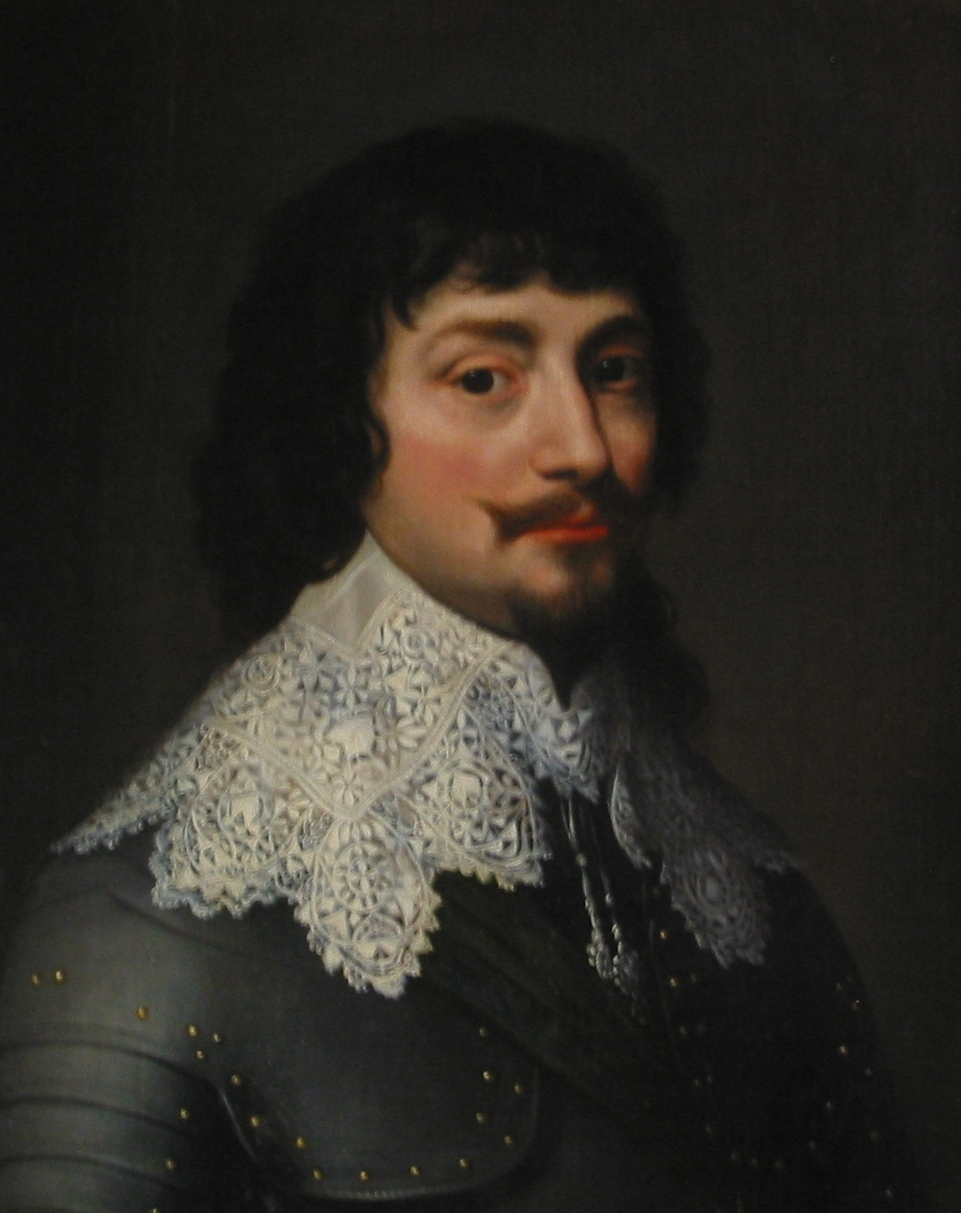
Friedrich V. (* 1596)

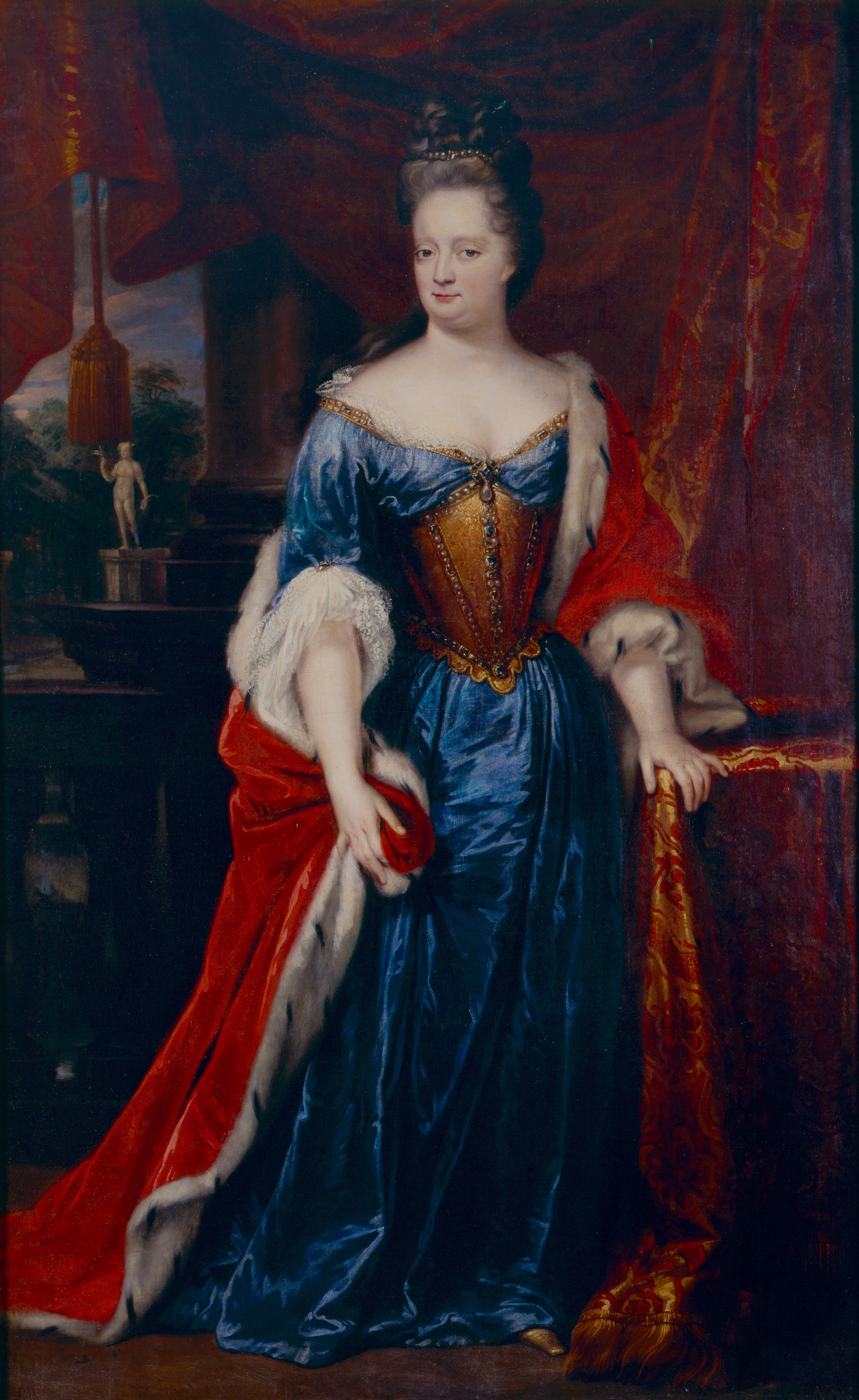
Henriette Amalie von Anhalt-Dessau (* 1666)

- 1462: Piero de Ponte, Großmeister des Malteserordens
- 1557: Sibylle von Jülich-Kleve-Berg, Markgräfin von Burgau
- 1568: Antonie von Lothringen, Herzogin von Jülich-Kleve Berg
- 1582: Enoch Heiland, deutscher Rechtswissenschaftler
- 1583: Adam von Schwarzenberg, Herrenmeister der Ballei Brandenburg des Johanniterordens
- 1585: Peter Lauremberg, Hochschullehrer und Schriftsteller der Barockzeit
- 1594: Franz Peter König, Schweizer Söldnerführer, Gouverneur von Lindau, Schulheiss von Freiburg
- 1596: Friedrich V., Kurfürst der Pfalz und als Friedrich I. König von Böhmen
- 1602: Christoph Philipp Richter, deutscher Rechtswissenschaftler
- 1620: Ernst Bogislaw von Croÿ, Bischof von Cammin und brandenburgischer Statthalter in Hinterpommern und Preußen
- 1623: Johann Sigismund Elsholtz, deutscher Arzt, Botaniker, Chemiker und Naturforscher
- 1629: Johann Christoph Falckner, deutscher Rechtswissenschaftler
- 1660: Konrad Barthold Behrens, deutscher Militärarzt
- 1666: Henriette Amalie von Anhalt-Dessau, Fürstin von Nassau-Dietz, Regentin
- 1671: Johann Conrad Ziesenis, deutscher Bildhauer
- 1676: Robert Walpole, erster Premierminister Großbritanniens
- 1686: Agostino Cornacchini, italienischer Bildhauer
- 1687: Henry Carey, englischer Dichter und Komponist
- 1687: Willem de Fesch, niederländischer Violinist und Komponist
- 1696: Johann Zacharias Richter, Leipziger Rats- und Handelsherr

### 18. Jahrhundert

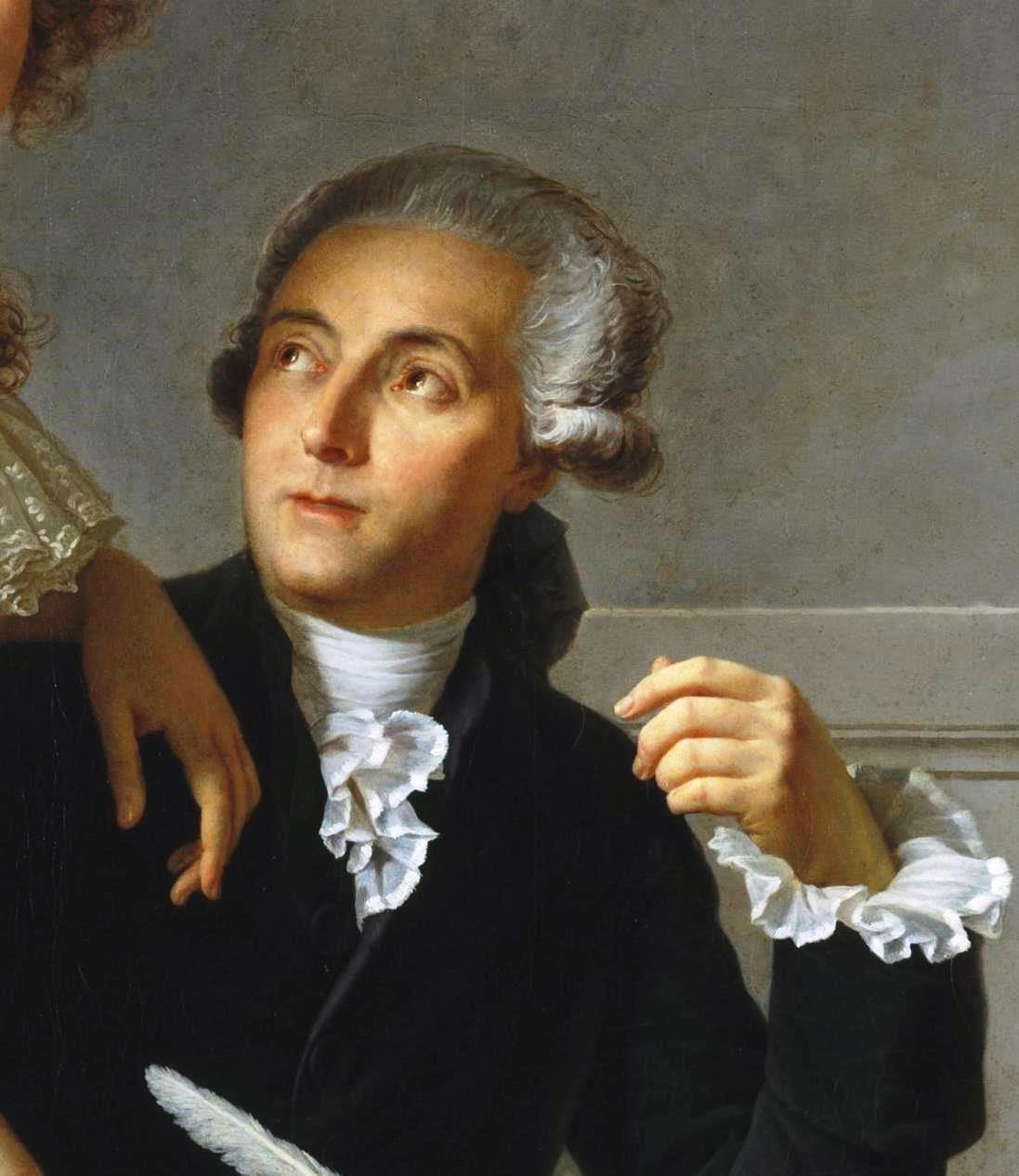
Antoine Laurent de Lavoisier (* 1743)

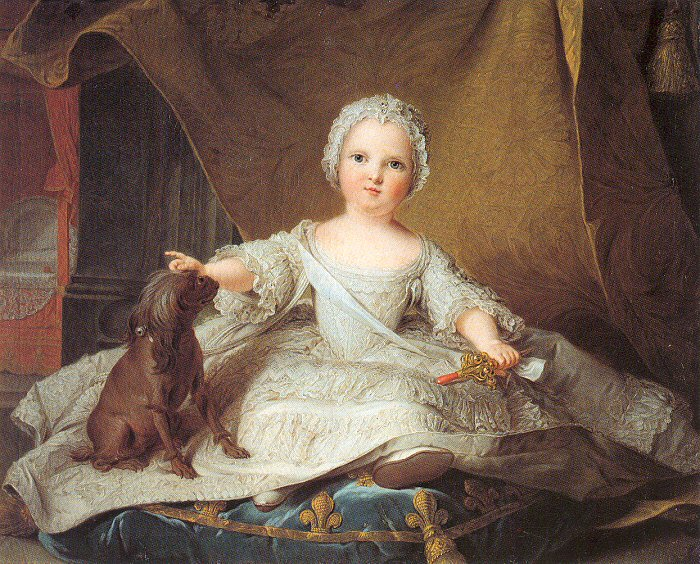
Marie Zéphyrine (* 1750)

- 1719: Johann Gottfried Sammet, deutscher Jurist und Hochschullehrer
- 1724: Johann Philipp Jakob von Horn-Goldschmidt, deutscher Priester und Generalvikar in Köln
- 1728: Johann Heinrich Lambert, deutscher Mathematiker und Physiker
- 1736: Jean-Baptiste Romé de L’Isle, französischer Mineraloge und Kristallograph
- 1740: Joseph Michel Montgolfier, französischer Ballonpionier
- 1743: Antoine Laurent de Lavoisier, französischer Chemiker
- 1745: Francis Asbury, US-amerikanischer Methodistenprediger und Bischof
- 1746: James Brice, US-amerikanischer Politiker, Gouverneur von Maryland
- 1750: Marie Zéphyrine, französische Prinzessin
- 1751: Manuel Abad y Queipo, spanischer Kirchenrechtler
- 1758: Johann Conrad Kopstadt, deutscher Politiker, Bürgermeister von Essen
- 1768: Ferdinand von Schau, deutscher Offizier und Landrat
- 1771: Karoline von Hessen-Homburg, Regentin des Fürstentums Schwarzburg-Rudolstadt
- 1771: Johann Christoph Spiess, deutscher reformierter Pfarrer und Konsistorialrat in Frankfurt am Main
- 1775: Wilhelm Joseph Behr, deutscher Jurist, Politiker und Schriftsteller
- 1778: John Adams, US-amerikanischer Jurist und Politiker
- 1778: Konrad Adolf Hartleben, deutsch-österreichischer Buchhändler, Herausgeber und Verleger
- 1781: Johann Christian Josef Abs, deutscher Pädagoge
- 1784: Ludwig Aurbacher, deutscher Schriftsteller
- 1788: Aloys Schmitt, deutscher Komponist, Pianist und Musikpädagoge
- 1789: Auguste-Frédéric de Meuron, Schweizer Kaufmann und Industrieller
- 1789: Abbas Mirza, persischer Prinz und Militärführer
- 1790: Manuel Oribe, uruguayischer Politiker
- 1791: Karl Gustav Fiedler, deutscher Montanwissenschaftler und Mineraloge
- 1798: August Friedrich Moritz Anton, deutscher Pädagoge

### 19. Jahrhundert

#### 1801–1850
- 1802: Ludwig Schwanthaler, deutscher Bildhauer
- 1804: Friedrich Wilhelm August Bischoff, deutscher Jurist
- 1805: Nikolaus Moreau, österreichischer Maler

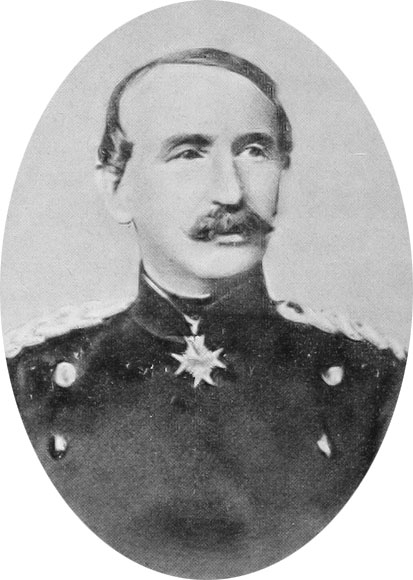
Constantin von Alvensleben (* 1809)

- 1809: Constantin von Alvensleben, preußischer General der Infanterie
- 1809: Napoleon Nolsøe, färöischer Arzt
- 1811: Karl Friedrich Ameis, deutscher klassischer Philologe
- 1813: Nicaise de Keyser, belgischer Maler
- 1817: Marie-Eugénie de Jésus, französische Nonne, Ordensgründerin und Heilige
- 1819: Albert von Sachsen-Coburg und Gotha, deutscher Ehemann der britischen Königin Viktoria
- 1819: Hinrich Johannes Rink, dänischer Geologe und Grönlandforscher
- 1820: Bernhard Anemüller, deutscher Historiker, Archivar und Bibliothekar
- 1820: James Harlan, US-amerikanischer Politiker
- 1821: William Alexander Adams, britischer Ingenieur und Unternehmer
- 1821: Alexandra von Berckholtz, deutsche Malerin
- 1821: Heinrich Boller, Schweizer Industrieller und Politiker
- 1824: Marie Simon, sächsische Krankenpflegerin

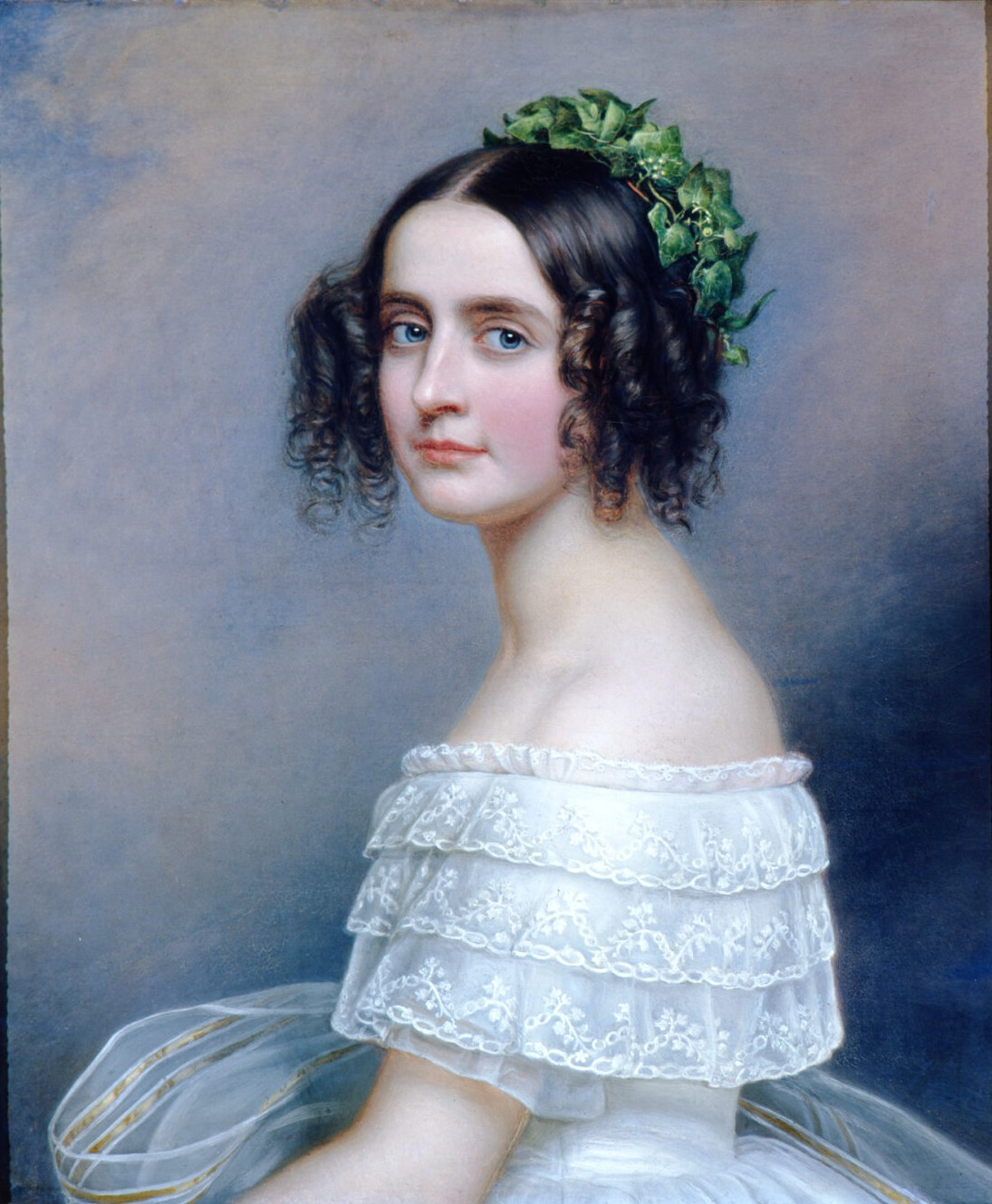
Alexandra Amalie von Bayern (* 1826)

- 1826: Alexandra Amalie von Bayern, Prinzessin von Bayern
- 1833: Johannes Maria Assmann, deutscher Priester
- 1834: Rudolf Bial, deutscher Komponist und Theaterdirektor
- 1835: Theodore Washington Brevard, General der Konföderierten Staaten
- 1836: Amalie Schönchen, deutsche Gesangssoubrette (Mezzosopran und Alt) und Volksschauspielerin
- 1841: Arnold Luschin von Ebengreuth, österreichischer Rechtshistoriker und Numismatiker
- 1842: Heinrich Irenaeus Quincke, deutscher Internist
- 1845: Mary Ann Nichols, britisches Mordopfer von Jack the Ripper
- 1845: James Cassius Williamson, australischer Schauspieler und Impresario
- 1847: Josef Bratfisch, Wiener Fiaker und Sänger
- 1847: Richard Godeffroy, österreichischer Chemiker
- 1848: Armand von Ardenne, preußischer Generalleutnant und Militärhistoriker
- 1848: Édouard Joseph Dantan, französischer Maler
- 1850: Charles Richet, französischer Mediziner, Nobelpreisträger

#### 1851–1900
- 1855: Lidia Poët, erste Absolventin eines Jurastudiums in Italien, Rechtsanwältin
- 1856: Jon Arvid Afzelius, schwedischer Lehrbuchverfasser
- 1857: Richard Wilson Austin, US-amerikanischer Politiker

Agnes Gosche (* 1857)

- 1857: Agnes Gosche, deutsche Philologin
- 1857: Ida Martha Metcalf, US-amerikanische Mathematikerin
- 1862: Theodor Siebs, deutscher Germanist
- 1863: Harrison Henry Atwood, US-amerikanischer Politiker

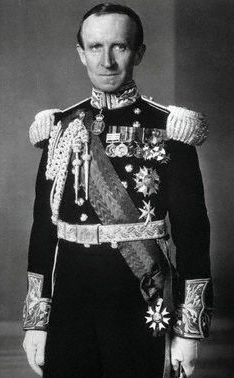
John Buchan (* 1875)

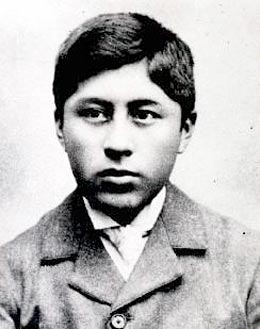
Zefyrinus Namuncurá (* 1886)

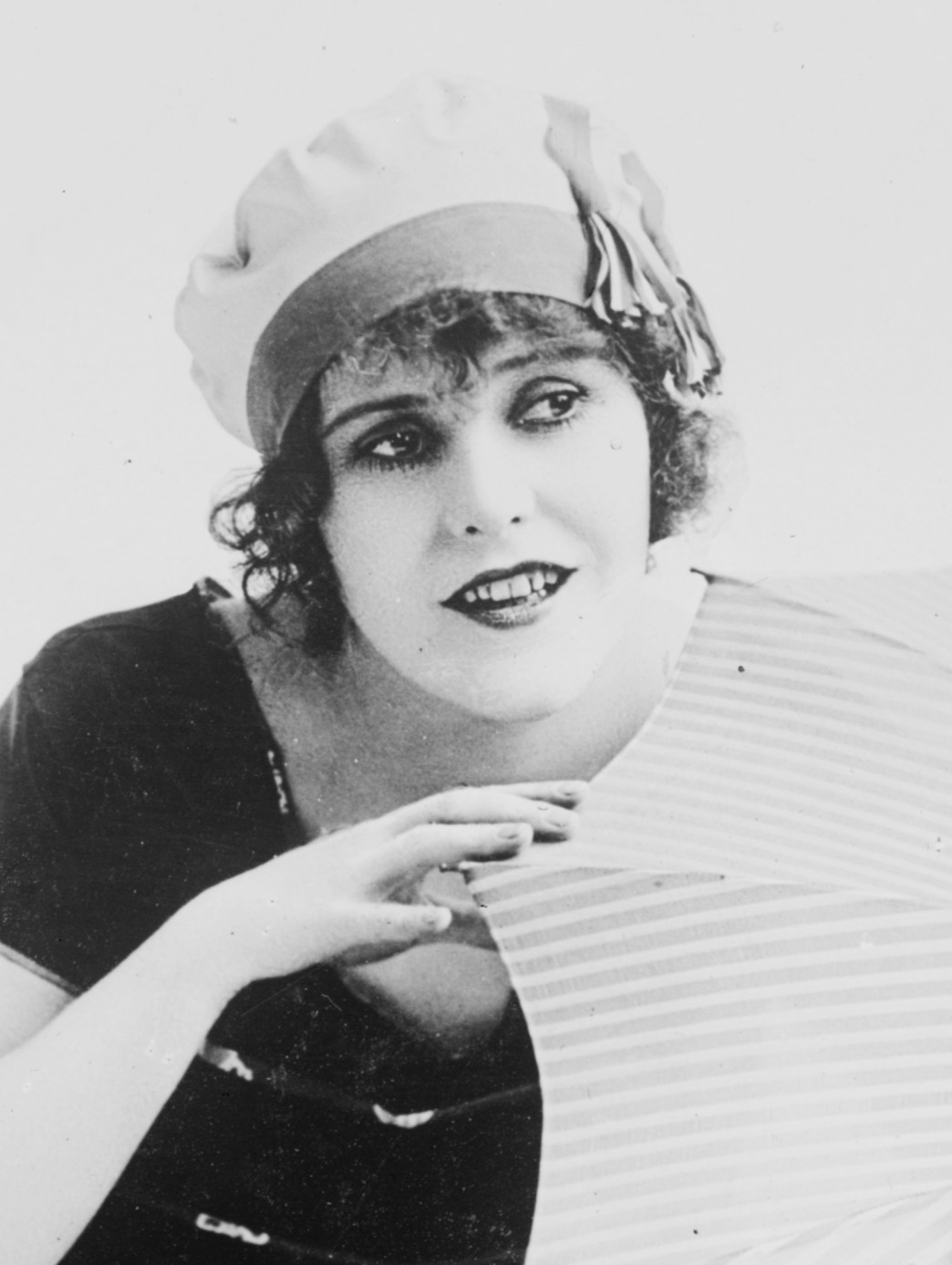
Ruth Roland (* 1892)

- 1866: Peäro August Pitka, estnischer Schriftsteller
- 1868: Henry Franklin Gilbert, US-amerikanischer Komponist
- 1868: Charles Stewart, kanadischer Politiker
- 1869: Joachim von Amsberg, deutscher General
- 1873: Pauli Ebner, österreichische Malerin und Illustratorin
- 1873: Lee De Forest, US-amerikanischer Ingenieur und Erfinder
- 1873: Arnold Gassmann, Schweizer Zollbeamter
- 1874: Zona Gale, US-amerikanische Schriftstellerin
- 1875: John Buchan, 1. Baron Tweedsmuir, britischer Schriftsteller und Politiker
- 1875: Giuseppe Vitali, italienischer Mathematiker
- 1876: Gottlob Honold, deutscher Ingenieur und technischer Leiter in Robert Boschs Werkstätte
- 1876: Erich Ziegel, deutscher Schauspieler, Regisseur, Intendant und Bühnenautor
- 1877: Edolf Aasen, norwegischer Buchdrucker
- 1877: Medea Norsa,  italienische Klassische Philologin und Papyrologin
- 1878: Lina Solomonowna Stern, lettische Physiologin und Biologin
- 1879: Chalifa ibn Harub ibn Thuwaini, Sultan von Sansibar
- 1880: Guillaume Apollinaire, französischer Schriftsteller und Kunstkritiker
- 1881: Franz Gürtner, deutscher Jurist, Reichsjustizminister
- 1882: James Franck, US-amerikanischer Physiker
- 1883: Sam Hardy, englischer Fußballspieler
- 1885: Fernand de Brinon, französischer Politiker und Journalist
- 1885: Auguste Hetkamp, deutsche Zeugin Jehovas, Opfer des Nationalsozialismus
- 1885: Jules Romains, französischer Romancier und Polygraph
- 1886: Rudolf Belling, deutscher Bildhauer
- 1886: Zefyrinus Namuncurá, Ehrwürdiger der Salesianischen Familie
- 1887: Carl Boese, deutscher Filmregisseur, Schauspieler und Autor
- 1889: Caberto Conelli, italienischer Automobilrennfahrer
- 1889: Richard Rau, deutscher Leichtathlet
- 1891: Ferdinand Bruckner, österreichisch-deutscher Schriftsteller und Theaterleiter
- 1892: Ruth Roland, US-amerikanische Schauspielerin und Filmproduzentin
- 1893ː Emma Faupel, deutsche Frauenrechtlerin, Lehrerin und Politikerin (CDU)
- 1893: Johannes Kleinhappl, katholischer Priester und Moraltheologe
- 1894: Arthur Loesser, US-amerikanischer Pianist, Musikpädagoge und -schriftsteller
- 1894: Maxim Alexejewitsch Purkajew, sowjetischer General
- 1895: Earl Long, US-amerikanischer Politiker

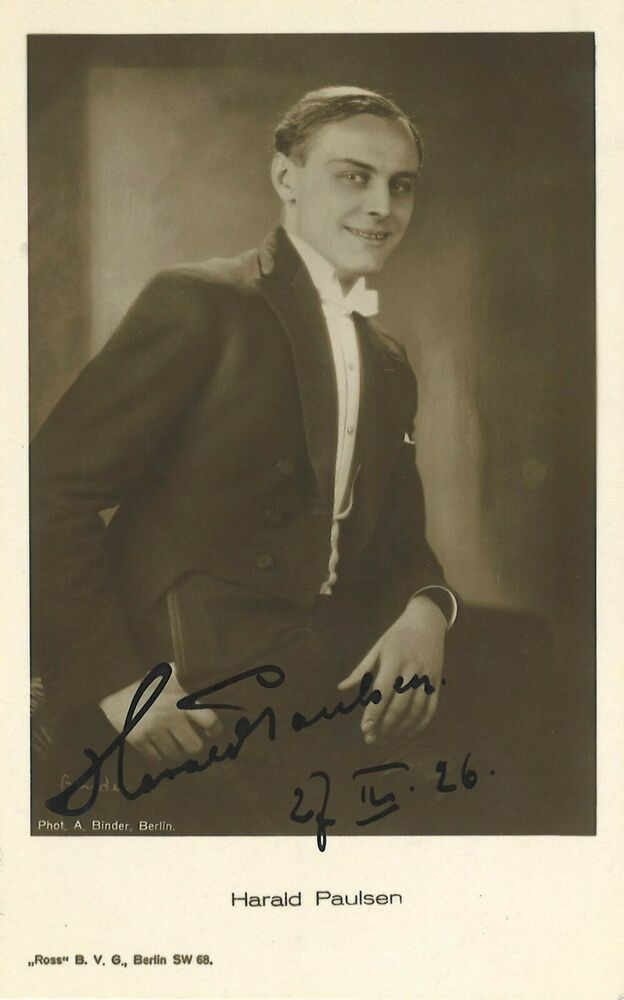
Harald Paulsen (* 1895)

- 1895: Harald Paulsen, deutscher Theater- und Filmschauspieler und Regisseur
- 1896: Karl Laux, deutscher Musikwissenschaftler, und -kritiker
- 1896: Henny Protzen-Kundmüller, deutsche Malerin
- 1897: Yun Bo-seon, südkoreanischer Politiker
- 1898: Eduard Baumgarten, deutscher Soziologe
- 1898: Peggy Guggenheim, US-amerikanische Kunstsammlerin
- 1898: Silvia Koller, österreichische Malerin
- 1899: Erich A. Collin, deutscher Sänger (Comedian Harmonists)
- 1899: Auguste Haase, deutsche Widerstandskämpferin
- 1899: Bruno Hübner, deutscher Schauspieler
- 1900: Hanna Sandtner, deutsche Politikerin
- 1900: Hellmuth Walter, deutscher Erfinder und Ingenieur

### 20. Jahrhundert

#### 1901–1925

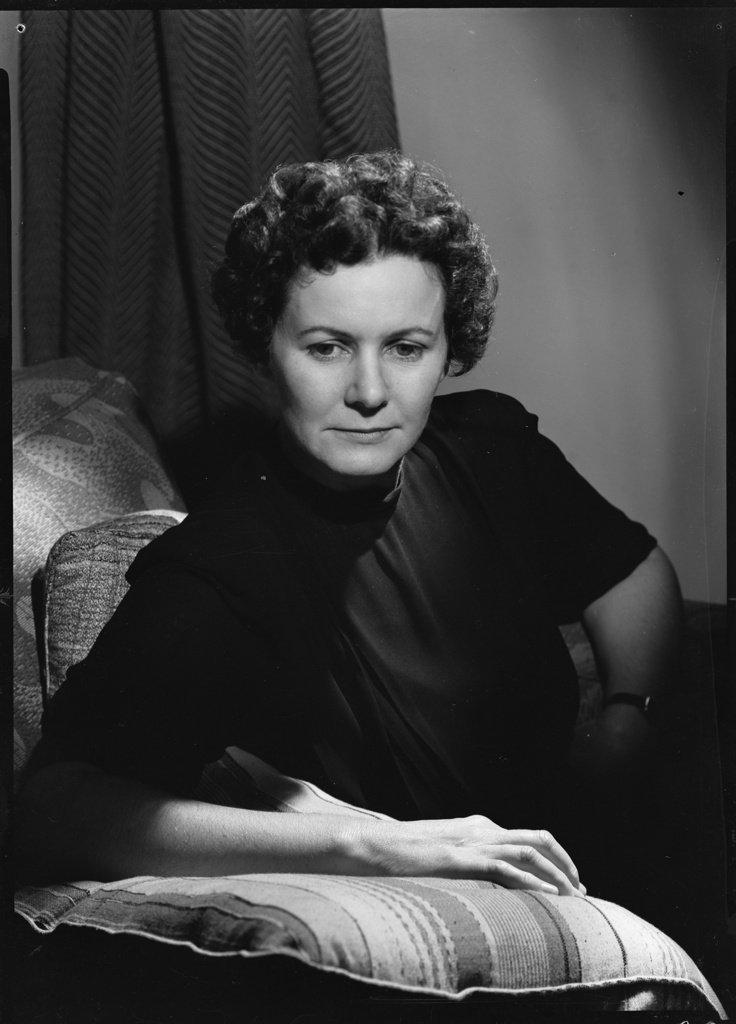
Eleonor Dark (* 1901)

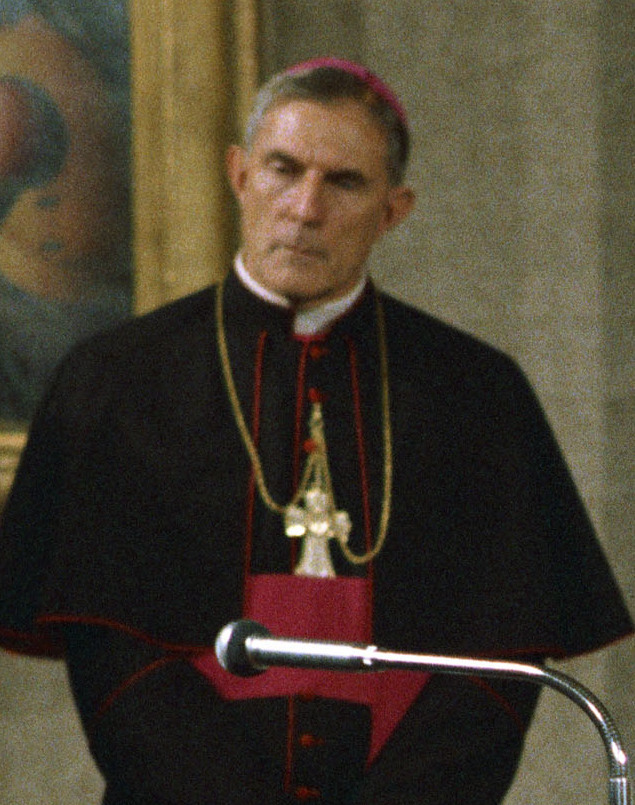
Jacques-Paul Martin (* 1908)

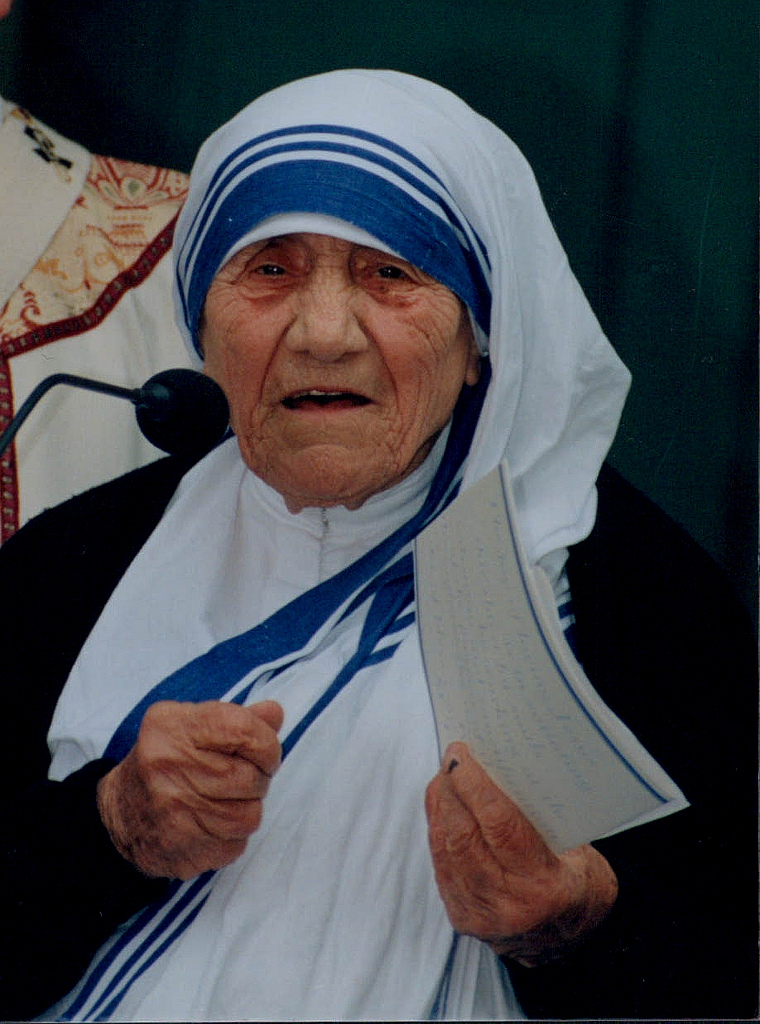
Mother Teresa (* 1910)

- 1901: Eleanor Dark, australische Schriftstellerin
- 1901: Maxwell D. Taylor, US-amerikanischer General und Diplomat
- 1902: Sergei Artemjewitsch Balassanjan, sowjetischer Komponist
- 1903: Jimmy Rushing, US-amerikanischer Blues- und Jazzsänger
- 1904: Christopher Isherwood, britischer Schriftsteller
- 1904: Michel Vieuchange, französischer Abenteurer
- 1906: Oswald Kaduk, deutscher SS-Unterscharführer und Rapportführer in Auschwitz, Kriegsverbrecher
- 1906: Albert Sabin, US-amerikanischer Arzt und Virologie, Entwickler der Polio-Schluckimpfung
- 1906: Lisel Salzer, österreichisch-US-amerikanische Künstlerin
- 1907: Eduardo Chibás, kubanischer Politiker, Gründer der Orthodoxen Partei
- 1907: Karen Simensen, norwegische Eiskunstläuferin
- 1908: Alexander Degtjar, sowjetischer Schauspieler
- 1908: Lambert Huys, deutscher Politiker
- 1908: Jacques-Paul Martin, französischer Kurienkardinal
- 1909: Julius Balkow, deutscher Widerstandskämpfer und Politiker, Minister für Außenhandel und Innerdeutschen Handel der DDR
- 1909: Jim Davis, US-amerikanischer Schauspieler
- 1910: Mutter Teresa, albanische Ordensgründerin, Friedensnobelpreisträgerin
- 1911: Erich Arndt, deutscher Bahnradsportler
- 1912ː Gerda Stocker-Meyer, Schweizer Journalistin und Frauenrechtlerin
- 1912: John Tinniswood, britischer Supercentenarian
- 1913: Marianne Dirks, deutsche Musikpädagogin und Frauenrechtlerin
- 1913: Julius Döpfner, deutscher Erzbischof
- 1913: Boris Pahor, slowenischer Schriftsteller
- 1914: Julio Cortázar, argentinischer Schriftsteller
- 1914: Ernst Federn, österreichischer Psychoanalytiker und Widerstandskämpfer
- 1914: Josef Veleba, österreichischer Hornist
- 1915: Boris Feoktistowitsch Safonow, sowjetischer Pilot
- 1915: Humphrey Searle, britischer Komponist

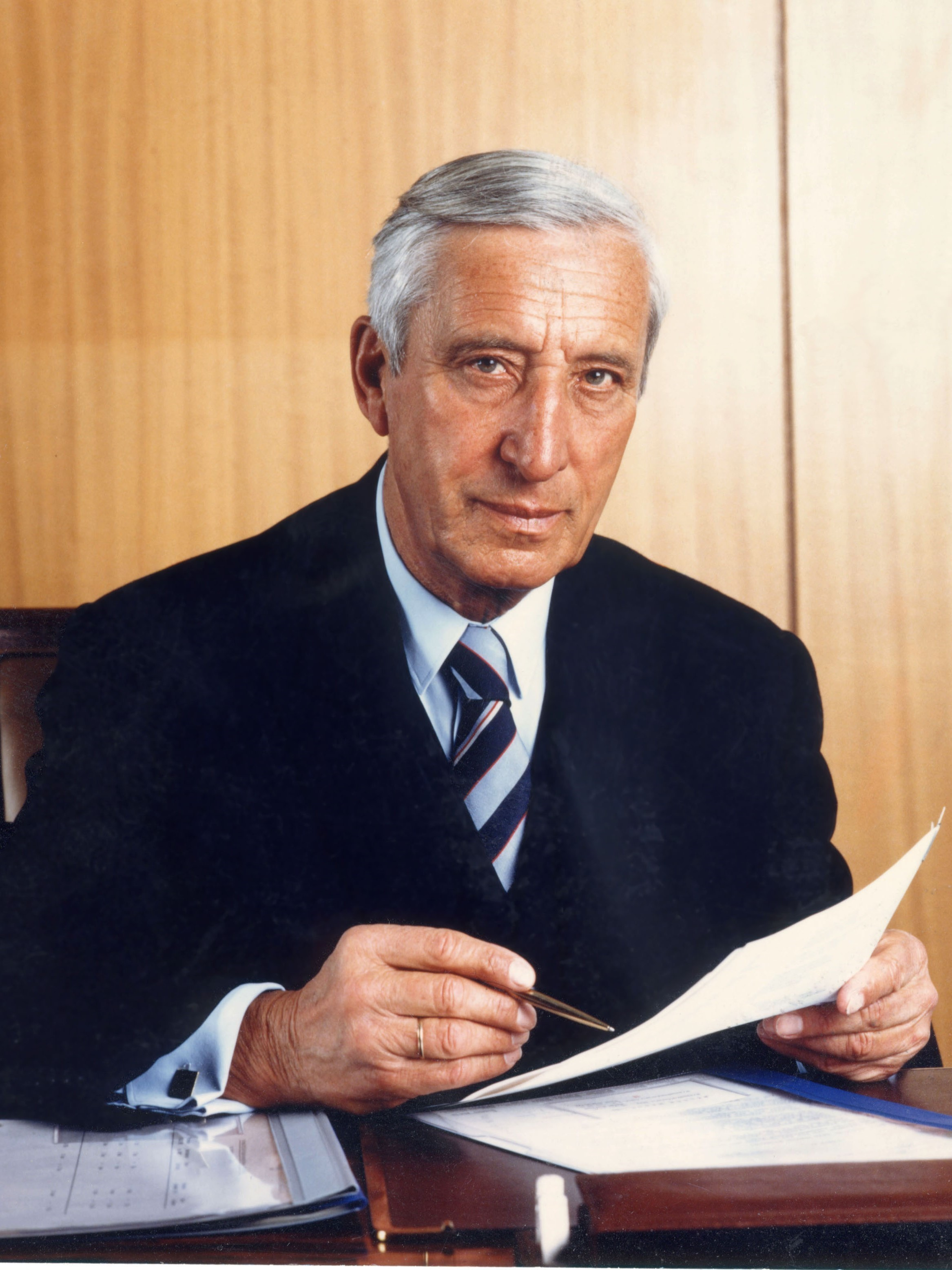
Walter Aichinger (* 1916)

- 1916: Walter Aichinger, österreichischer Politiker
- 1916: Milton Soares Gomes dos Santos, brasilianischer Komponist
- 1917: Jan Clayton, US-amerikanische Schauspielerin
- 1917: Walther Killy, deutscher Germanist und Literaturwissenschaftler
- 1918: Ulrich Beiger, deutscher Schauspieler und Regisseur
- 1918: Katherine Johnson, US-amerikanische Mathematikerin
- 1919: Susanne Hermans, deutsche Politikerin, MdL, Vizepräsidentin des Landtags
- 1919: Ursula Wendorff-Weidt, deutsche Malerin, Grafikerin und Illustratorin
- 1920: Smail Balić, österreichischer Bibliothekar, Kultur- und Religionswissenschaftler

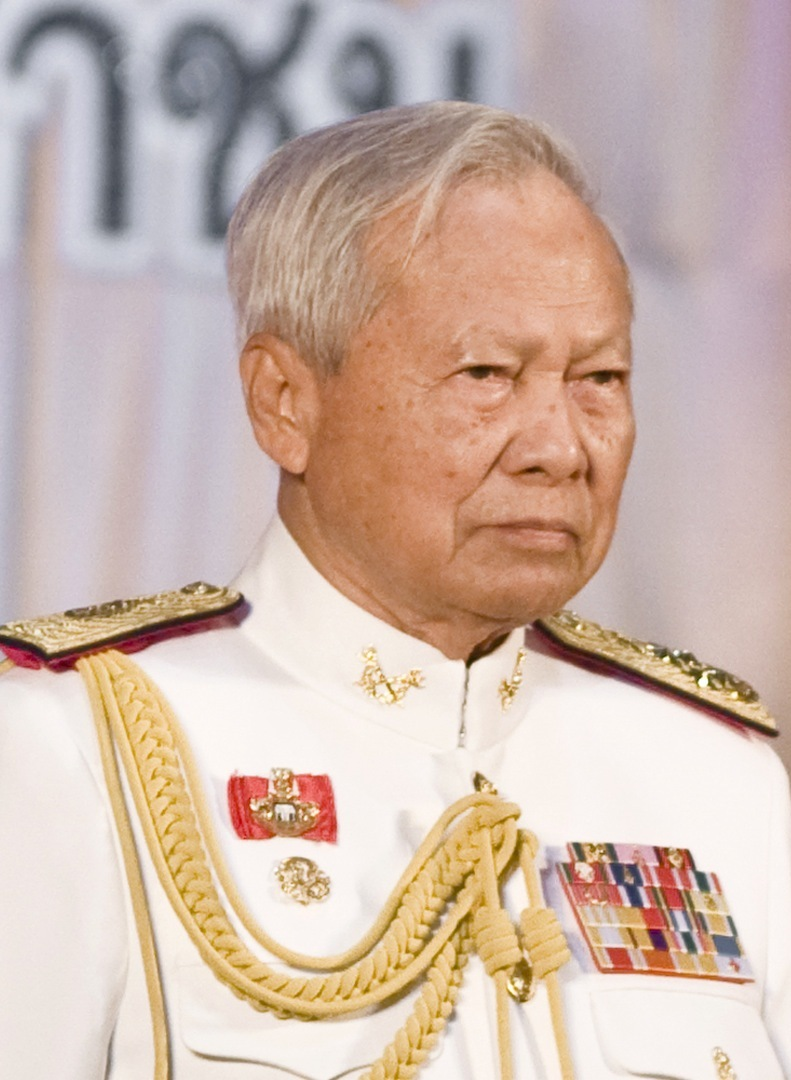
Prem Tinsulanonda (* 1920)

- 1920: Prem Tinsulanonda, thailändischer Militär und Politiker, Premierminister
- 1921: Ben Bradlee, US-amerikanischer Journalist, Vizepräsident der Washington Post
- 1921: Maxime A. Faget, US-amerikanischer NASA-Raumfahrttechniker
- 1922: Lasar Nikolow, bulgarischer Komponist
- 1922: Ingrid Strohschneider-Kohrs, deutsche Germanistin
- 1923: Hans Kolditz, deutscher Komponist und Dirigent
- 1923: Wolfgang Sawallisch, deutscher Dirigent und Pianist
- 1924: André Gautier, Schweizer Politiker
- 1924: Dorothea Kreß, deutsche Leichtathletin
- 1925: Bobby Ball, US-amerikanischer Automobilrennfahrer
- 1925ː Jánosné Keserű, ungarische kommunistische Politikerin
- 1925: Alain Peyrefitte, französischer Politiker, Mitglied der Académie française

#### 1926–1950

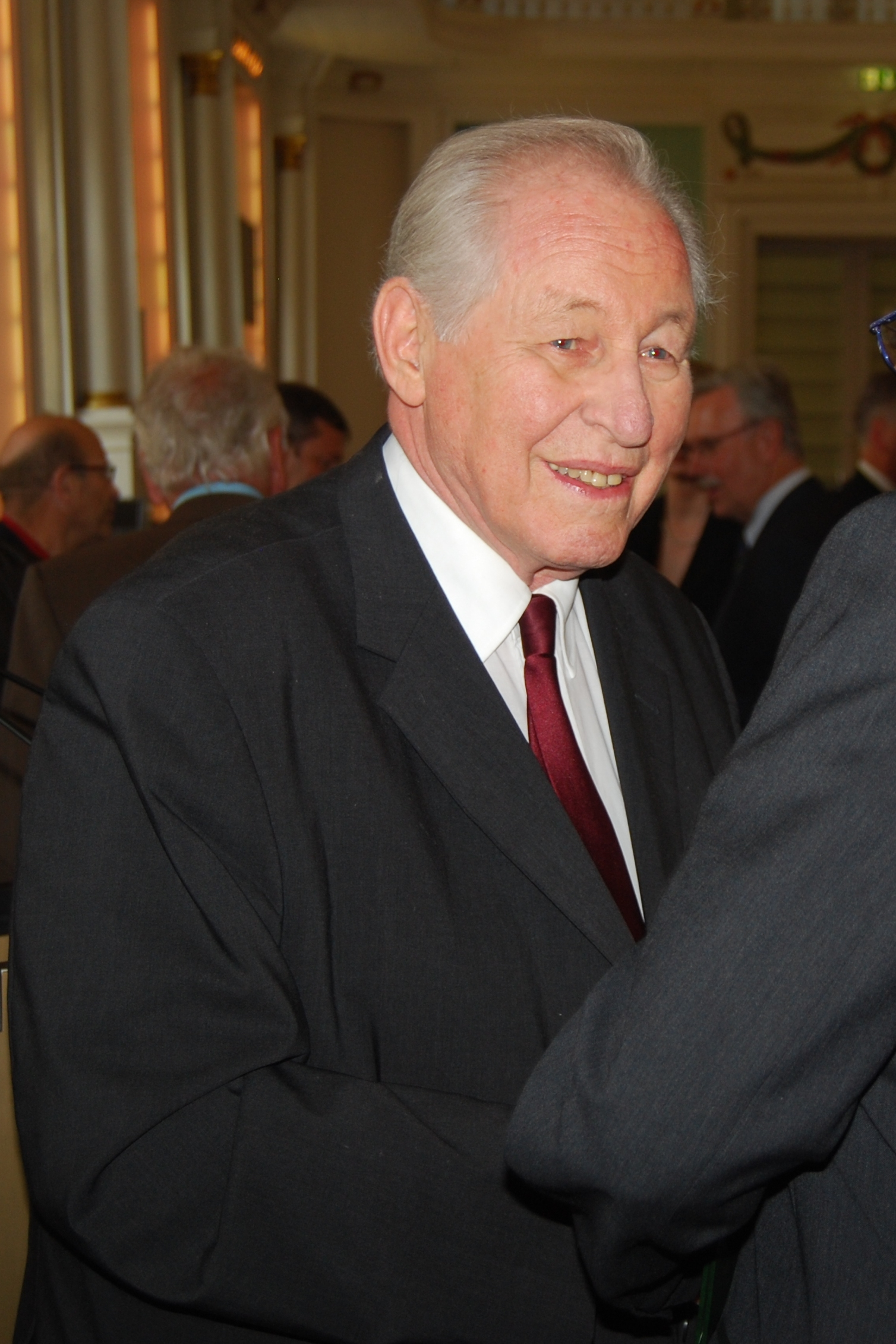
Josef Krainer (* 1930)

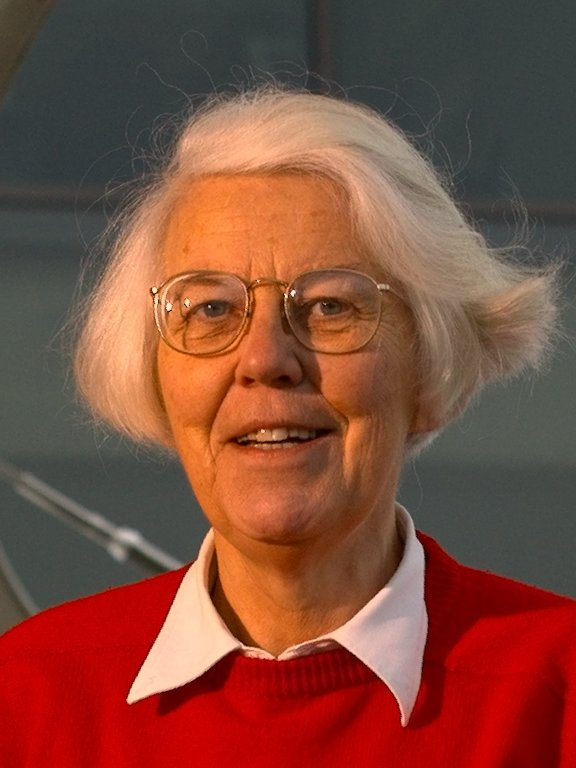
Karen Spärck Jones (* 1935)

- 1926: Stefano Angeleri, italienischer Fußballspieler und -trainer
- 1926: Ruth Grossi, deutsche Schauspielerin
- 1928: Bernhard Termath, deutscher Fußballspieler und -trainer
- 1928: Santiago Vernazza, argentinischer Fußballspieler
- 1928: Yvette Vickers, US-amerikanische Schauspielerin
- 1929: Eva Bakos, österreichische Kulturjournalistin und Schriftstellerin
- 1929: Yogi Bhajan, indischer Kundalini-Yoga-Lehrer
- 1929: Walter Helmut Fritz, deutscher Schriftsteller
- 1930: Josef Krainer junior, österreichischer Politiker
- 1932: Lygia Bojunga Nunes, brasilianische Kinder- und Jugendbuchautorin
- 1932: Olov Svedelid, schwedischer Autor
- 1933: Rainer Erler, deutscher Autor, Regisseur und Filmproduzent
- 1933: Ida Gotkovsky, französische Komponistin und Pianistin
- 1934: Paul Gauselmann, deutscher Unternehmer
- 1934: Renate Möhrmann, deutsche Theater-, Film- und Fernsehwissenschaftlerin
- 1935: Geraldine Ferraro, US-amerikanische Politikerin
- 1935: Robert A. Jeker, Schweizer Manager und Politiker
- 1935: Karen Spärck Jones, britische Informatikerin
- 1936: Benedict Anderson, US-amerikanischer Politikwissenschaftler
- 1937: Nina Companéez, französische Drehbuchautorin und Regisseurin
- 1937: Jürgen Kross, deutscher Schriftsteller
- 1938: Marcello Avallone, italienischer Filmregisseur
- 1938: Marcello Gandini, italienischer Fahrzeugdesigner
- 1938: Ruedi Krebs, Schweizer Liedermacher
- 1938: Erwin Schmider, deutscher Endurosportler
- 1939: Peter Fricke, deutscher Schauspieler

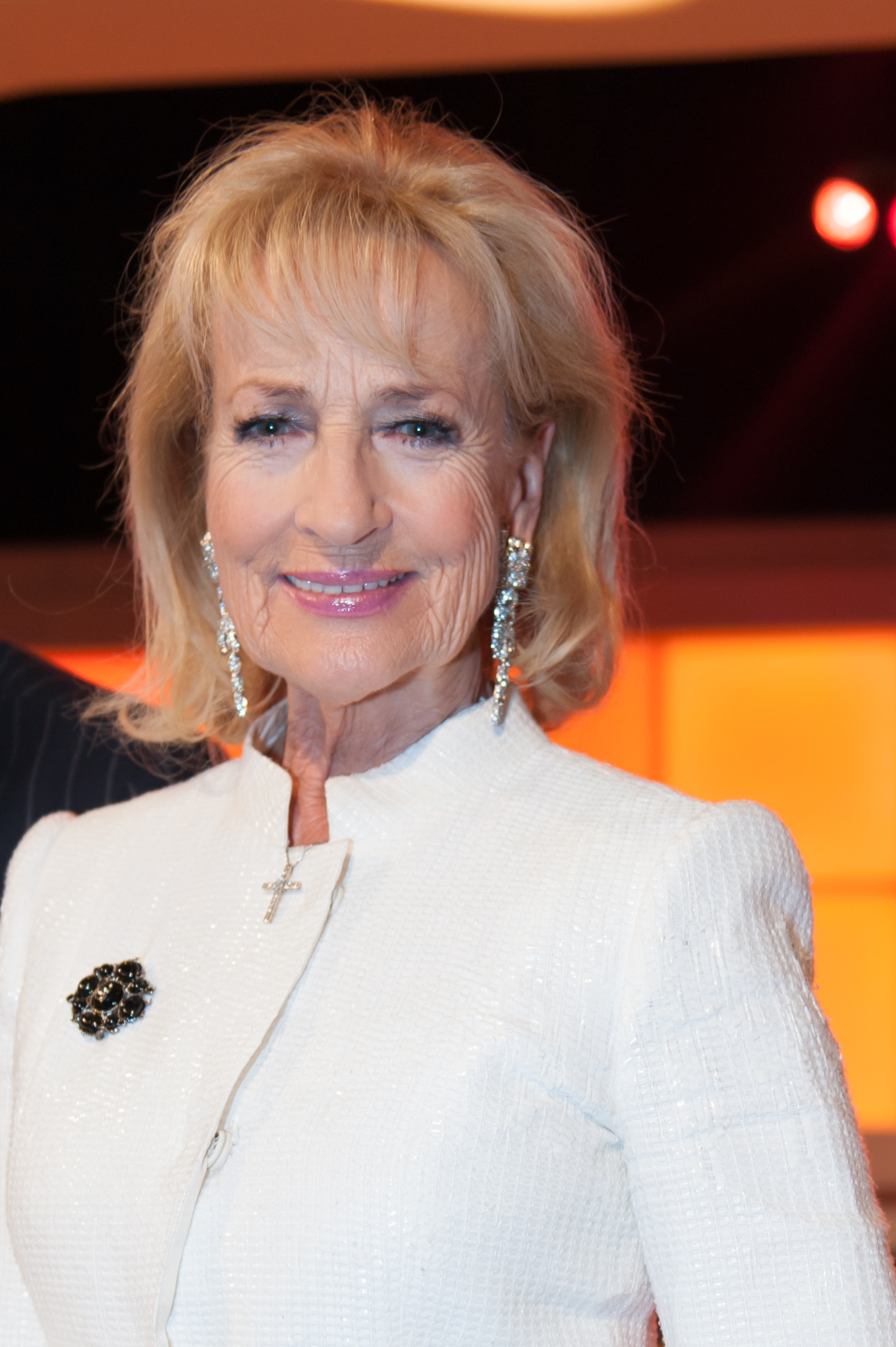
Dagmar Koller (* 1939)

- 1939: Dagmar Koller, österreichische Sängerin, Tänzerin und Schauspielerin
- 1939: Enzo Osella, italienischer Rennwagenkonstrukteur und Motorsport-Teamchef
- 1940: Hermann Franzen, deutscher Unternehmer, Präsident des Hauptverbandes des deutschen Einzelhandels
- 1941: Barbet Schroeder, französischer Filmproduzent, Regisseur, Drehbuchautor und Schauspieler
- 1941: Akiko Wakabayashi, japanische Schauspielerin
- 1942: Wendelin von Boch-Galhau, deutscher Unternehmer
- 1942: Amelia Louer, niederländische Leichtathletin
- 1943: Angelika Mechtel, deutsche Schriftstellerin
- 1943: Tadeusz Nalepa, polnischer Gitarrist, Komponist und Sänger
- 1944: Petra Kelling, deutsche Schauspielerin
- 1944: Hans Georg Pflüger, deutscher Komponist
- 1944: Richard, 2. Duke of Gloucester, Mitglied des britischen Königshauses
- 1944: Maureen Tucker, US-amerikanische Schlagzeugerin

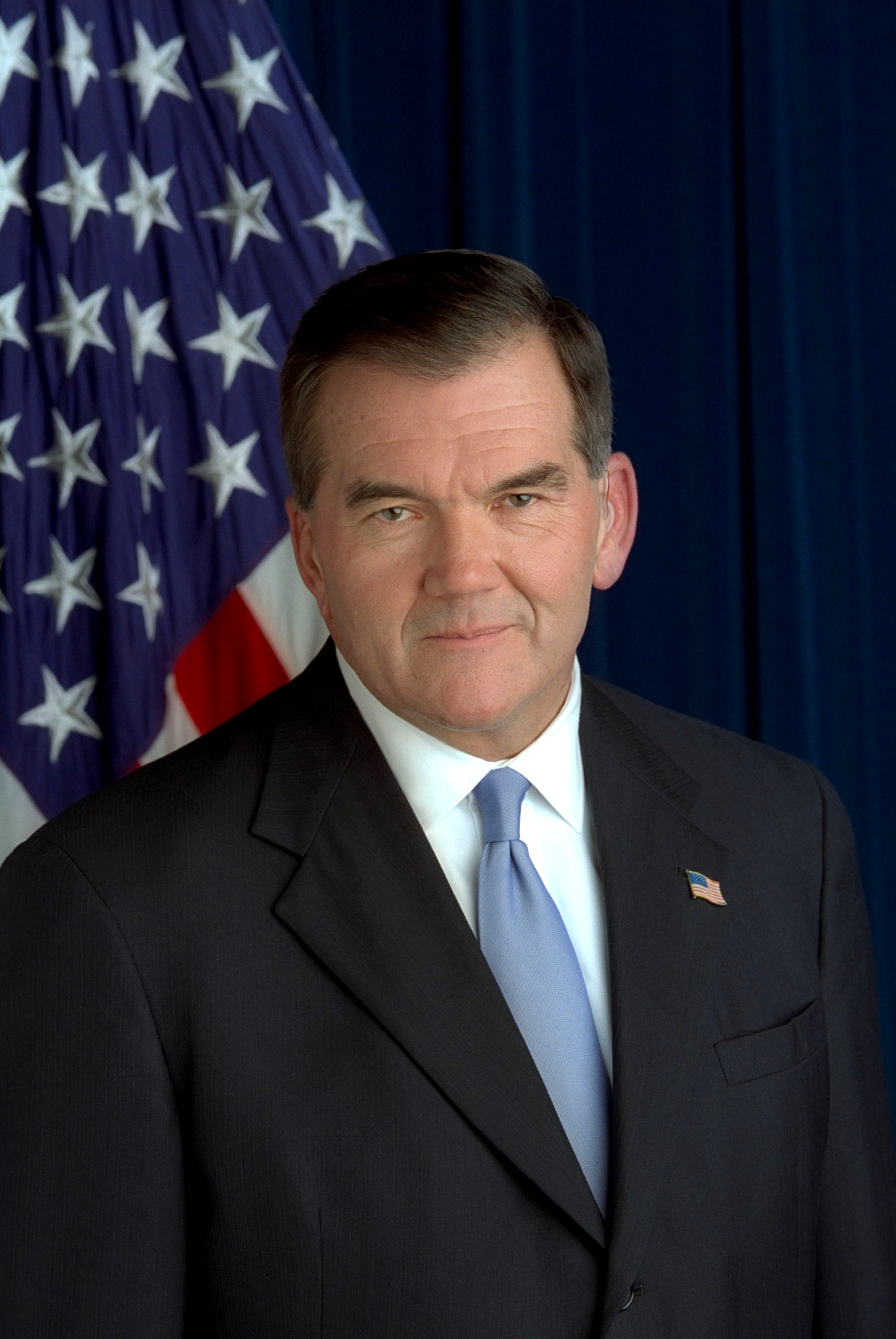
Tom Ridge (* 1945)

- 1945: Tom Ridge, US-amerikanischer Politiker
- 1946: Valerie Simpson, US-amerikanischer Songwriterin und Produzentin
- 1946: Mark Snow, US-amerikanischer Filmmusikkomponist
- 1947: Pauline Moran, britische Schauspielerin
- 1947: Wolfgang Petritsch, österreichischer Diplomat
- 1948: Gertrud Gabl, österreichische Skirennläuferin
- 1948: Ottilie Scholz, deutsche Kommunalpolitikerin
- 1950: Hans-Christoph Ammon, deutscher Brigadegeneral
- 1950: Ahmet Özhan, türkischer Sänger
- 1950: Georg Schroeter, deutscher Politiker

#### 1951–1975
- 1951: Jochen Arden, deutscher Automobilrennfahrer, -konstrukteur und Unternehmer
- 1951: Gerd Bonk, deutscher Gewichtheber

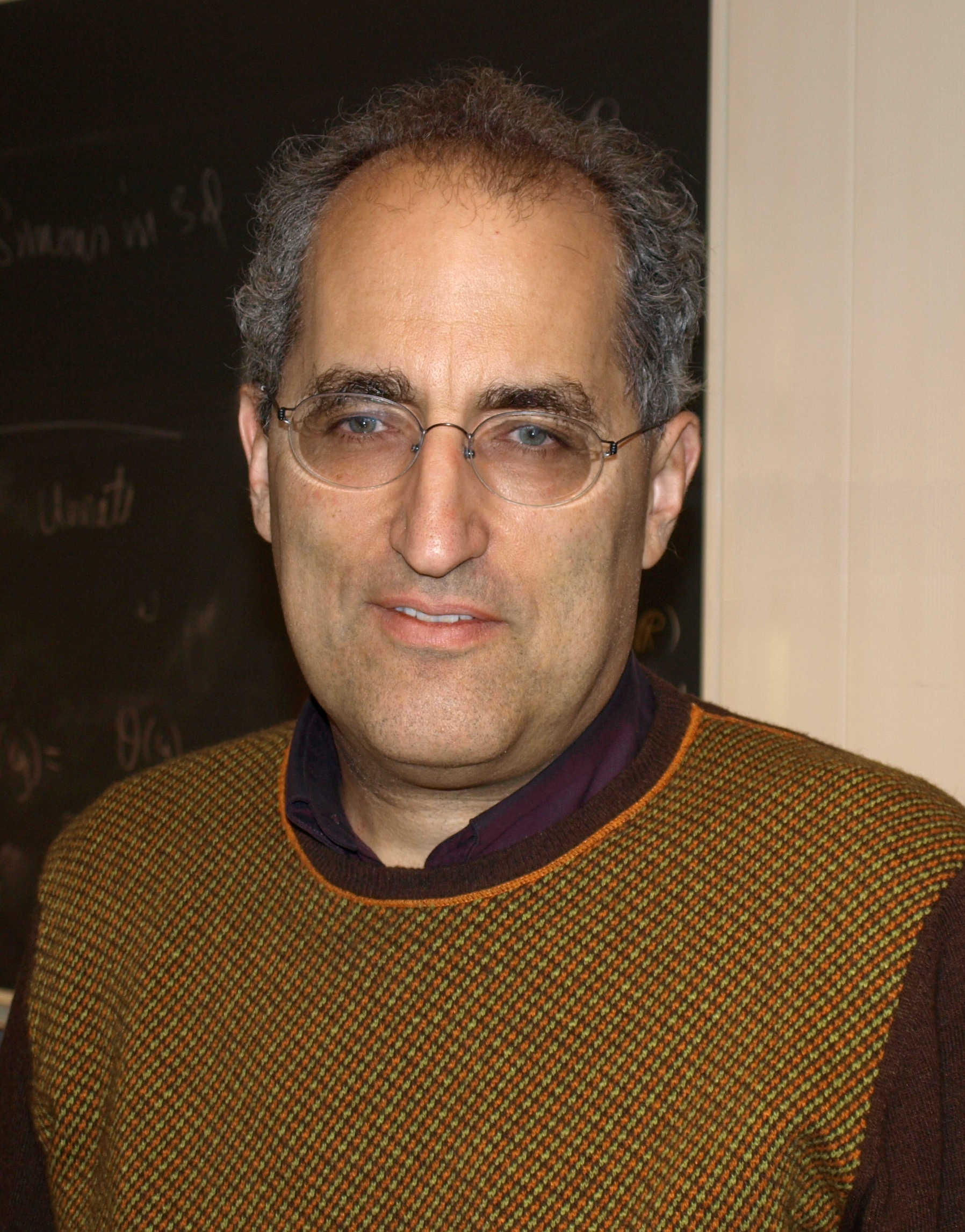
Edward Witten (* 1951)

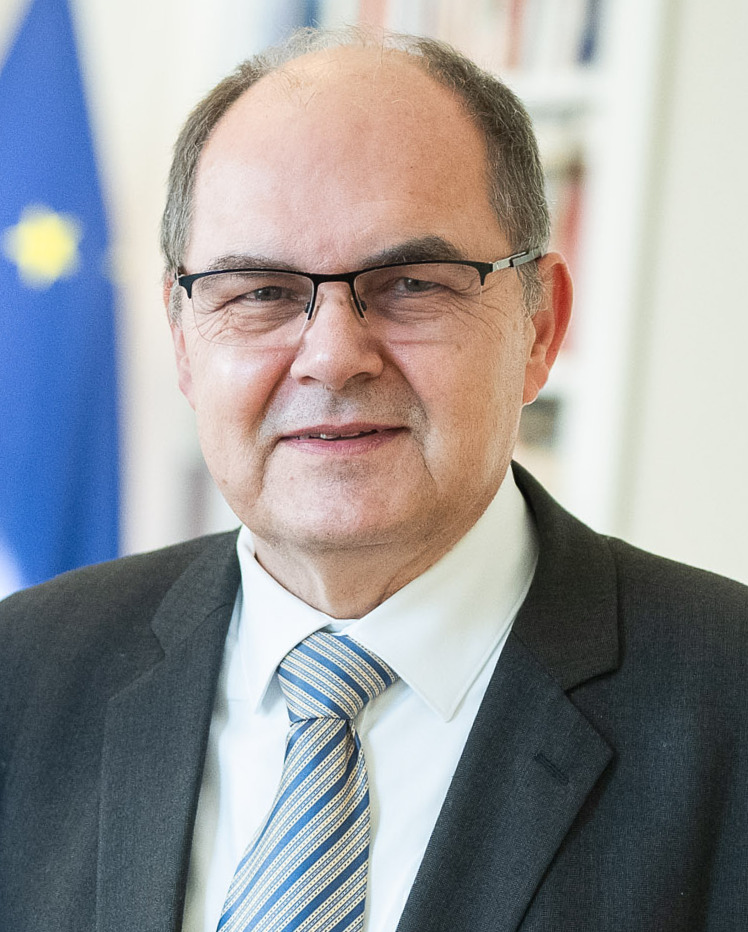
Christian Schmidt (* 1957)

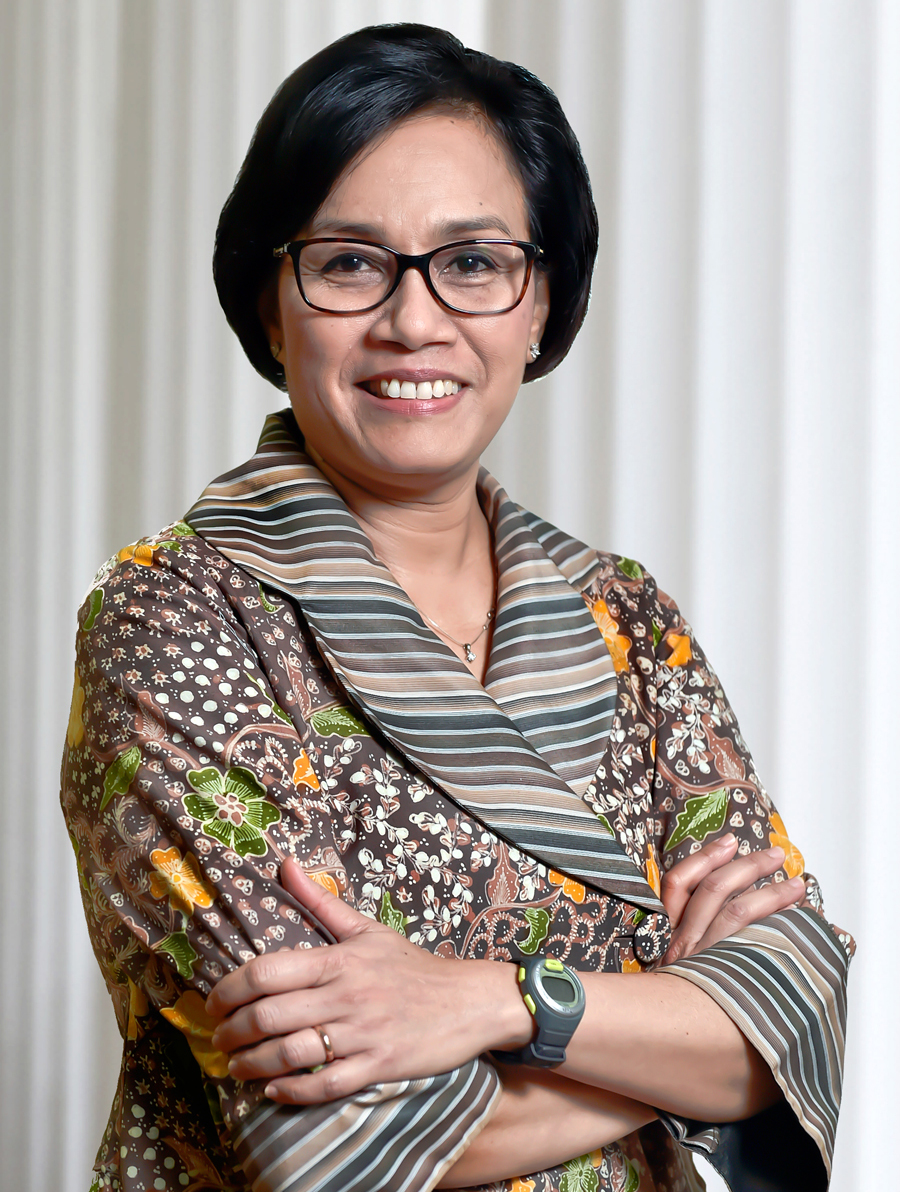
Sri Mulyani Indrawati (* 1962)

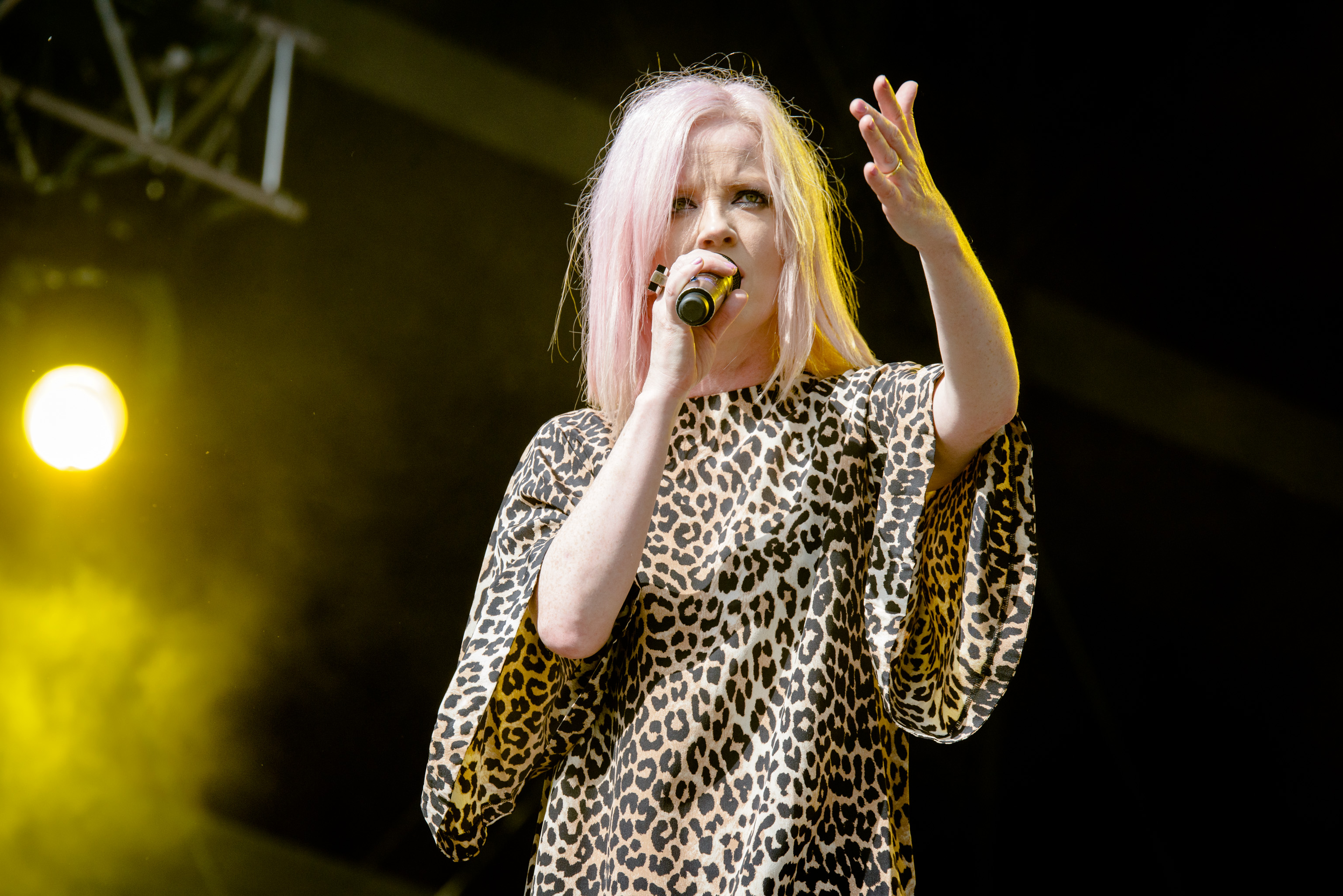
Shirley Manson(* 1966)

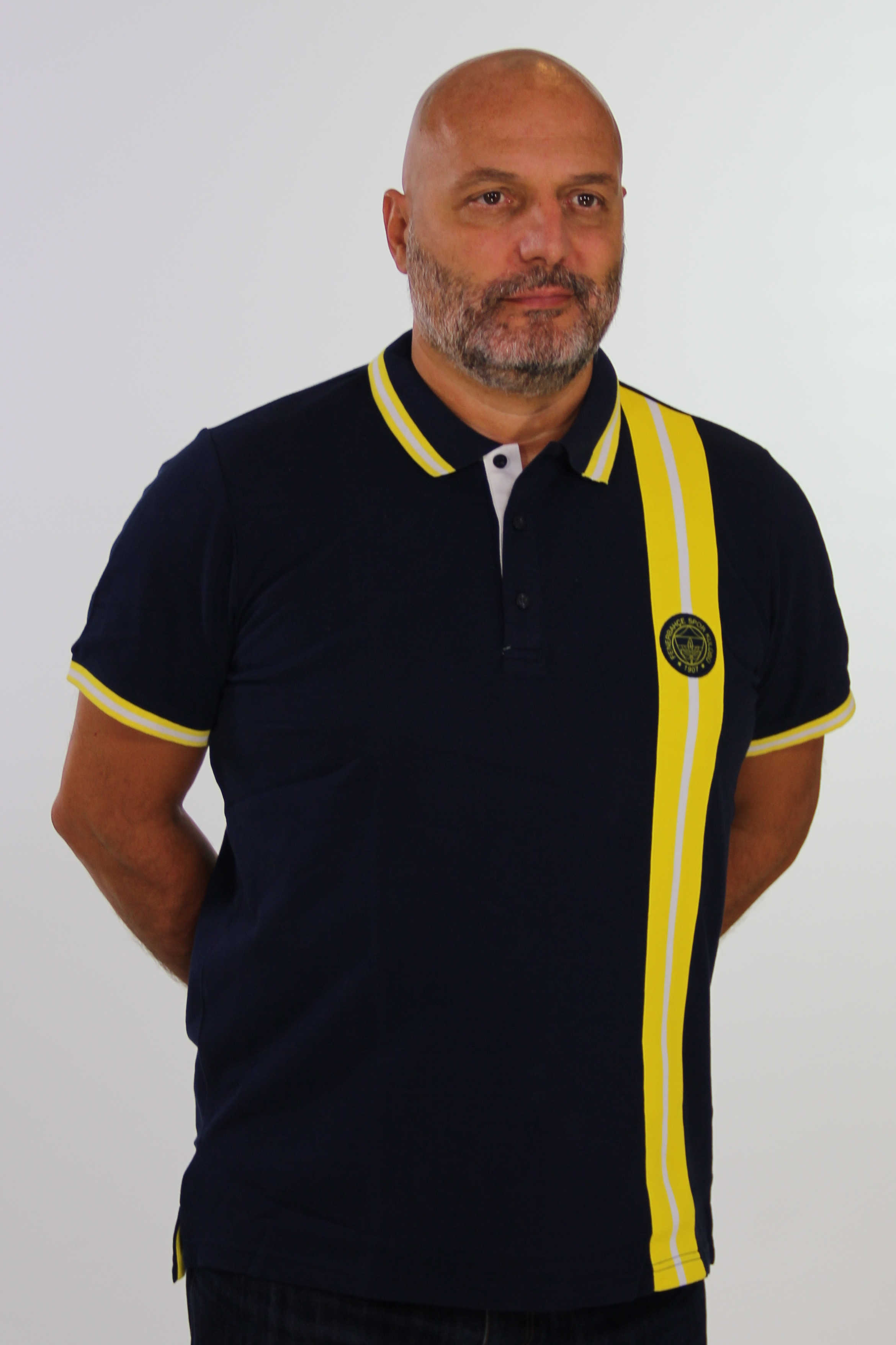
Aleksandar Đorđević (* 1967)

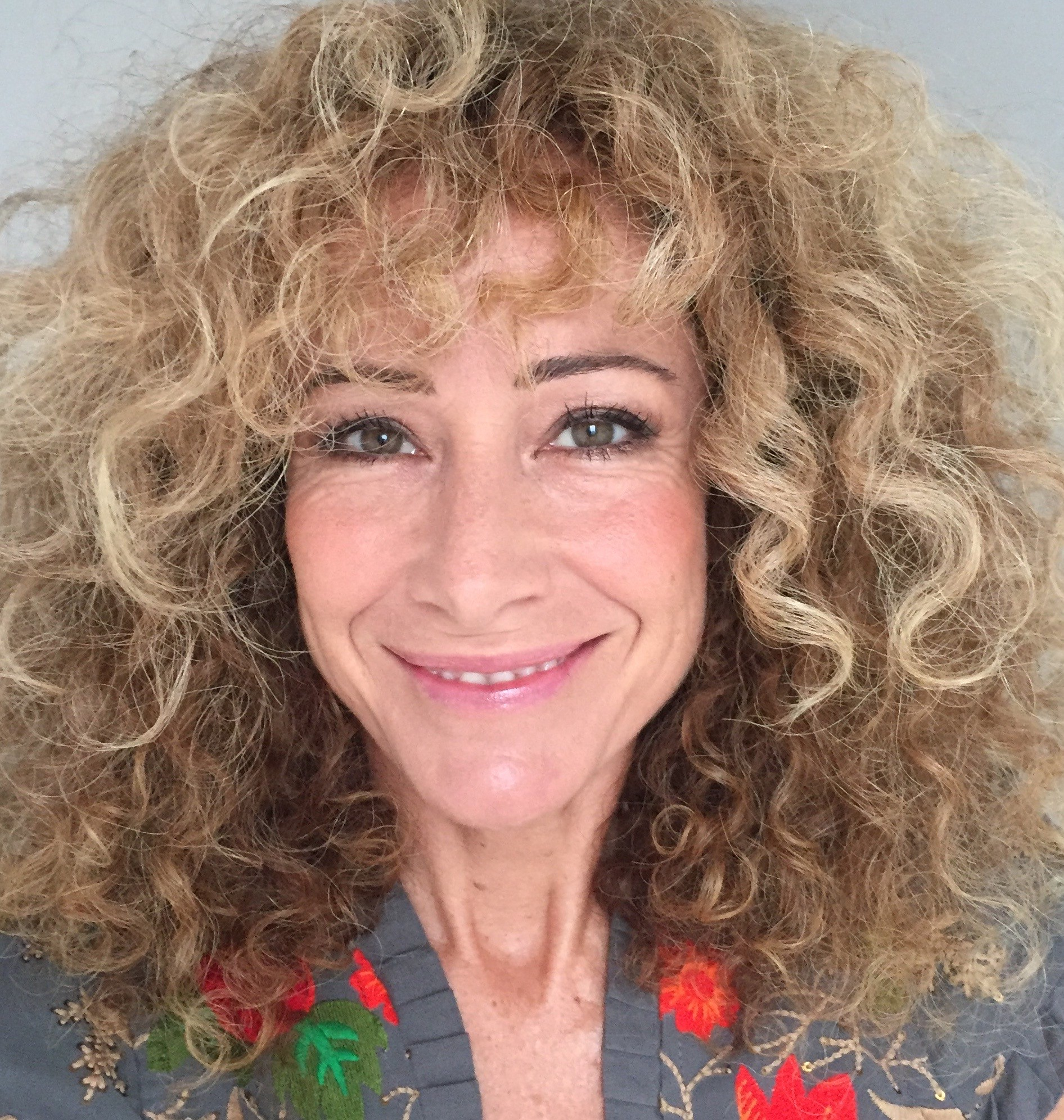
Sandra Pires (* 1969)

- 1951: Edward Witten, US-amerikanischer Mathematiker und Physiker
- 1952: Michael Jeter, US-amerikanischer Schauspieler
- 1952: Paul Rechsteiner, Schweizer Politiker und Gewerkschafter
- 1952: Peter Wolf, österreichisch-US-amerikanischer Produzent und Komponist
- 1953: Paolo Di Lauro, italienischer Mafioso, Anführer der Camorra
- 1954: Gerhard Ockenfels, deutscher Fußballspieler
- 1954: Tracy Krohn, US-amerikanischer Autorennfahrer und Unternehmer
- 1954: Michael Küttner, deutscher Jazzmusiker
- 1955: Hans-Uwe Bauer, deutscher Schauspieler
- 1955; Ricarda Brandts, deutsche Juristin, Richterin am Bundessozialgericht, Gerichtspräsidentin
- 1956: Tomo Križnar, slowenischer Schriftsteller und Friedensaktivist
- 1956: Martin Lohse, deutscher Mediziner und Pharmakologe
- 1957: Dr. Alban, schwedisch-nigerianischer Pop-Musiker, Rapper und Produzent
- 1957: Dominique Dupuy, französischer Autorennfahrer
- 1957: Michael Nötzel, deutscher Politiker und Unternehmer
- 1957: Christian Schmidt, deutscher Politiker
- 1958: Klaus Ostwald, deutscher Skispringer
- 1958: Nichi Vendola, italienischer Journalist und Politiker
- 1959: Laurence Auer, französische Diplomatin
- 1959: Thomas Kroth, deutscher Fußballspieler
- 1960: Robert Terry Chesser, US-amerikanischer Ornithologe
- 1960: Branford Marsalis, US-amerikanischer Jazz-Musiker
- 1961: Erwin Knosp, deutscher Ringer
- 1961: Jürgen Wild, deutscher Offizier und Manager
- 1962: Christian Backs, deutscher Fußballspieler
- 1962: Sri Mulyani Indrawati, indonesische Wirtschaftswissenschaftlerin
- 1962: Tariq Ramadan, ägyptischstämmiger Schweizer Professor für Islamwissenschaften und Philosophie
- 1962: Joachim Zelter, deutscher Schriftsteller
- 1963: Ludger Beerbaum, deutscher Springreiter
- 1963: Birgit Keppler, deutsche Freestyle-Skierin
- 1964: Joachim Helfer, deutscher Schriftsteller
- 1964: Torsten Schmitz, deutscher Amateurboxer und Boxtrainer
- 1965: Susanne Hochuli, Schweizer Politikerin
- 1965: Ekkehard Rumpf, deutscher Politiker
- 1965: Andreas Warler, deutscher Kirchenmusiker
- 1966: Jens Gad, dänischer Gitarrist, Komponist und Musikproduzent
- 1966: Shirley Manson, britische Rocksängerin (Garbage)
- 1967: Aleksandar Đorđević, serbischer Basketballspieler und -trainer
- 1967: Ansgar Schäfer, deutscher Schauspieler
- 1968: Bo Andersson, schwedischer Fußballspieler
- 1968: Darcy Downs, kanadischer Freestyle-Skier
- 1968: Iris Junik, deutsche Schauspielerin
- 1968: Thomas Letsch, deutscher Fußballtrainer
- 1969: Nicole Arendt, US-amerikanische Tennisspielerin
- 1969: Hedwig Funkenhauser, deutsche Degenfechterin
- 1969: Sandra Pires, portugiesisch-österreichische Sängerin
- 1970: Claudia Amura, argentinische Schachspielerin
- 1970: Mark Benecke, deutscher Kriminalbiologe

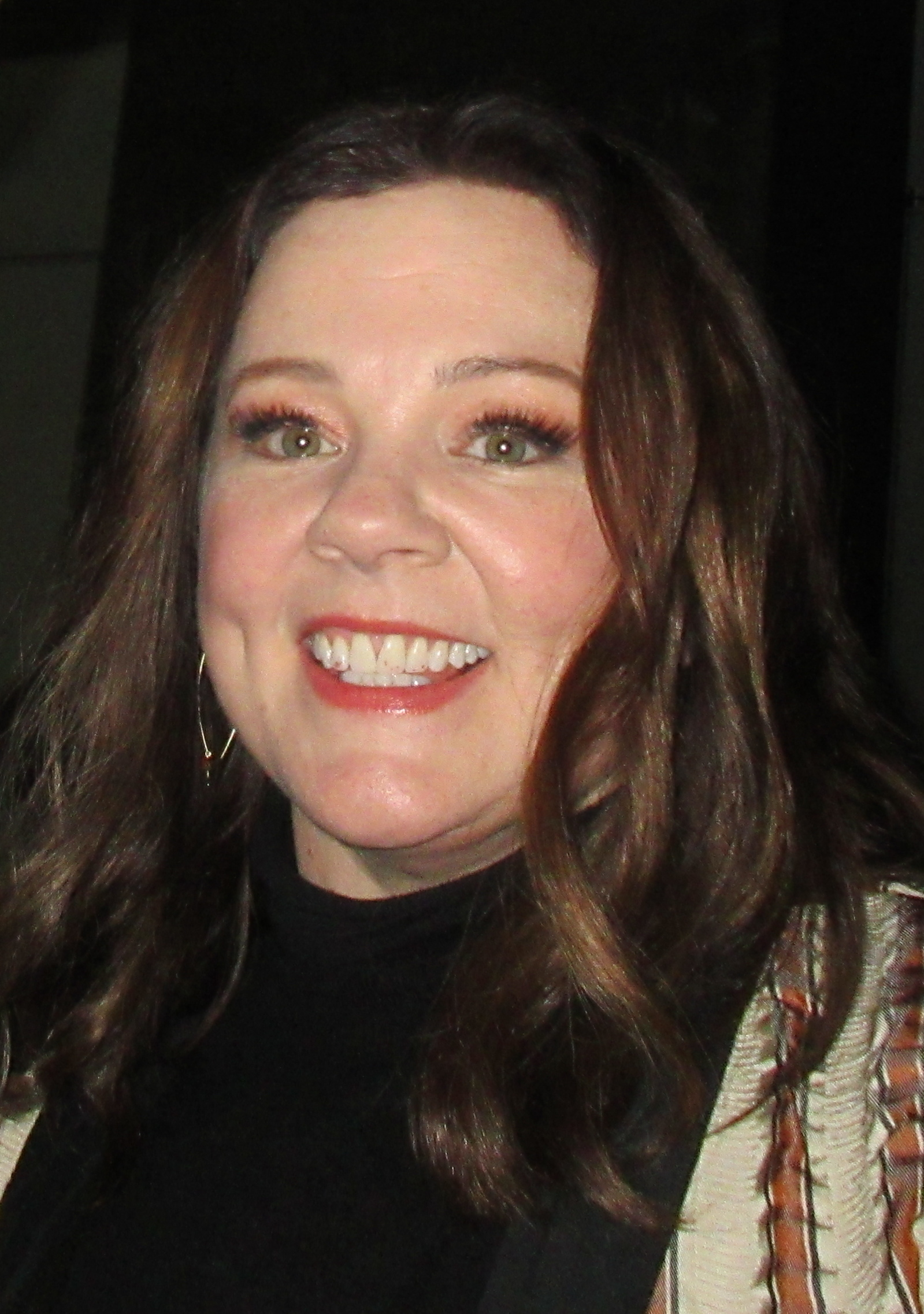
Melissa McCarthy (* 1970)

- 1970: Melissa McCarthy, US-amerikanische Schauspielerin
- 1971: Nico Däbritz, deutscher Fußballspieler
- 1971: Charles Friedek, deutscher Leichtathlet
- 1971: Carlos Pérez, ungarisch-kubanischer Handballspieler
- 1971: Thorsten Schmid, deutscher Handballtrainer
- 1971: Thalía, mexikanische Schauspielerin und Popsängerin
- 1972: Willi Fischer, deutscher Boxer
- 1974: Federico Aubele, argentinischer Musiker
- 1974: Katrein Frenzel, deutsche Schauspielerin
- 1975: Serhij Dychtjar, ukrainischer Fußballspieler

#### 1976–2000
- 1976: Mike Colter, US-amerikanischer Schauspieler
- 1976: Franz Leibinger, deutscher Sänger und Tennistrainer

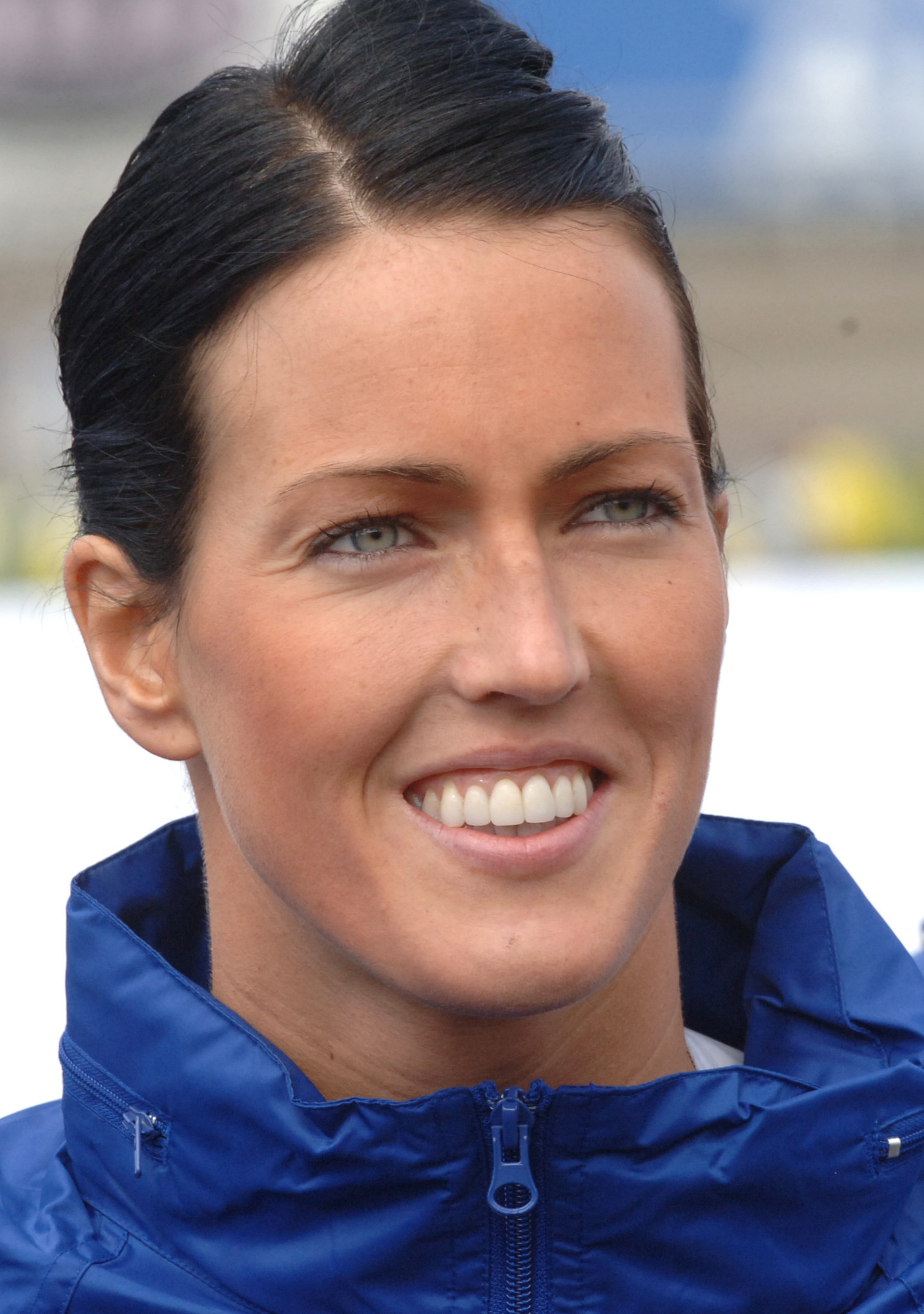
Therese Alshammar (* 1977)

- 1977: Therese Alshammar, schwedische Schwimmerin
- 1977: Linda Hofstad Helleland, norwegische Politikerin
- 1978: Valentine Atem, kamerunischer Fußballspieler
- 1978: Cedric Burnside, US-amerikanischer Blues-Gitarrist, Schlagzeuger, Sänger und Songwriter
- 1978: Hestrie Cloete, südafrikanische Leichtathletin
- 1979: Noah Bastian, US-amerikanischer Schauspieler und Sänger
- 1979: Cristian Mora, ecuadorianischer Fußballspieler
- 1980: Macaulay Culkin, US-amerikanischer Schauspieler
- 1980: Steffen Landgraf, deutscher Leichtathlet, Psychologe und Wissenschaftler
- 1980: Chris Pine, US-amerikanischer Schauspieler
- 1981: Evangelos Moras, griechischer Fußballspieler
- 1981: Ali Al Rumaihi, katarischer Springreiter
- 1982: Nikolai Sergejewitsch Apalikow, russischer Volleyballspieler
- 1983: Mattia Cassani, italienischer Fußballspieler
- 1983: Nicol David, malaysische Squashspielerin
- 1983: Magnus Moan, norwegischer Nordischer Kombinierer
- 1984: Jérémy Clément, französischer Fußballspieler
- 1985: Hakan Aslantaş, deutsch-türkischer Fußballspieler
- 1986: Cassie, US-amerikanische R&B-Sängerin, Model und Schauspielerin
- 1986: Jonas Ems, deutscher Kanute
- 1986: Davide Rigon, italienischer Rennfahrer
- 1987: Todor Ruskow, bulgarischer Handballspieler
- 1987: Riley Steele, US-amerikanische Pornodarstellerin
- 1988: Cristina Neagu, rumänische Handballspielerin

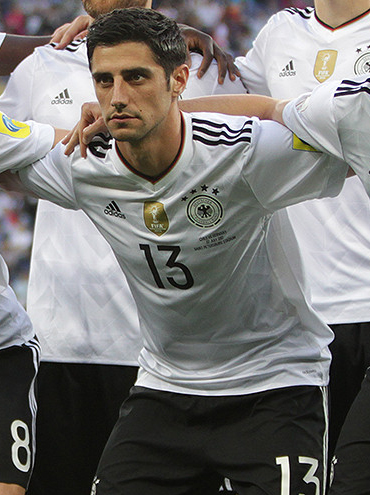
Lars Stindl (* 1988)

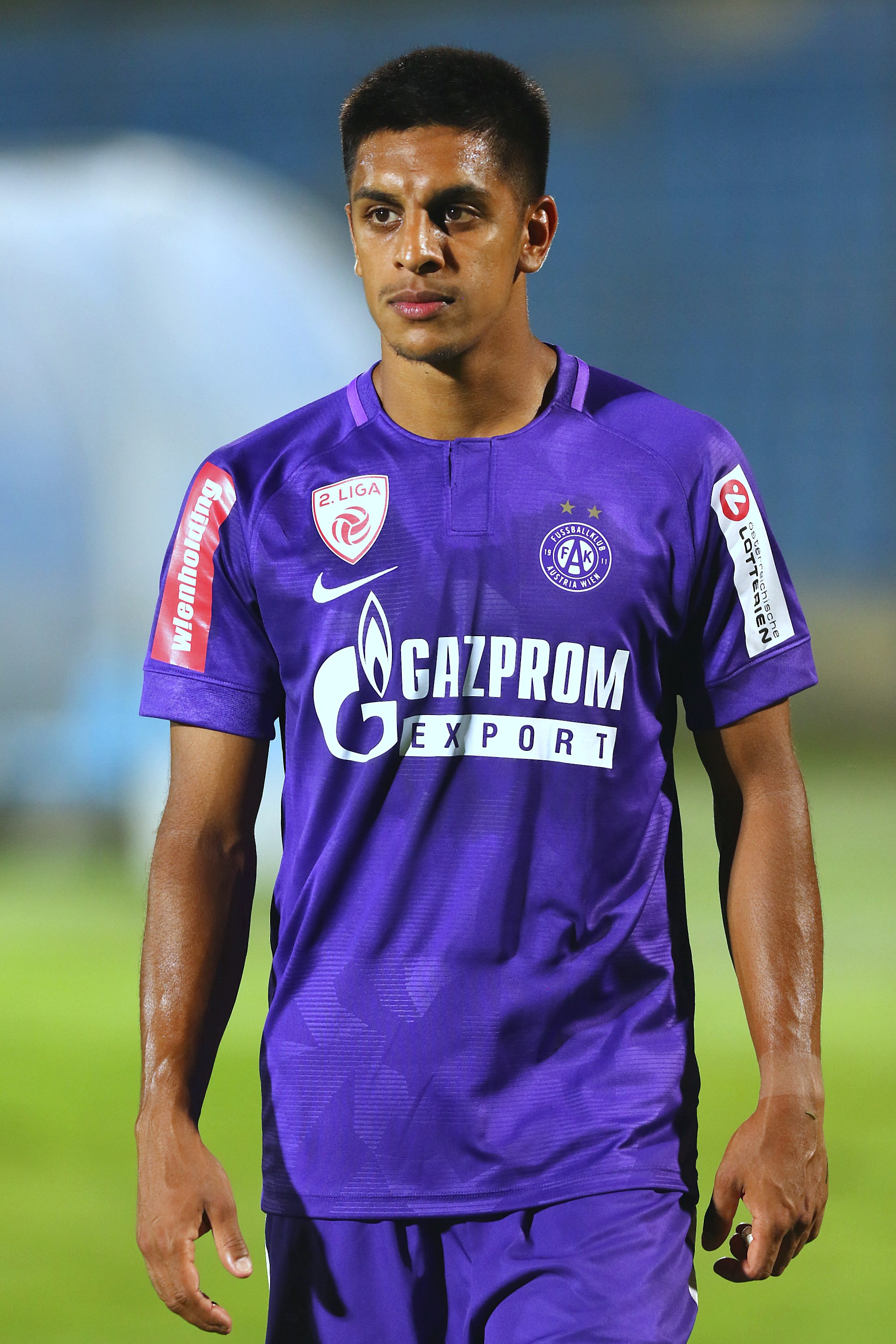
Manprit Sarkaria (* 1996)

- 1988: Lars Stindl, deutscher Fußballspieler
- 1989: James Harden, US-amerikanischer Basketballspieler
- 1989: Myriam Krüger, deutsche Fußballspielerin
- 1989: Ines Schwerdtner, deutsche Publizistin und Politikerin
- 1990: Irina-Camelia Begu, rumänische Tennisspielerin
- 1990: Markus Schwabl, deutscher Fußballer
- 1990: Michaela Weingartner, deutsche Schauspielerin
- 1991: Arnaud Démare, französischer Radrennfahrer
- 1991: Dylan O’Brien, US-amerikanischer Schauspieler
- 1992: Léo Baptistão, brasilianischer Fußballspieler
- 1992: Markus Ziereis, deutscher Fußballspieler
- 1993: Keke Palmer, US-amerikanische Schauspielerin
- 1994: Max Emanuel, deutscher Handballspieler
- 1994: Helena Rapaport, schwedische Skirennläuferin
- 1995: Gracie Dzienny, US-amerikanische Schauspielerin und Model
- 1996: Manprit Sarkaria, österreichischer Fußballspieler
- 1998: Trey Cunningham, US-amerikanischer Leichtathlet
- 1998: Michael Dinan, US-amerikanischer Autorennfahrer
- 1998: Jeon So-yeon, südkoreanische Popsängerin
- 2000: Filippo Baroncini, italienischer Radrennfahrer
- 2000: Ethan Vernon, britischer Radrennfahrer

### 21. Jahrhundert

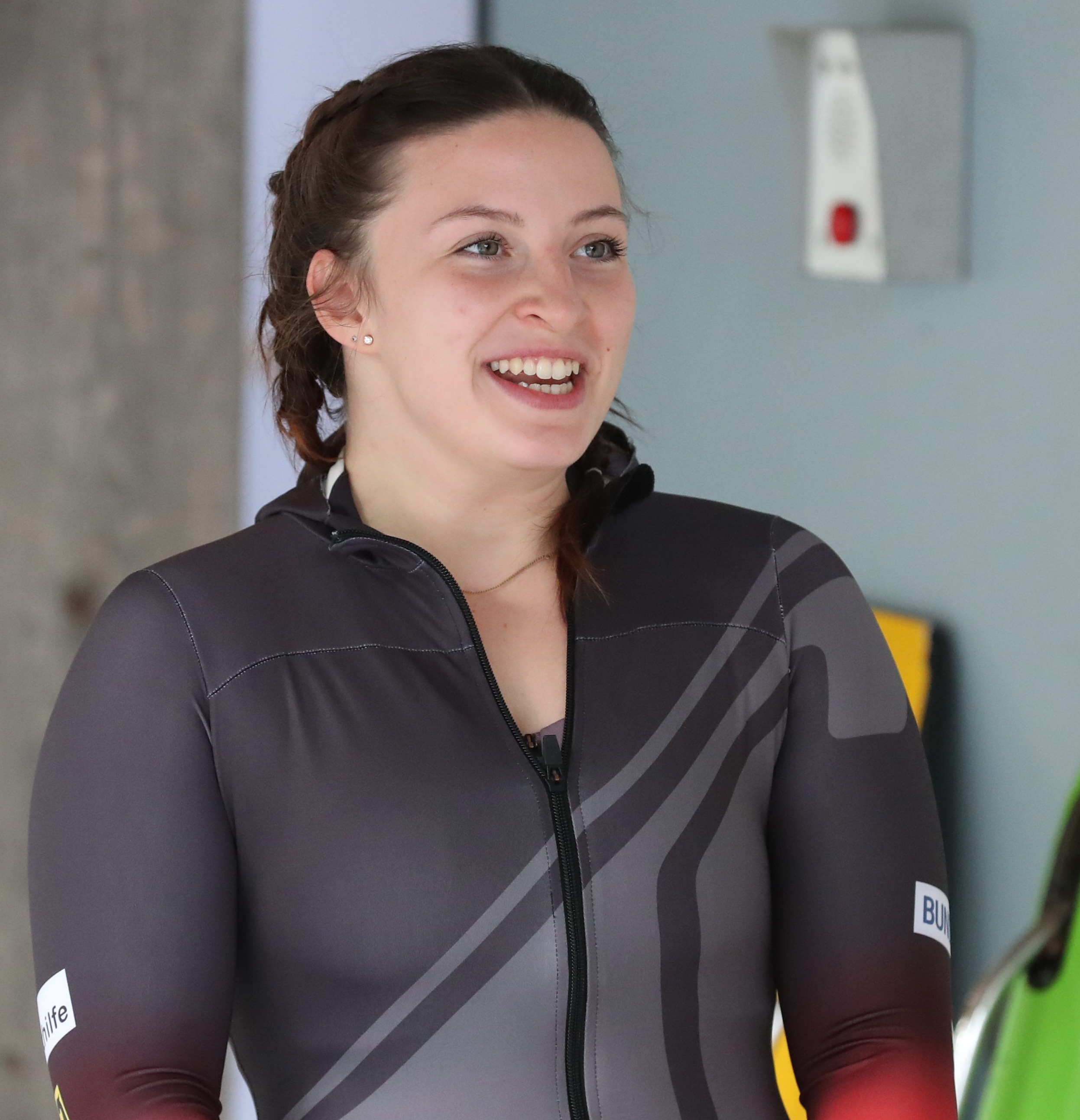
Hanna Staub (* 2001)

- 2001: Hanna Staub, deutsche Skeletonfahrerin
- 2002: Lil Tecca, US-amerikanischer Rapper und Sänger
- 2003: Paxten Aaronson, US-amerikanischer Fußballspieler
- 2006: Henry Sildaru, estnischer Freestyle-Skier

## Gestorben

### Vor dem 18. Jahrhundert
- 0887: Kōkō, 58. Kaiser von Japan
- 1186: Rapoto I., Graf von Ortenburg
- 1213: Gangjong, 22. König des koreanischen Goryeo-Reiches
- 1218: Guillaume de Chartres, Großmeister des Templerordens
- 1265: Anna, Herzogin von Schlesien
- 1278: Ottokar II. König von Böhmen, Herzog von Österreich

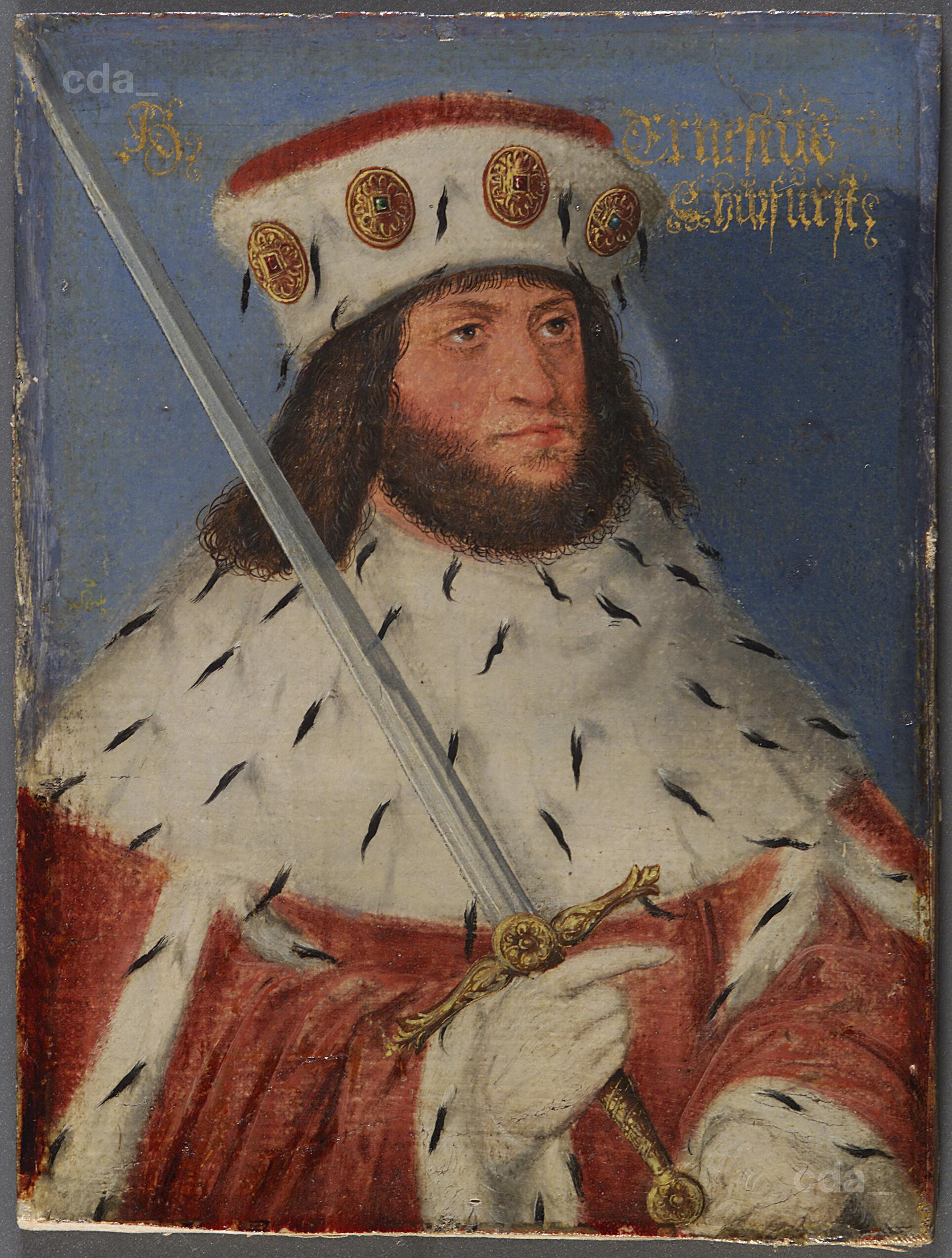
Ernst († 1486)

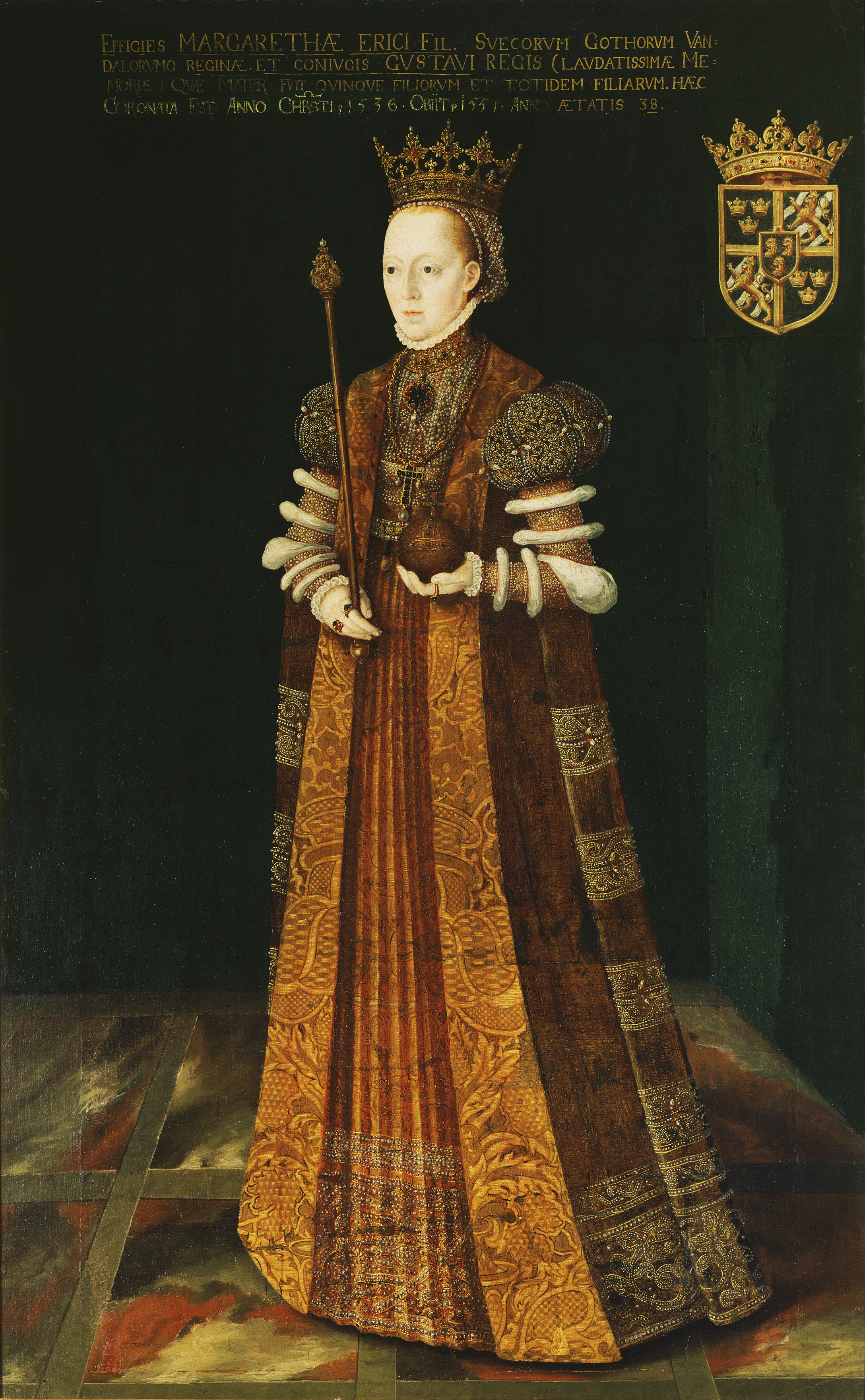
Margareta Eriksdotter Leijonhufvud († 1551)

- 1329: Heinrich von Leipa, Marschall des böhmischen Königs Johann von Luxemburg
- 1346: Heinrich II. von Rosenberg, böhmischer Adeliger
- 1346: Heinrich IV., Graf von Vaudémont
- 1346: Johann von Böhmen, König von Böhmen und Erbkönig von Polen
- 1346: Johann V., Graf von Roucy
- 1346: Ludwig I., Graf von Blois und Dunois
- 1346: Ludwig I., Graf von Flandern
- 1346: Karl von Valois, Graf von Alençon
- 1349: Thomas Bradwardine, englischer Mathematiker, Philosoph und Theologe
- 1351: Ulrich von Wildhaus, Bischof von Gurk
- 1376: Heinrich Beyer von Boppard, Burggraf von Boppard
- 1398: Jeong Do-jeon, koreanischer Politiker der Goryeo-Dynastie und Joseon-Dynastie, neokonfuzianischer Philosoph und Schriftsteller
- 1422: Taddeo di Bartolo, italienischer Maler
- 1434: Margarete von der Pfalz, Herzogin von Lothringen
- 1463: Peter von Schleinitz, Bischof von Naumburg
- 1468: Zara Yaqob, Kaiser von Äthiopien
- 1486: Ernst von Sachsen, Landgraf in Thüringen und Markgraf zu Meißen
- 1500: Philipp I., Graf von Hanau-Münzenberger
- 1506: Sesshū Tōyō, japanischer Zen-Mönch und Maler der Muromachi-Zeit
- 1551: Margareta Eriksdotter Leijonhufvud, Königin von Schweden
- 1575: Johann Sutel, deutscher evangelischer Theologe und Reformator
- 1595: António von Crato, König von Portugal
- 1638: Sebastian Abesser, deutscher Theologe
- 1652: Ladislaus Esterházy, ungarischer Feldherr
- 1666: Frans Hals, niederländischer Maler
- 1687: Johann Christoph Adelmann von Adelmannsfelden, Propst der Fürstpropstei Ellwangen

### 18. Jahrhundert
- 1703: Adam II. Batthyány, ungarischer Feldherr, Ban von Kroatien

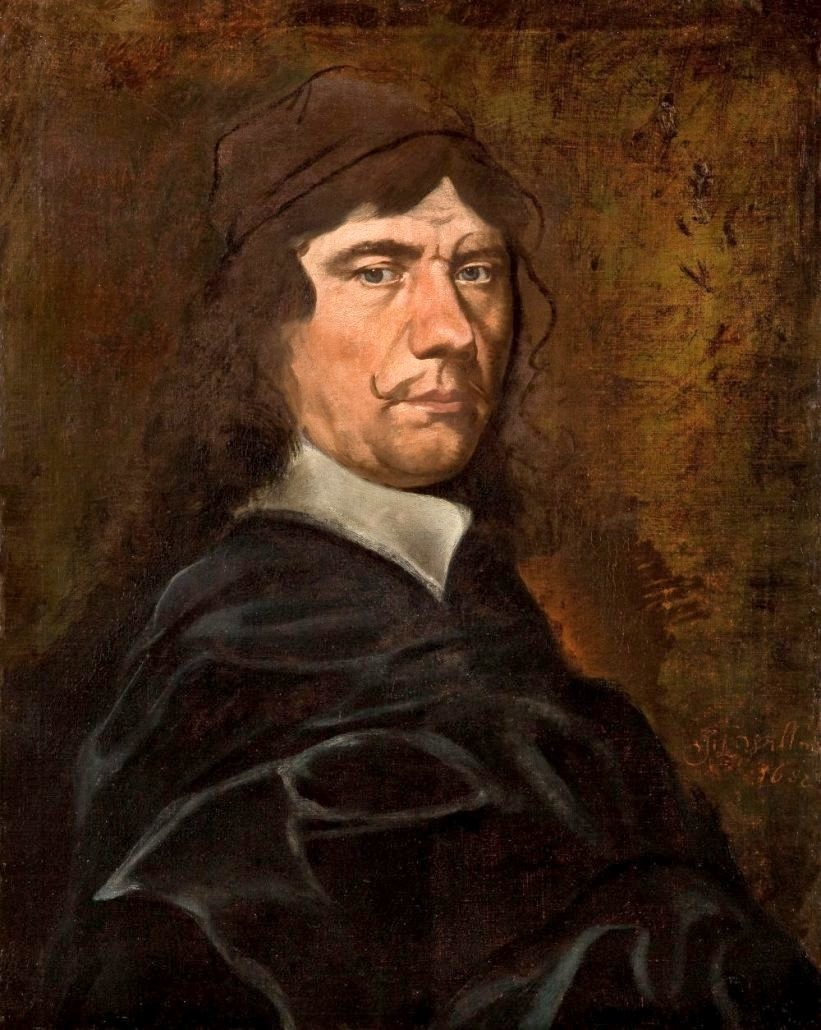
Michael Willmann († 1706)

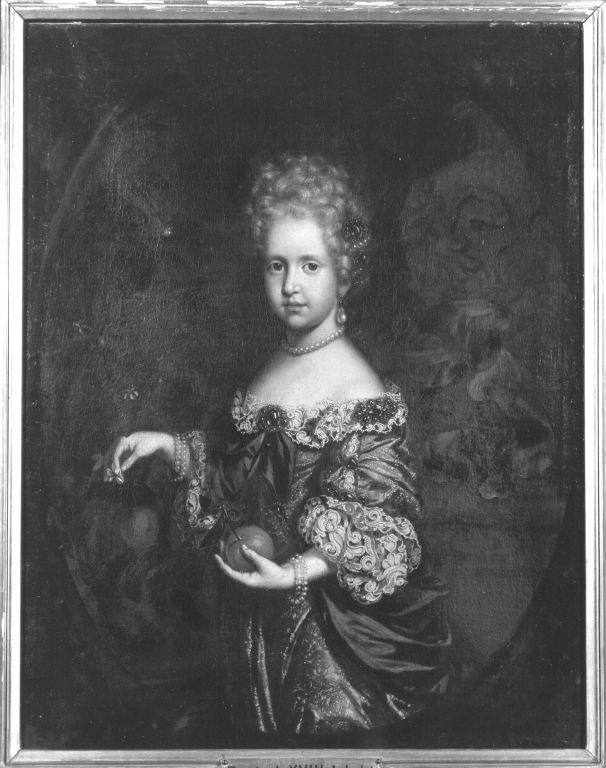
Maria Elisabeth von Österreich († 1741)

- 1706: Michael Willmann, deutscher Barockmaler
- 1712: Sebastian Anton Scherer, deutscher Organist am Ulmer Münster und deutscher Komponist
- 1720: Johann Christoph Volkamer, deutscher Kaufmann, Fabrikant und Botaniker
- 1723: Caspar Moosbrugger, Vorarlberger Architekt
- 1723: Antoni van Leeuwenhoek, niederländischer Naturforscher und Mikroskopbauer
- 1728: Anne Marie d’Orléans, Königin von Sizilien und Sardinien
- 1728: Wilhelm Ernst, Herzog von Sachsen-Weimar
- 1739: Pierre Parrocel, französischer Maler
- 1741: Maria Elisabeth von Österreich, Statthalterin der Österreichischen Niederlande
- 1752: Philipp Otto von Grumbkow, preußischer Staatsmann
- 1760: Friedrich Wilhelm von Brühl, kursächsischer und polnischer Geheimer Rat, Landeshauptmann von Thüringen
- 1767: Johann Michael Beer von Bleichten, österreichischer Baumeister und Architekt
- 1773: Georg Friedrich Schmahl, deutscher Orgelbauer
- 1776: Christian Ernst Hanßelmann, deutscher Archivar und Archäologe
- 1783: Joachim Friedrich von Stutterheim, preußischer Generalleutnant
- 1785: George Germain, 1. Viscount Sackville, britischer Soldat und Politiker
- 1794: Johann Justus von Avemann, preußischer Jurist
- 1795: Alessandro Cagliostro, italienischer Alchemist und Hochstapler

### 19. Jahrhundert
- 1802: Albrecht von Anhalt, preußischer Generalmajor
- 1810: Santiago de Liniers, französischer Offizier in spanischen Diensten, Vizekönig des Río de la Plata
- 1811: Thomas Fitzsimons, US-amerikanischer Politiker

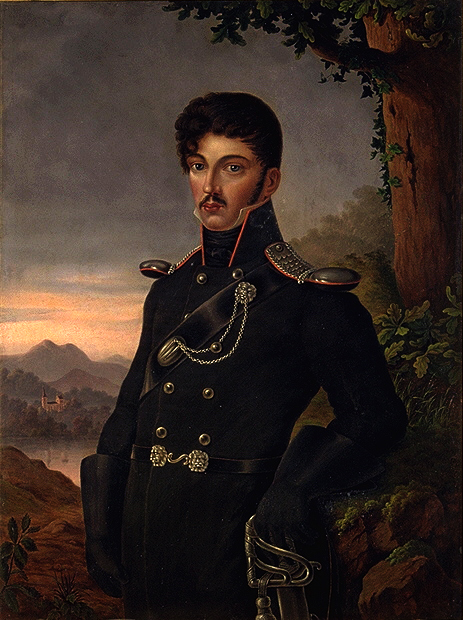
Theodor Körner († 1813)

- 1813: Theodor Körner, deutscher Schriftsteller
- 1813: Daniel Gottlob Türk, deutscher Organist und Musiktheoretiker
- 1823: Karl Friedrich Zimmermann, Schweizer Politiker
- 1828: Johann Conrad Winz, Schweizer Gerichtsschreiber, Plantagenleiter, Sklavenhändler und Politiker
- 1830: Heinrich Lohstöter, deutscher Orgelbauer
- 1838: Johanna-Elisabeth Bichier des Ages, französische Ordensgründerin und Heilige

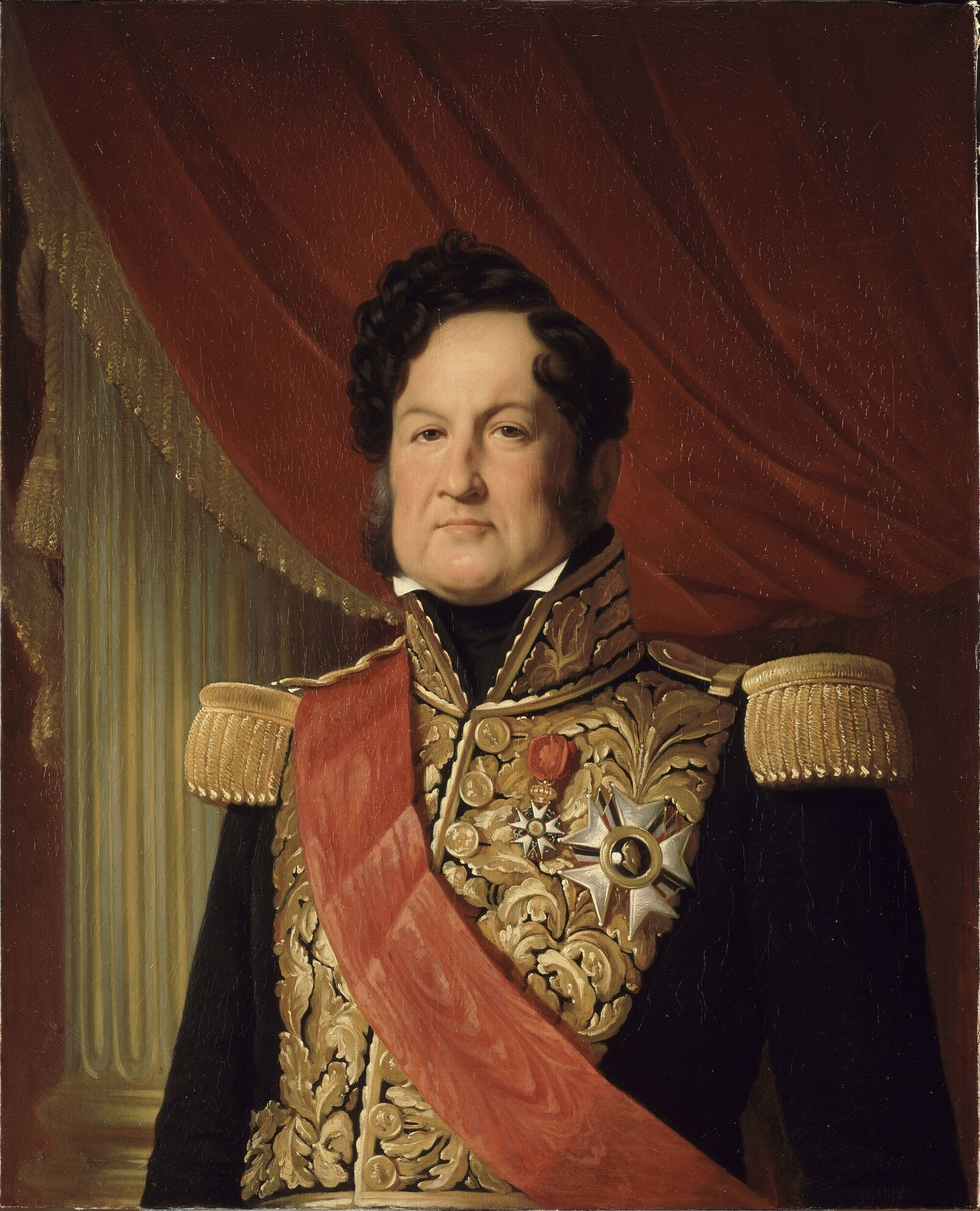
Louis-Philippe I. († 1850)

- 1841: Ignaz von Seyfried, österreichischer Komponist
- 1844: John Keane, 1. Baron Keane, britischer General
- 1847: Levin Friedrich von Bismarck, preußischer Regierungspräsident des Regierungsbezirks Magdeburg
- 1849: Marianne Auernhammer, österreichische Sängerin, Pianistin und Komponistin
- 1849: Jacques Féréol Mazas, französischer Violinist und Violinpädagoge
- 1849: Karl Gottfried Nadler, deutscher Jurist und Pfälzer Mundartdichter
- 1850: Louis-Philippe I., französischer König
- 1853: Karl Theodor von Pappenheim, bayerischer Feldzeugmeister und letzter regierender Reichsgraf der Grafschaft Pappenheim

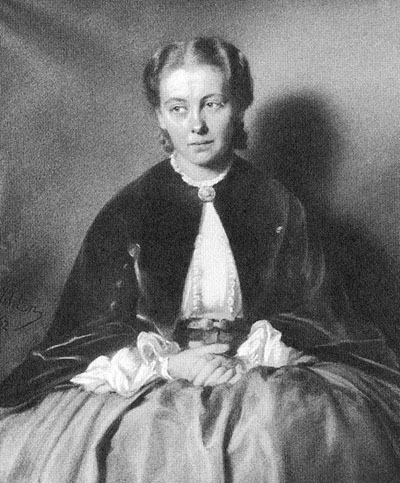
Alexandra Wassiljewna Schukowskaja († 1899)

- 1857: Adolf Schlagintweit, deutscher Reisender und Entdecker
- 1860: Friedrich Silcher, deutscher Liederkomponist
- 1861: Johan Fredrik Berwald, schwedischer Komponist
- 1865: Johann Franz Encke, deutscher Astronom
- 1872: Johann Christoph Lüders, deutscher Industrieller und Industriepionier, Kommunalpolitiker und Kulturförderer
- 1873: Carl Wilhelm, deutscher Chorleiter
- 1878: Mirjam von Abellin, palästinensische Unbeschuhte Karmelitin, Mystikerin und Heilige
- 1881: Friedrich Goldenberg, deutscher Paläobotaniker und Paläo-Entomologe
- 1882: Orazio Antinori, italienischer Zoologe und Reisender
- 1885: August Gottfried Ritter, deutscher Komponist und Organist
- 1890ː Alice Havers, englische Malerin und Illustratorin
- 1890ː Marie Walden, Schweizer Schriftstellerin
- 1891: José Julián Acosta, puerto-ricanischer Journalist
- 1895: Friedrich Miescher, Schweizer Mediziner und Professor für Physiologie
- 1896: Hermann von Borries, deutscher Verwaltungsbeamter
- 1899ː Alexandra Wassiljewna Schukowskaja, russische Hofdame
- 1900: John Miller Adye, britischer General
- 1900: Conrad Paul Wusching, rumäniendeutscher Komponist, Kirchenmusiker und Chorleiter

### 20. Jahrhundert

#### 1901–1950

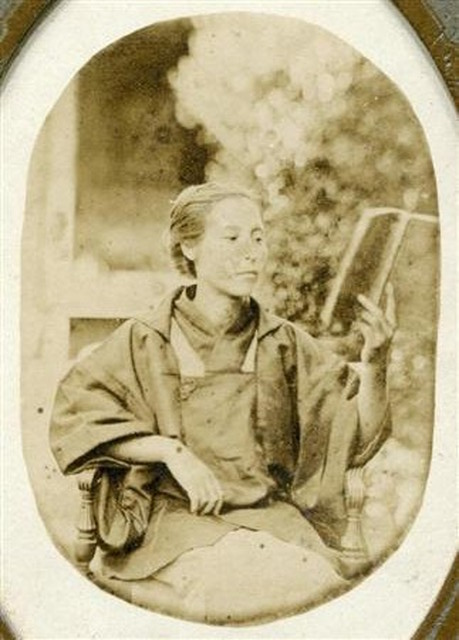
Kusumoto Ine († 1903)

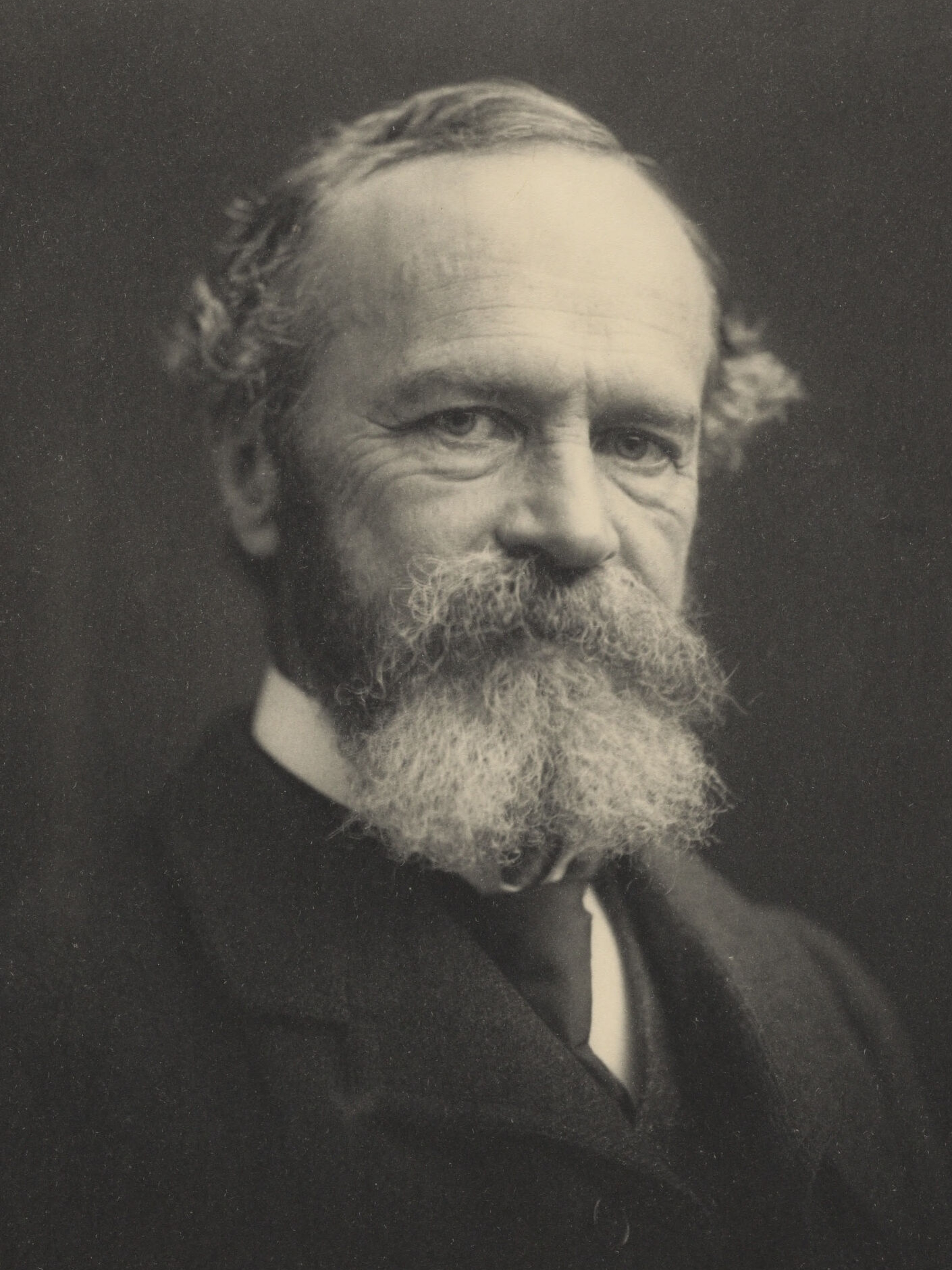
William James († 1910)

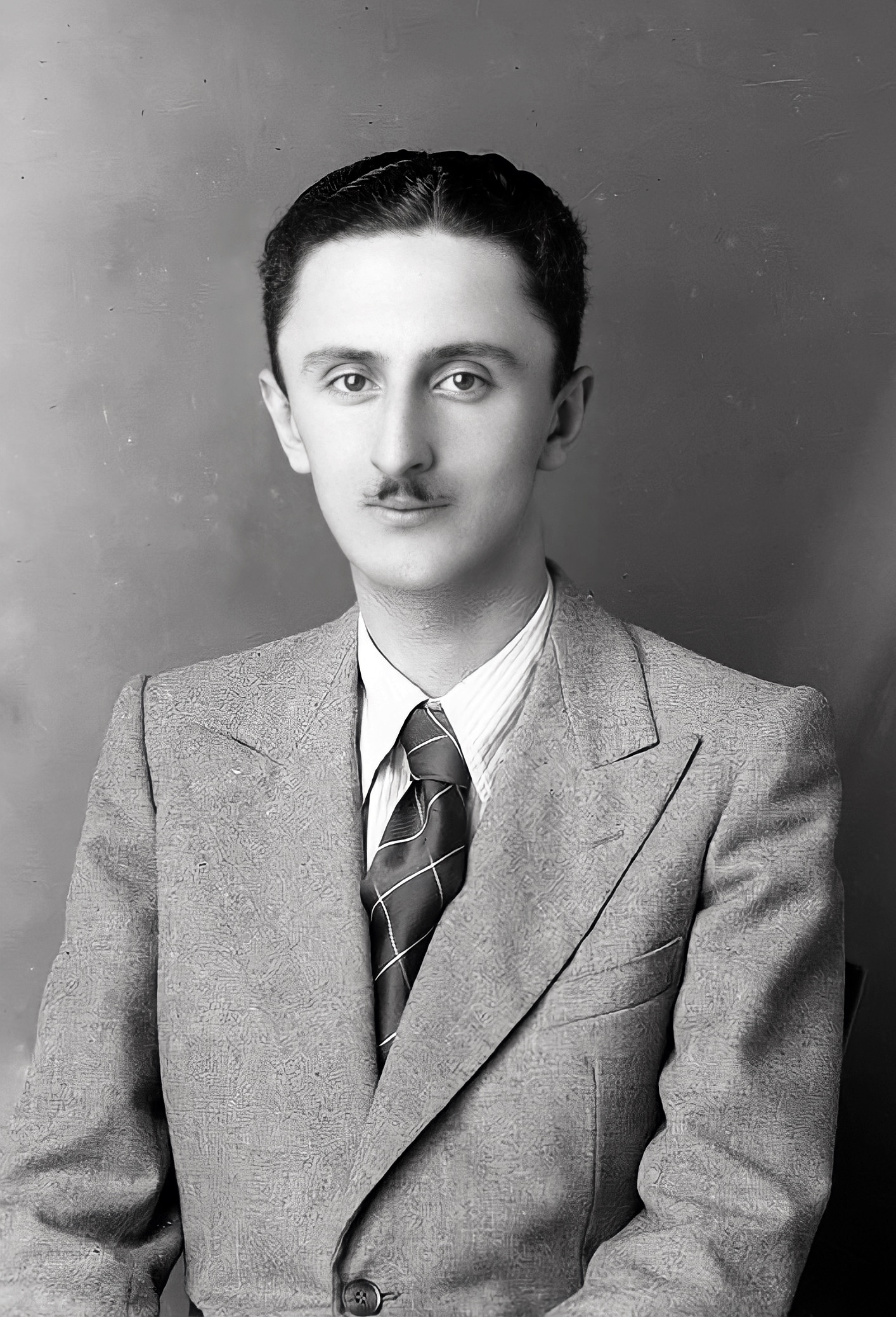
Migjeni († 1938)

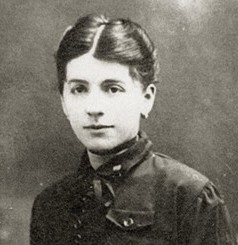
Julie Wohryzková († 1944)

- 1902: George Hoadly, US-amerikanischer Politiker
- 1903ː Kusumoto Ine, japanische Ärztin, erste japanische Frauenärztin und Geburtshelferin nach westlichem Vorbild
- 1906: Eugen Gura, österreichischer Opernsänger
- 1908: Christian Hagans, deutscher Ingenieur und Gründer des gleichnamigen Lokomotivherstellers
- 1910: William James, US-amerikanischer Philosoph und Psychologe
- 1921: Matthias Erzberger, deutscher Publizist und Politiker, MdR, Reichsfinanzminister, Attentatsopfer
- 1921: Ludwig Thoma, deutscher Schriftsteller
- 1923: Enrico Giaccone, italienischer Automobilrennfahrer
- 1923: Hertha Marks Ayrton, englische Mathematikerin, Elektroingenieurin und Erfinderin
- 1929: Walter Helmut Fritz, deutscher Lyriker, Essayist und Romancier
- 1929: Friedrich Ottiker, Schweizer Unternehmer und Politiker
- 1929: Ernest Satow, britischer Diplomat und Japanologe
- 1930: Lon Chaney senior, US-amerikanischer Schauspieler der Stummfilmzeit
- 1931: Theodor Althoff, deutscher Kaufmann, Textil-Einzelhändler und Warenhaus-Unternehmer
- 1931: Heinrich Grünfeld, österreichischer Komponist, Cellist und Musikpädagoge
- 1933: Paul Staudinger, deutscher Forschungsreisender und Privatgelehrter
- 1934: Hugh Caulfield Hamilton, nordirischer Automobilrennfahrer
- 1938: Migjeni, albanischer Dichter
- 1939: Wilhelm Burkamp, deutscher Philosoph
- 1941: Georg Escherich, deutscher Forstmann, Politiker und Forschungsreisender
- 1942: Joseph Ferdinand von Österreich-Toskana, Generaloberst der k. u. k. Doppelmonarchie und Ballonfahrer
- 1942: Werner Sylten, Schweizer evangelischer Theologe und Erzieher jüdischer Abstammung, Gegner und Opfer des Nationalsozialismus
- 1943: Giulio Aquila, ungarischer kommunistischer Funktionär
- 1943: Ted Ray, britischer Golfspieler
- 1944: Hans Georg Klamroth, deutscher Militär, Mitwisser beim Attentat vom 20. Juli 1944
- 1944: Adam von Trott zu Solz, deutscher Jurist und Diplomat, Widerstandskämpfer des 20. Juli 1944
- 1944ː Julie Wohryzek, Verlobte Franz Kafkas, Opfer des Holocaust
- 1945: Arno Bruchardt, deutscher Schriftsetzer und Politiker (USPD/SPD)
- 1945: Franz Werfel, österreichischer Schriftsteller, Vertreter des literarischen Expressionismus
- 1948ː Iwa Raffay, österreichisch-tschechoslowakische Schauspielerin, Regisseurin, Filmproduzentin und Drehbuchautorin
- 1949: Theodor Barth, Schweizer Kunstmaler
- 1949: Philipp Borchers, deutscher Bergsteiger und Funktionär
- 1950: Samuel Guyer, Schweizer Kunsthistoriker
- 1950: Ransom Eli Olds, US-amerikanischer Unternehmer, Gründer des Automobilherstellers Oldsmobile

#### 1951–2000
- 1955: Karl Kindsmüller, deutscher Kirchenmusiker, Priester und Gymnasiallehrer
- 1956: Hans Baltisberger, deutscher Motorradrennfahrer
- 1958: Hans Henn, deutscher Politiker

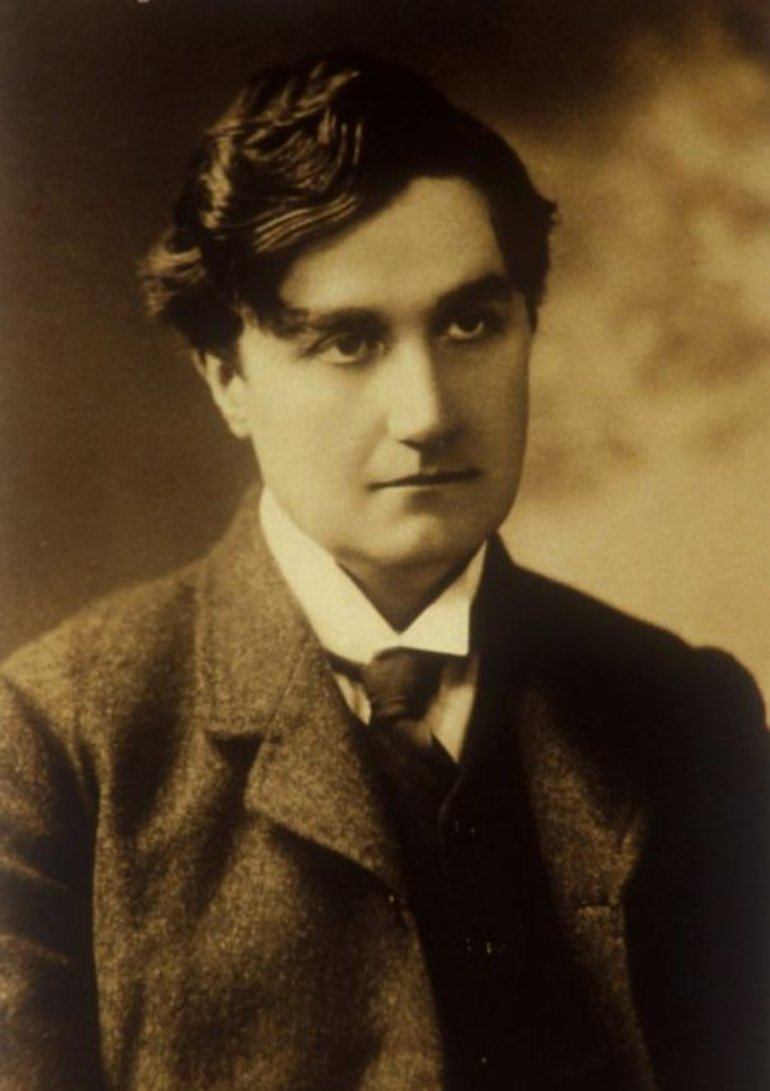
Ralph Vaughan Williams († 1958)

- 1958: Ralph Vaughan Williams, britischer Komponist und Dirigent
- 1959: Hans Sattler, deutscher Komponist, Musiker und Autor
- 1961: Vittore Frigerio, Schweizer Journalist und Schriftsteller
- 1962: Vilhjálmur Stefánsson, isländisch-kanadischer Polarforscher und Ethnologe
- 1963: Maurice Despatures, französischer Ordensgeistlicher und römisch-katholischer Bischof von Bangalore
- 1966: Hermann Geiger, Schweizer Rettungsflieger und Pionier des Gletscherflugs
- 1968: Kay Francis, US-amerikanische Schauspielerin
- 1969: Joseph Bourgougnoux, französischer Turner
- 1970: Paul Gehring, deutscher Bibliothekar und Wirtschaftshistoriker
- 1972: Albert Hoffmann, deutscher Kaufmann und NS-Gauleiter
- 1972: Dieter Spoerry, Schweizer Autorennfahrer
- 1972: Wilhelm Webels, deutscher Arzt, Maler und Bildhauer
- 1974: Charles Lindbergh, US-amerikanischer Flugpionier
- 1975: Juliette Béliveau, kanadische Schauspielerin

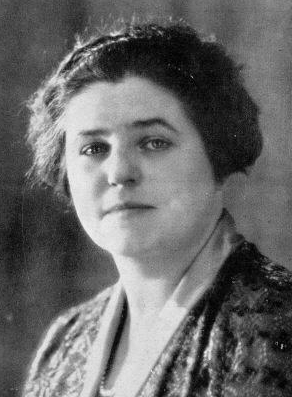
Lotte Lehmann († 1976)

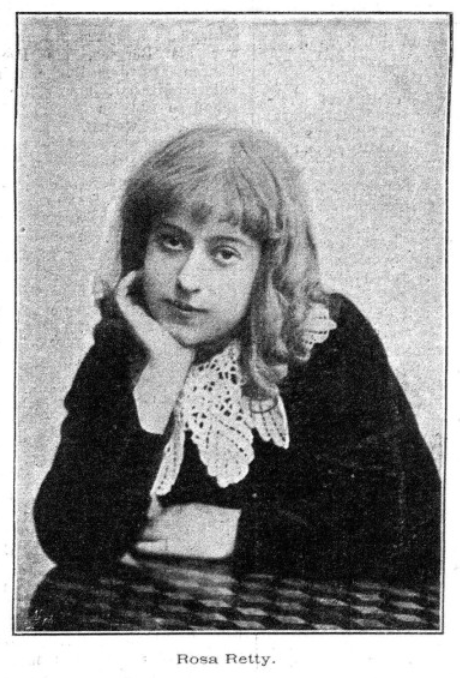
Rosa Albach-Retty († 1980)

- 1976: Lotte Lehmann, deutsch-US-amerikanische Opernsängerin (Sopran), Schriftstellerin und Dichterin
- 1978: Charles Boyer, französischer Schauspieler
- 1979: Ted Cremer, niederländischer Steuermann im Rudern
- 1979: Alvin Karpis, kanadisch-US-amerikanischer Krimineller
- 1979: Mika Waltari, finnischer Schriftsteller
- 1980: Rosa Albach-Retty, österreichische Schauspielerin
- 1980: Tex Avery, US-amerikanischer Regisseur und Zeichner
- 1981: Otti Zacharias, deutsche Fotografin
- 1982: Günter Adolphi, deutscher Verfahrenstechniker und Hochschullehrer
- 1983: Herwig Blankertz, deutscher Pädagoge
- 1983: Gertrud Brendler, deutsche Schauspielerin
- 1984: Hans Tügel, deutscher Schauspieler, Hörspielsprecher, Regisseur und Autor
- 1987: Heribert Apfalter, österreichischer Industriemanager
- 1987: Georg Wittig, deutscher Chemiker, Nobelpreisträger
- 1988: Thomas H. Kerr, US-amerikanischer Komponist und Musikpädagoge
- 1989: Irving Stone, US-amerikanischer Schriftsteller
- 1990: Mário Pinto de Andrade, angolanischer Politiker und Autor
- 1991: Jöri Mattli, Schweizer Eishockeyspieler
- 1991: Nicolai Dirdal, norwegischer Pianist und Musikpädagoge
- 1993: Karl Bewerunge, deutscher Politiker, MdB
- 1993: Thaddäus Schwabl, österreichischer Skirennläufer
- 1996: Alejandro Agustín Lanusse, argentinischer Militär und Politiker
- 1996: Lara Ermer, deutsche Autorin und Comedienne
- 1998: Frederick Reines, US-amerikanischer Physiker, Nobelpreisträger
- 1998: Tamura Ryūichi, japanischer Lyriker

### 21. Jahrhundert

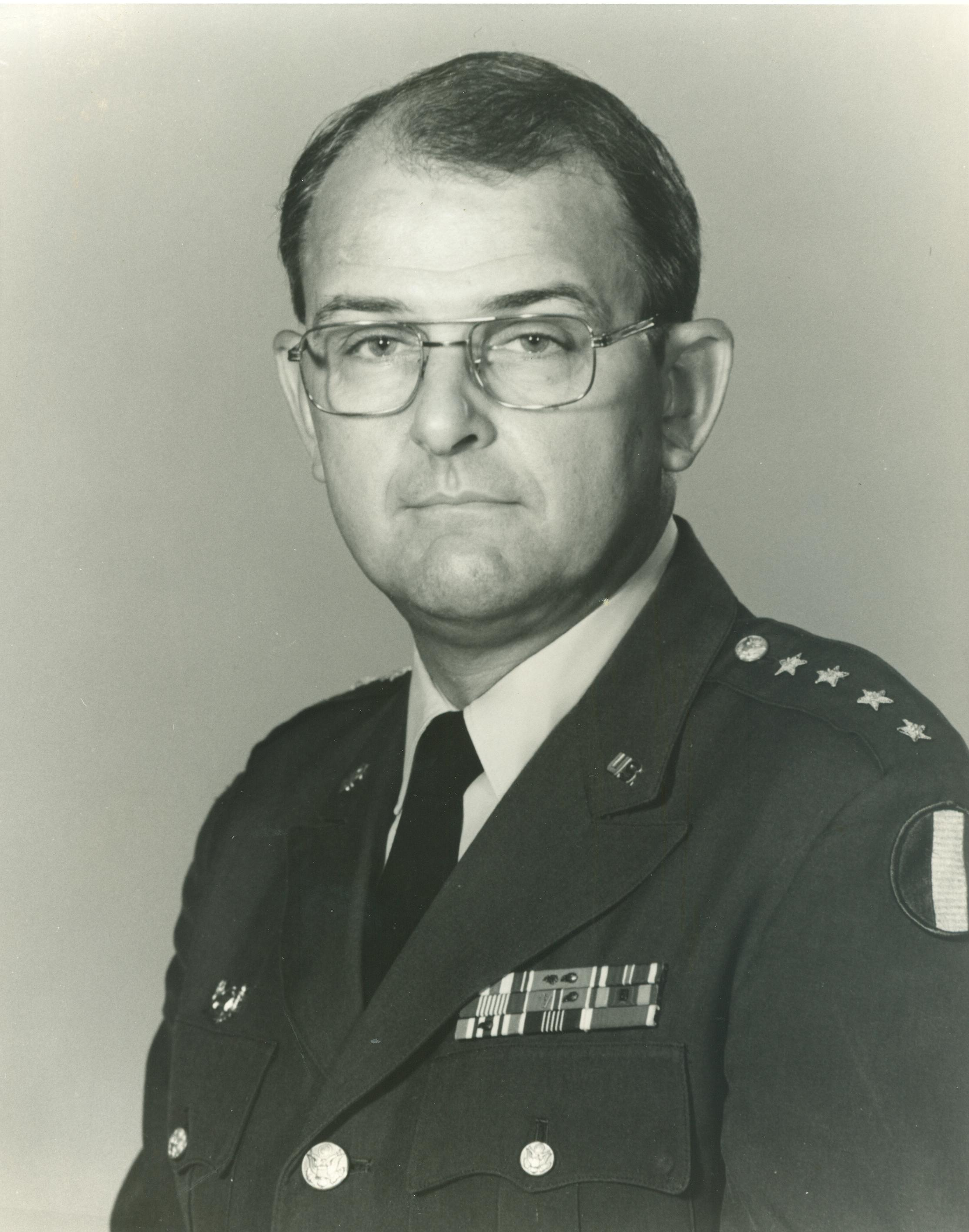
Donn A. Starry († 2011)

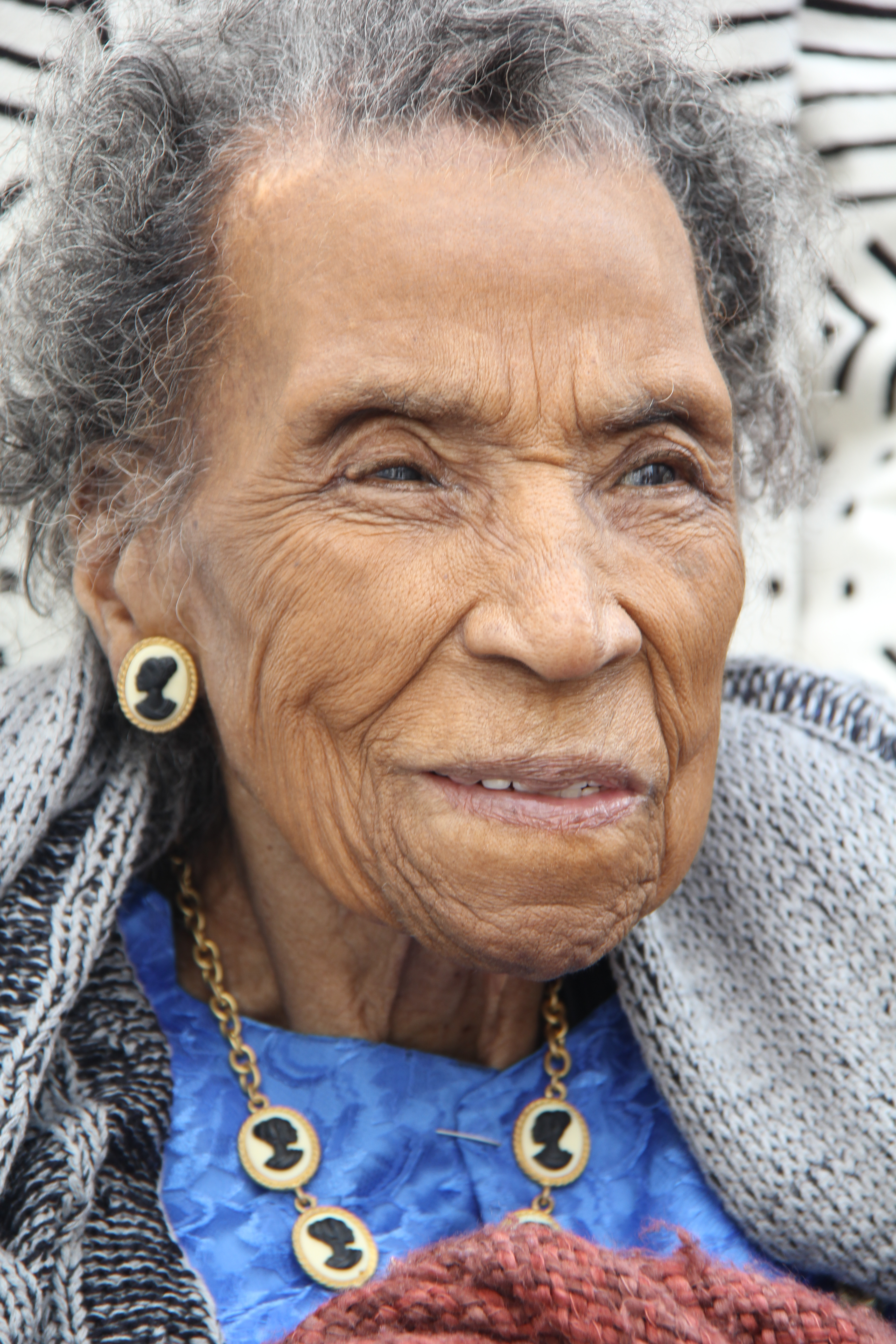
Amelia Boynton Robinson († 2015)

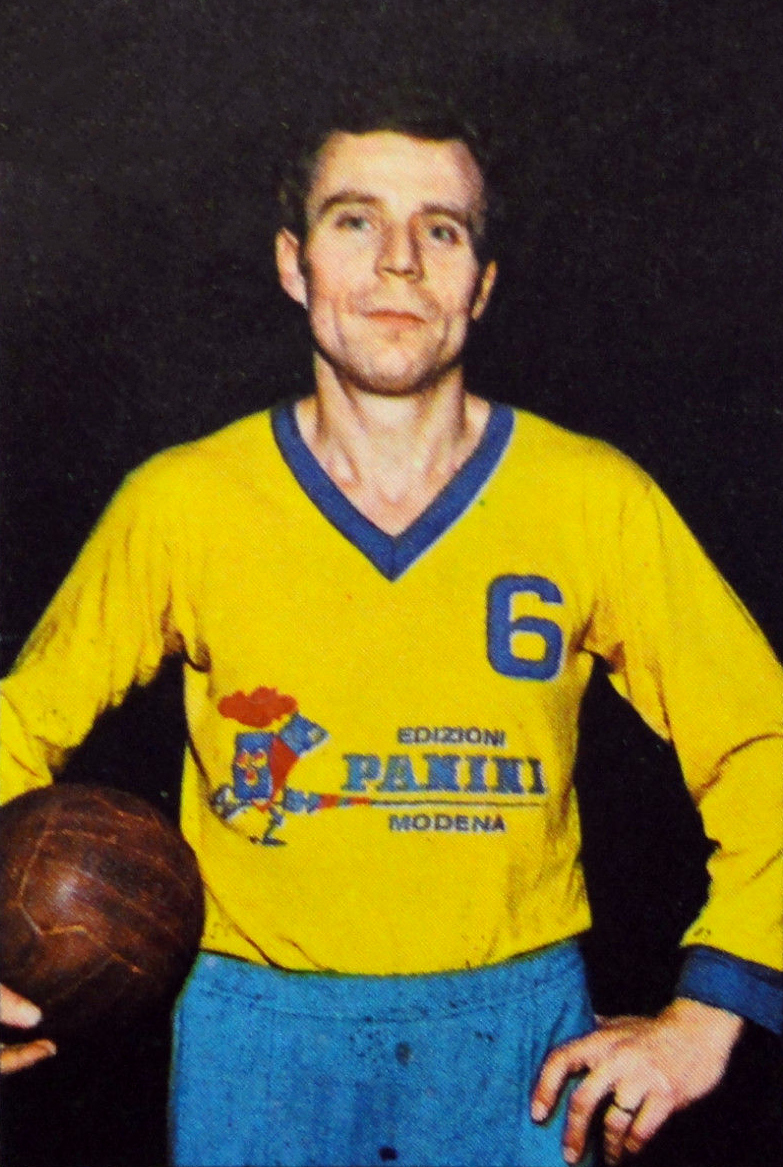
Josef Musil († 2017)

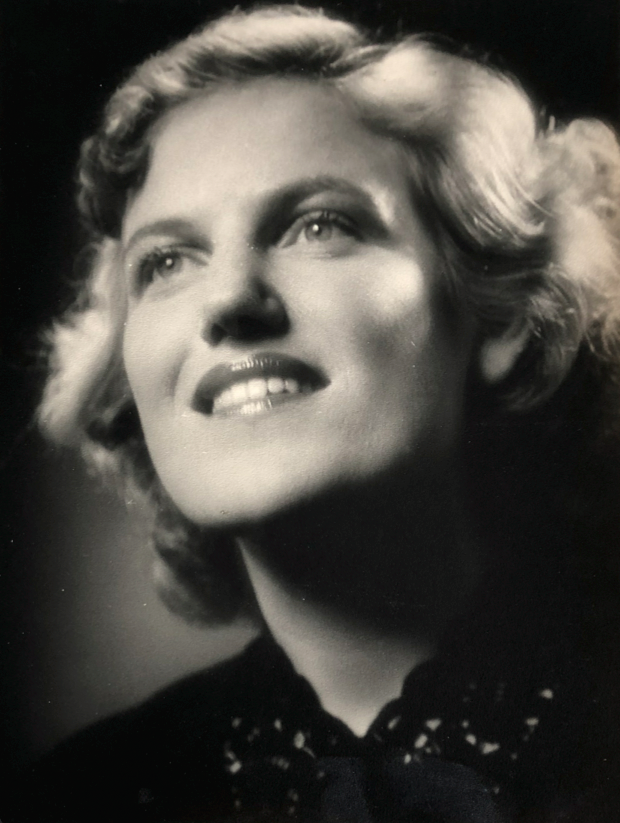
Inge Borkh († 2018)

- 2001: Marita Petersen, färöische Pädagogin und Politikerin, erste weibliche Regierungschefin der Färöer
- 2004: Laura Branigan, US-amerikanische Popsängerin
- 2004: Friedrich Brünner, deutscher Politiker
- 2005: Anne Bärenz, deutsche Sängerin und Pianistin
- 2005: Wolfgang Bauer, österreichischer Schriftsteller
- 2006: Rainer Barzel, deutscher Politiker
- 2006: Ulrich de Maizière, deutscher Offizier, Generalinspekteur der Bundeswehr, einer der Väter der Inneren Führung
- 2007: Petr Kaplan, tschechischer Rocksänger und -gitarrist
- 2007: Gaston Thorn, luxemburgischer Politiker
- 2008: Christian Geissler, deutscher Schriftsteller
- 2008: Edip Sekowitsch, jugoslawisch-österreichischer Boxer
- 2011: Aloysius Ambrozic, kanadischer Geistlicher und Erzbischof von Toronto
- 2011: Donn A. Starry, US-amerikanischer General und Militärhistoriker
- 2012: Felix Ghlonti, georgischer Komponist
- 2012: Krzysztof Wilmanski, polnisch-deutscher Physiker
- 2013: Volker Bienengräber, deutscher Mediziner und Hochschullehrer
- 2013: Wolfgang Herrndorf, deutscher Schriftsteller, Maler und Illustrator
- 2013: Peter Trachsel, Schweizer Künstler und Kunstorganisator
- 2014: Reimar Lenz, deutscher Publizist und Schriftsteller
- 2014: Manfred Seel, deutscher Serienmörder
- 2015ː Amelia Boynton Robinson, US-amerikanische Bürgerrechtlerin
- 2015: Peter Kern, österreichischer Schauspieler, Filmregisseur, -produzent und Autor
- 2015: Jacqueline Richard, kanadische Pianistin, Korrepetitorin und Dirigentin
- 2016: Harald Grønningen, norwegischer Skilangläufer
- 2016: Hans Hausner, deutscher Chemiker und Materialwissenschaftler
- 2017: Tobe Hooper, US-amerikanischer Filmregisseur
- 2017: Josef Musil, tschechoslowakischer Volleyballspieler
- 2018: Inge Borkh, deutsche Opernsängerin
- 2018ː Rosa Bouglione, französische Zirkusartistin, Löwendompteurin
- 2018: Röbi Rapp, Schweizer Schwulenaktivist
- 2019: Helmut Krauss, deutscher Schauspieler, Kabarettist, Synchronsprecher und Synchronregisseur
- 2019: Brad Linaweaver, US-amerikanischer Science-Fiction-Autor
- 2020: Dirk Mudge, namibischer Politiker
- 2020: Otto Müller, deutscher Computerpionier und Unternehmer
- 2021: Rosemarie Gläser, deutsche Linguistin
- 2021: Walter Lüchinger, Schweizer Ruderer
- 2021: Barbara Moore, britische Sängerin und Arrangeurin
- 2021: Ales Rasanau, belarussischer Schriftsteller, Dichter und Übersetzer

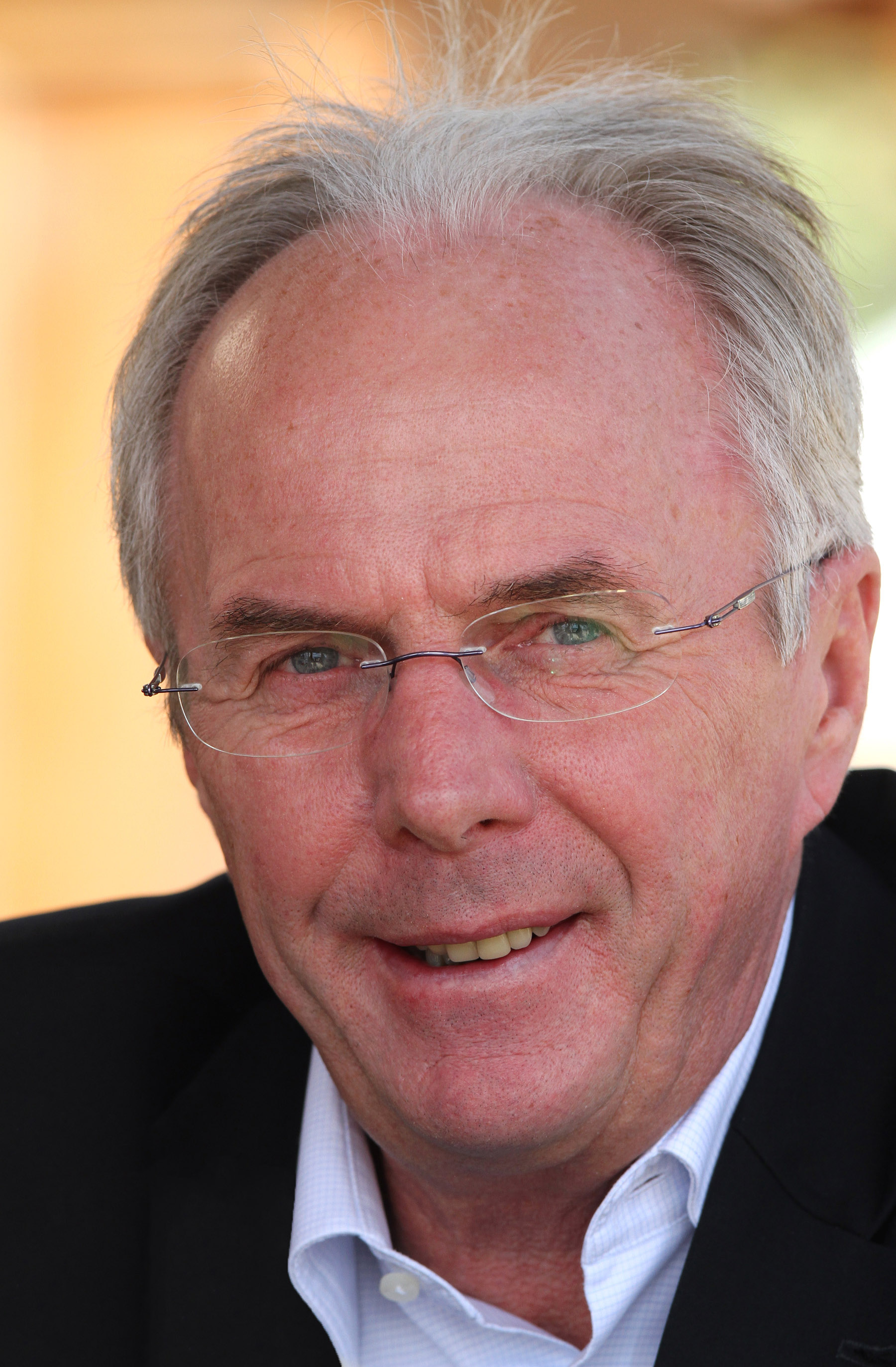
Sven-Göran Eriksson († 2024)

- 2024: Sven-Göran Eriksson, schwedischer Fußballspieler und -trainer
- 2024: Alexander Goehr, englischer Komponist

## Feier- und Gedenktage
- Kirchliche Gedenktage
  - Alexander von Bergamo, Heiliger und Märtyrer (katholisch)
  - Werner Sylten, deutscher Pfarrer und Märtyrer (evangelisch)
  - Wulfila, Glaubensbote und Bischof der Goten (evangelisch)
  - Adrian von Nikomedien, römischer Offizier und Märtyrer (orthodox)
- Namenstage
  - Miriam, Teresa, Johanna Elisabeth

Weitere Einträge enthält die Liste von Gedenk- und Aktionstagen.